# Amsterdam
Vous lisez un « bon article » labellisé en 2014.
Cet article concerne la capitale des Pays-Bas. Pour les autres significations, voir Amsterdam (homonymie).
Amsterdam est la capitale des Pays-Bas, bien que le gouvernement et la plupart des institutions nationales siègent à La Haye. Sur la base des chiffres de l'année 2024, la commune d'Amsterdam compte 934 526 habitants, appelés Amstellodamois (Amsterdammers), ce qui en fait la commune néerlandaise la plus peuplée. Elle est située au cœur de la région d'Amsterdam, qui regroupe environ 1 650 000 habitants. L'aire urbaine, qui rassemble plus de 2 500 000 résidents,, fait elle-même partie d'une conurbation, la Randstad, qui compte 7 100 000 habitants. La ville est la plus grande de Hollande-Septentrionale, mais n'est cependant pas le chef-lieu de la province, ce dernier étant Haarlem, situé à dix-neuf kilomètres à l'ouest d'Amsterdam.
Le nom de la commune vient de l'ancien nom néerlandais Amstelredamme, qui évoque les origines de la ville : la digue (dam) sur l'Amstel. Petit village de pêcheurs au XIIe siècle, la ville connaît une très forte croissance au Moyen Âge, tardive au regard d'autres villes des Pays-Bas, au point de devenir l'un des principaux ports du monde durant le siècle d'or néerlandais. Le quartier de De Wallen est la partie la plus ancienne de la ville, qui se développe autour d'un réseau concentrique de canaux semi-circulaires reliés par des canaux perpendiculaires, formant comme une toile d'araignée. Au centre de la vieille ville se trouve, sur la place du Dam, le palais royal d'Amsterdam, construit au XVIIe siècle, symbole de l'importance de la ville. Guillaume Ier en fait sa résidence en 1815. Sous l'Empire français, Amsterdam est désignée troisième ville de l'empire, après Paris et Rome. Depuis 2010, le quartier de la Grachtengordel, délimité par les Herengracht, Keizersgracht et Prinsengracht, figure sur la liste du patrimoine mondial de l'UNESCO. Dans cette zone se trouve le renommé béguinage d'Amsterdam, une cour arborée et bordée d'habitations anciennes — la plus vieille datant de 1528 environ — abritant en son sein une chapelle anglicane.
Amsterdam est l'un des centres économiques majeurs des Pays-Bas et l'un des principaux centres financiers d'Europe. Les sièges sociaux de plusieurs firmes multinationales (Philips, AkzoNobel, ING, TomTom) sont situés dans la ville, et d'autres ont leurs bureaux européens à Amsterdam (Netflix, Uber, Tesla). La ville est également la première destination touristique et culturelle néerlandaise, notamment du fait de la renommée de ses principaux musées concentrés autour de la Museumplein : le Rijksmuseum, la fondation d'art moderne Stedelijk Museum et le Van Gogh Museum figurent parmi les plus visités au monde. D'autres lieux culturels d'importance sont le musée scientifique NEMO, l'Institut royal des Tropiques, le musée d'art Hermitage, l'institut du cinéma EYE, le musée maritime néerlandais et la Maison Anne Frank.
Divers classements placent Amsterdam parmi les métropoles mondiales offrant le meilleur confort de vie, le magazine américain Forbes la positionnant à la première place en 2016 pour les jeunes adultes ; elle est également désignée en 2016 comme capitale européenne de l'innovation. Selon The Economist Intelligence Unit (EIU), elle est la ville la plus sûre d'Europe et la quatrième ville la plus sûre du monde en 2019. La majorité des déplacements en ville s'effectue grâce aux quinze lignes de tramway, aux cinq lignes de métro, à pied ou à vélo. La ville est réputée pour ses événements festivaliers (Amsterdam Music Festival, Sensation, In Qontrol, Uitmarkt), ses discothèques (Paradiso, Melkweg) et ses salles de concert (Ziggo Dome, Concertgebouw, Heineken Music Hall, Stadsschouwburg). Amsterdam est aussi connue pour son quartier rouge, ainsi que pour ses nombreux coffee shops possédant une licence leur permettant de commercialiser le cannabis, reflétant le progressisme politique des Pays-Bas.
Face à une forte fréquentation, la ville participe à des réflexions sur l'avenir des villes européennes en direction d'un tourisme durable, comme d'autres villes confrontées au phénomène récurrent de surtourisme. Dès 2016, elle rejoint le mouvement Fab City, suivant l'appel lancé par le maire de Barcelone, Xavier Trias, à ce que toutes les villes du monde deviennent autosuffisantes pour 2054.

## Toponymie
Le toponyme du terme « Amsterdam » est seulement attesté avec sa graphie actuelle au XVe siècle. Le nom de la ville qui a connu une croissance urbaine assurée dès le XIIe siècle s'est écrit de différentes façons par le passé : Aemstelredam, Aemstelredamme, Amestelledamme (1275),, Amestelredamme (1285), Amstelredam, et Amstelredamme. Il existe une variante graphique Amsteldam attestée au XVIIe et XVIIIe siècles.
Le toponyme originel signifierait la digue (dam en néerlandais) de terre (« erd » ou « ered » son persistant intermédiaire du mot) sur une rivière nommée autrefois Amstel. Il existe selon Deroy et Mullon une autre hypothèse apparemment précise formulable sur l'installation portuaire à la faveur de cette digue située au sud-ouest de l'ancien golfe du Zuidersee. Elle segmente arbitrairement le toponyme en trois parts Ame/stelle/dam, interprétant la première Ame en « cours d'eau ou rivière locale à eau vive », la seconde Stelle soit « une place portuaire, formé par une levée progressive de terre formant embarcadère ou un amas de terre de remblai, en partie creusé et aménagé, permettant le premier emplacement portuaire », la troisième Dam signalant toujours la digue en arrière, protégeant les habitations. Dans ce cadre hypothétique, la ville préserverait un nom signifiant approximativement la « digue du port fluvial ».

## Héraldique

Les armoiries d'Amsterdam. Les trois mots Heldhaftig, Vastberaden et Barmhartig, devise personnelle de Feike de Boer, bourgmestre d'Amsterdam après la libération de la ville en 1945, signifient « héroïque », « déterminée », « miséricordieuse ».

Les premières armoiries se composent « de gueules au pal cousu de sable chargé de trois flanchis d'argent ». Ce sont donc des armes à enquerre. Les origines du blason ne sont pas claires, mais les historiens considèrent qu'il s'agit des armoiries de la famille Persijn, qui était propriétaire d'une grande étendue de terres situées sur l'emplacement de la ville,. Un certain Jan Persijn est ainsi « seigneur de Amstelledamme » de 1280 à 1282 (on retrouve les mêmes couleurs et figures sur les blasons des villes d'Ouder-Amstel et Amstelveen qui furent, elles aussi, la propriété de la famille Persijn). Ces mêmes historiens estiment que la bande noire au centre du blason représente le fleuve Amstel (comme c'est le cas dans plusieurs autres villes néerlandaises, comme à Delft ou à Dordrecht, où la bande centrale stylise le cours d'eau principal de la ville). Les trois croix de Saint André pourraient représenter les trois mots de la devise de la ville. Une tradition populaire voit pourtant dans ces trois croix les menaces pour la ville : eau, feu et peste.
En 1489, la petite ville commerçante acquiert le droit d'ajouter la couronne du Saint-Empire romain germanique à son blason. Il s'agit d'une faveur accordée par l'empereur Maximilien Ier pour remercier les habitants de la ville du soutien qu'ils lui apportent. Cette même couronne est également visible (sous une forme stylisée plus proche de celle de Rodolphe II au-dessus de la Westerkerk, l'une des églises les plus emblématiques de la ville. Sous le Premier Empire, Amsterdam fait partie des bonnes villes et est autorisée, à ce titre, à demander des armoiries au nouveau pouvoir : elles sont modifiées par l'ajout d'un « chef de gueules chargé de trois abeilles d'or », qui est la marque présente sur les blasons des bonnes villes de l'Empire.

## Histoire

### Moyen Âge

#### Fondation
La première mention du nom « Amsterdam » dans les documents historiques remonte à un acte de Florent V, comte de Hollande de 1256 à 1296. Le document, baptisé « Exemption de taxes d'Amsterdam » (Tolprivilege van Amsterdam) et daté du 27 octobre 1275 dispense les quelques centaines d'habitants du « Barrage sur l'Amstel » du paiement des taxes sur le commerce de leurs produits à l'intérieur du comté de Hollande et sur leur pont-barrage sur l'Amstel, construit vers 1270,. Ces habitants sont désignés en latin en tant qu'« homines manentes apud Amestelledamme (littéralement, les personnes vivant près du barrage de l'Amstel). En l'espace de quelques années, ce mot évolue sous sa forme quasi finale d'Aemsterdam, comme l'attestent des écrits de 1327. À cette époque, Amsterdam n'est rien de plus qu'un village de pêcheurs rattaché à l'évêché d'Utrecht.

#### Développement
Cette exemption de péage donne un avantage aux Amstellodamois pour le commerce extérieur et permettra à Amsterdam de devenir la première place commerciale de Hollande, et de poser les bases de sa richesse et de sa puissance futures.
Le bourg d'Amsterdam, qui obtient le statut de ville en 1300 ou 1306, probablement de l'évêque d'Utrecht, Gui d'Avesnes, devient une importante place commerciale au XIVe siècle, grâce à son port qui se développe sur le Damrak, en aval du barrage originel.
Le commerce d'Amsterdam a lieu principalement avec les villes de la Ligue hanséatique.
En 1345, un miracle présumé se produit sur la Kalverstraat et fait d'Amsterdam un important centre de pèlerinage, qui durera jusqu'à la Réforme.
Avant 1385, l'Amstel sépare la ville d'Amsterdam en deux parties de taille à peu près égale : la « vieille ville » (Oudezijde) où se trouve la « Vieille église » (Oude Kerk), dont la construction avait débuté vers 1300, et la « Nouvelle ville » (Nieuwezijde) où se trouve la « nouvelle église » (Nieuwe Kerk), bâtie au début du XVe siècle.
Afin de garantir sa protection, la ville se dote de canaux, complétés par une palissade (burgwal) composée d'un mur de terre surplombé par une palissade de bois. Lorsqu’après 1385, de nouveaux murs d'enceinte sont construits, le mur existant prend le nom de Voorburgwal (avant-palissade) tandis que le nouveau est baptisé Achterburgwal (arrière-palissade), et ce, à la fois dans les vieilles et nouvelles villes. On voit encore aujourd'hui, dans le centre historique, quatre canaux/rues portant les noms de Oudezijds Voorburgwal, Oudezijds Achterburgwal, Nieuwezijds Voorburgwal et Nieuwezijds Achterburgwal (devenu Spuistraat).
En 1421 et en 1452, la ville est ravagée par deux incendies majeurs, le second détruisant plus des trois quarts de la ville. L'empereur et comte de Hollande, Charles Quint, décrète en 1521 que les nouvelles habitations devront être construites en pierre plutôt qu'en bois,. Restée d'abord théorique, l'interdiction devient définitive à partir de 1669. Presque toutes les habitations en bois de l'époque ont aujourd'hui disparu, à l'exception notable de la Houten Huis (« Maison de bois ») du béguinage. Paradoxalement, la reconstruction des bâtiments en brique et en pierre, plus lourde, nécessite encore plus de bois : Amsterdam est reconstruite sur des pieux, dont la longueur doit être idéalement d'au moins quinze mètres pour atteindre le premier banc de sable, sous-jacent à la tourbe fangeuse sur laquelle est construite la ville ; on fait donc venir de la Forêt-Noire, flottés sur le Rhin, les milliers de « mâts », car il s'agit d'une industrie concomitante à celle du bois de mâture, les milliers de pieux sur lesquels la ville sera désormais bâtie.

### Temps modernes

#### Amsterdam à l'époque de l'apogée d'Anvers
Le commerce du Portugal et de l'Espagne avec l'Amérique, l'Afrique et les Indes orientales, fait d'Anvers la grande place commerciale et bancaire d'Europe à partir de 1500.
Amsterdam reste confinée au commerce d'Europe du Nord.
La situation change complètement à la suite des événements politiques des années 1566-1585.

#### Insurrection contre le roi d'Espagne (1566-1585)

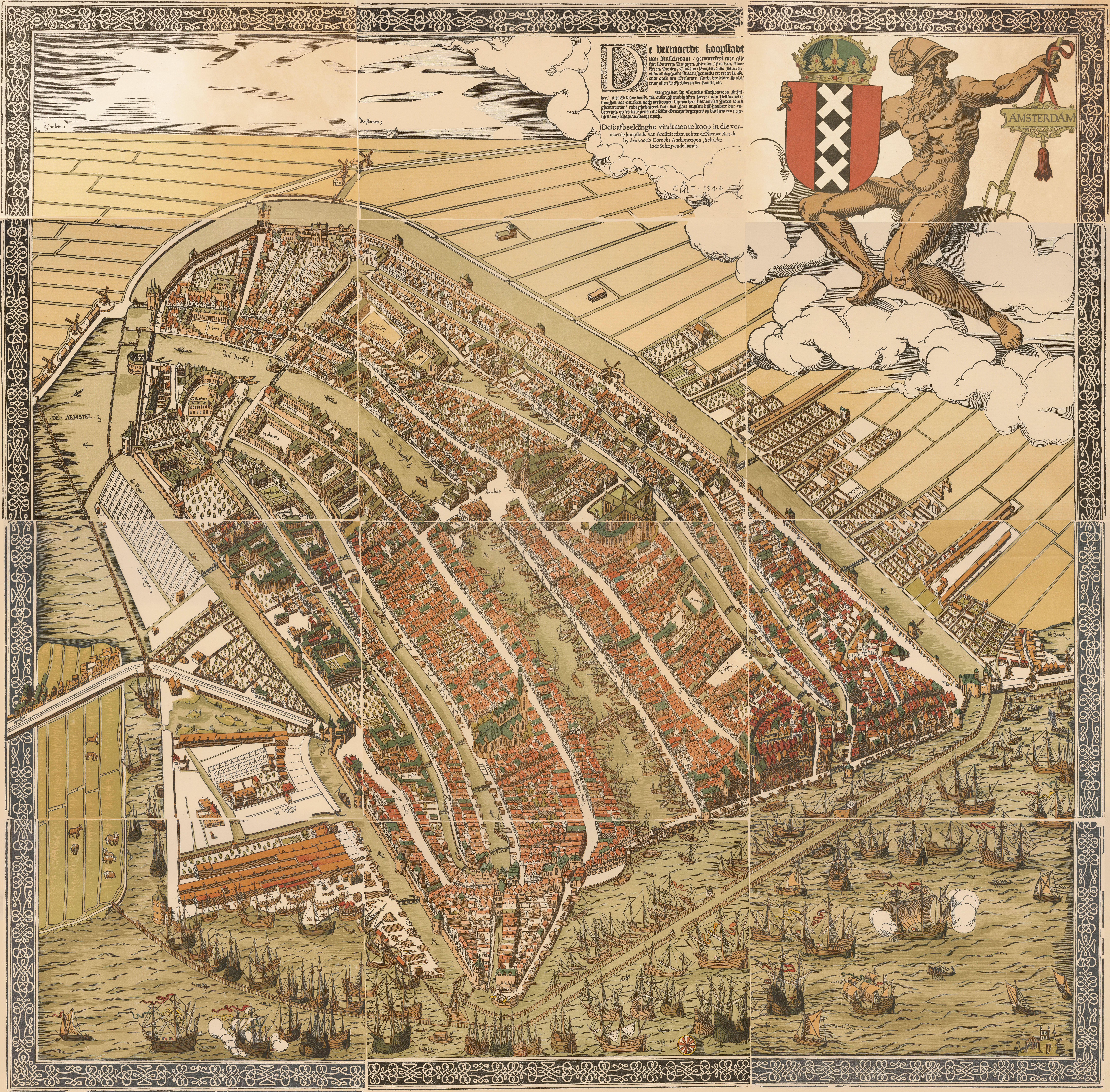
Gravure sur bois représentant Amsterdam en 1544.

Depuis Charles Quint, le souverain des Pays-Bas, donc comte de Hollande, est aussi roi d'Espagne.
Le successeur de Charles Quint, le roi Philippe II d'Espagne fait preuve d'une grande intransigeance en matière religieuse et politique, ce qui génère de fortes tensions avec la noblesse locale et les protestants. En 1566, commence la révolte des Gueux à la suite du rejet du Compromis des Nobles. Ensuite, la politique du nouveau représentant du roi à Bruxelles, Ferdinand Alvare de Tolède, notamment l'instauration du Conseil des troubles en 1567, fait que la révolte dégénère rapidement en guerre en 1568, dite guerre de Quatre-Vingts Ans.
Le 8 février 1578, la ville, majoritairement catholique, a officiellement pris le parti de soutenir Guillaume Ier d'Orange-Nassau dans la lutte contre les Espagnols aux termes d'un accord conclu entre catholiques et protestants sous le nom de Satisfaction (nl). En contrepartie, la religion catholique doit rester la seule pratiquée à Amsterdam. Amsterdam se rallie définitivement à l'insurrection fin mai 1578,,, après le renversement du gouvernement catholique de la ville au cours de l'épisode de l'Alteratie, qui voit les protestants prendre le pouvoir et chasser bon nombre de catholiques sans effusion de sang.
En 1581, les provinces et villes de l'Union d'Utrecht (1579) proclament la déchéance de Philippe II de ses droits sur les Pays-Bas (acte de La Haye).
En 1585, la limite entre les provinces insurgées, qui forment la république des Provinces-Unies, et les Pays-Bas espagnols est fixée de fait après la reprise d'Anvers par les troupes d'Alexandre Farnèse, gouverneur au nom de Philippe II.
Le roi d'Espagne reconnaît l'indépendance en droit des Provinces-Unies en janvier 1648, par le traité de Münster.

#### Refuge religieux
Sous la direction du stathouder Guillaume le Taciturne, les Provinces-Unies deviennent un symbole de tolérance religieuse. Dans le contexte des guerres de religion qui ravagent d'autres pays d'Europe, nombreux sont ceux qui y cherchent alors un refuge pour vivre leur foi sans risquer de condamnation. Cette situation provoque l'immigration de familles juives depuis la péninsule Ibérique, de marchands protestants venus de Flandre, des provinces wallonnes des Pays-Bas ou encore de huguenots français. En particulier, de nombreuses et prospères familles, issues d'autres provinces encore sous contrôle espagnol, rejoignent Amsterdam pour y trouver la sécurité. En 1685, le revenu par habitant est ainsi quatre fois supérieur à celui de Paris, écart qui se creuse d'autant plus avec la deuxième vague d'exil de huguenots fuyant la France, à la suite de la révocation de l'Édit de Nantes en 1685,. Les réfugiés protestants fondent l'église wallonne d'Amsterdam, dont le culte en français subsiste jusqu'à aujourd'hui. Parmi les réfugiés, on compte notamment des hommes de science tels que Comenius ou encore des philosophes tels que René Descartes. Par ailleurs, l'afflux d'imprimeurs flamands, provenant notamment d'Anvers, et la tolérance intellectuelle qui règne à Amsterdam contribuent à donner à la ville son statut de centre européen de la liberté de la presse.

#### Siècle d'or d'Amsterdam (1585-1702)

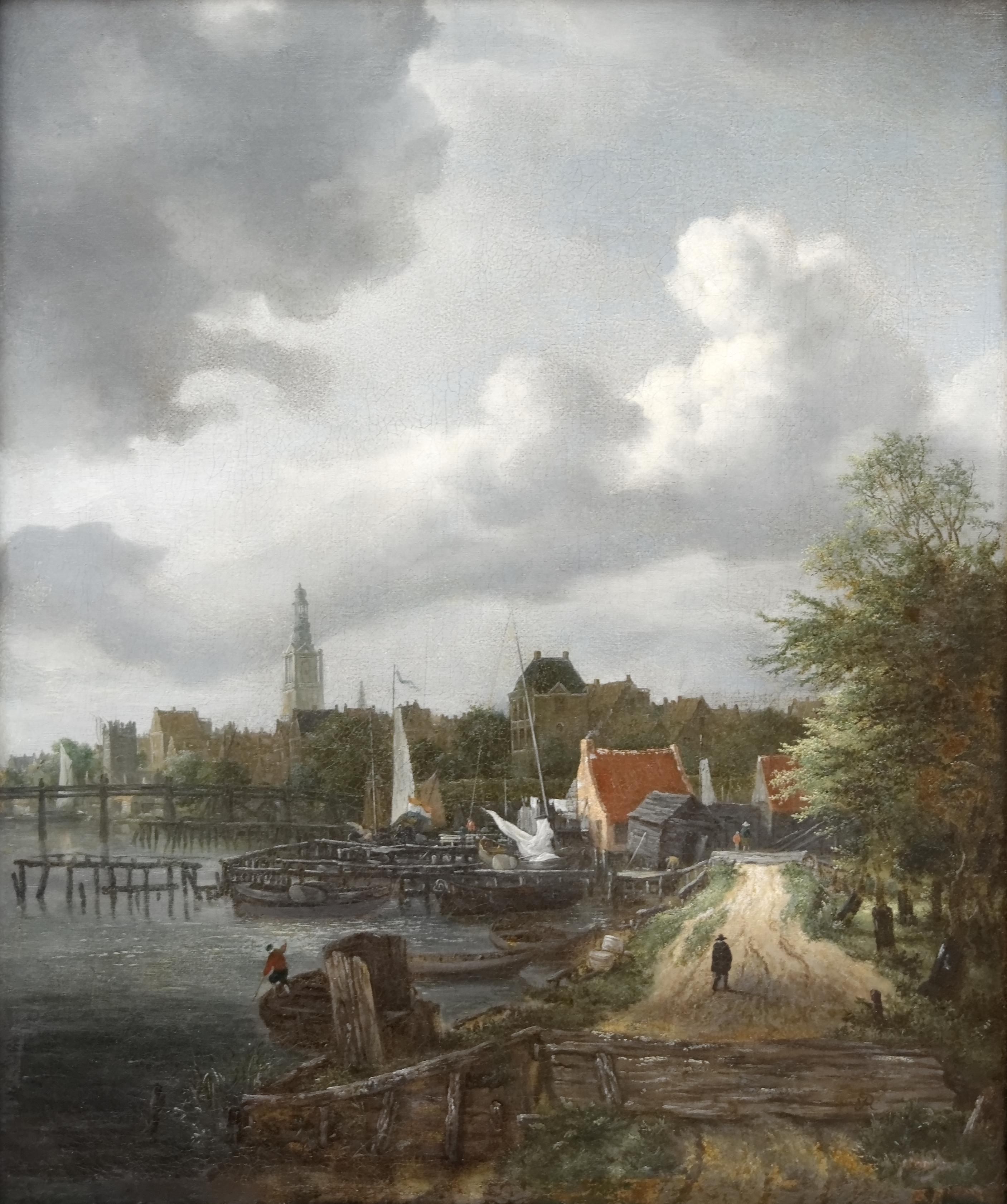
Vue d'Amsterdam vers 1656 de Jacob van Ruisdael.

Le XVIIe siècle est considéré comme l'âge d'or d'Amsterdam, car elle devient à cette époque la ville la plus riche du monde. La reprise d'Anvers par les Espagnols en 1585, qui voit les bouches de l'Escaut bloquées par les Provinces-Unies, se traduit par un afflux massif de bourgeois protestants qui apportent savoir-faire et capitaux. Amsterdam est alors au cœur d'un réseau mondial de commerce maritime avec les pays de la mer Baltique, l'Afrique, l'Amérique du Nord, le Brésil ou encore les Indes orientales. C'est ainsi que les marchands amstellodamois possèdent la majorité des actions de la première grande multinationale de l’Histoire, la Compagnie néerlandaise des Indes orientales, créée en 1602, mais également de sa rivale, la Compagnie néerlandaise des Indes occidentales (1621). Ces deux sociétés ont fait l'acquisition de plusieurs territoires outremer, par la suite devenus des colonies néerlandaises. Les bateaux revenant d'Indonésie chargés de précieuses épices font la richesse de la ville. Amsterdam rayonne à cette époque à travers toute l'Europe, tant au niveau artistique avec Rembrandt et Vermeer, que financier avec la création d'une « banque de change » initialement censée faciliter les échanges de monnaie, mais qui devient rapidement un pourvoyeur de fonds pour les particuliers et les entreprises, ainsi que de la première bourse de valeurs au monde en 1611,. C'est également le cas en génie civil, avec la construction des célèbres canaux ou de l'hôtel de ville, achevé en 1655 sous la supervision de l'architecte Jacob van Campen, considéré par les Amstellodamois comme la huitième merveille du monde.

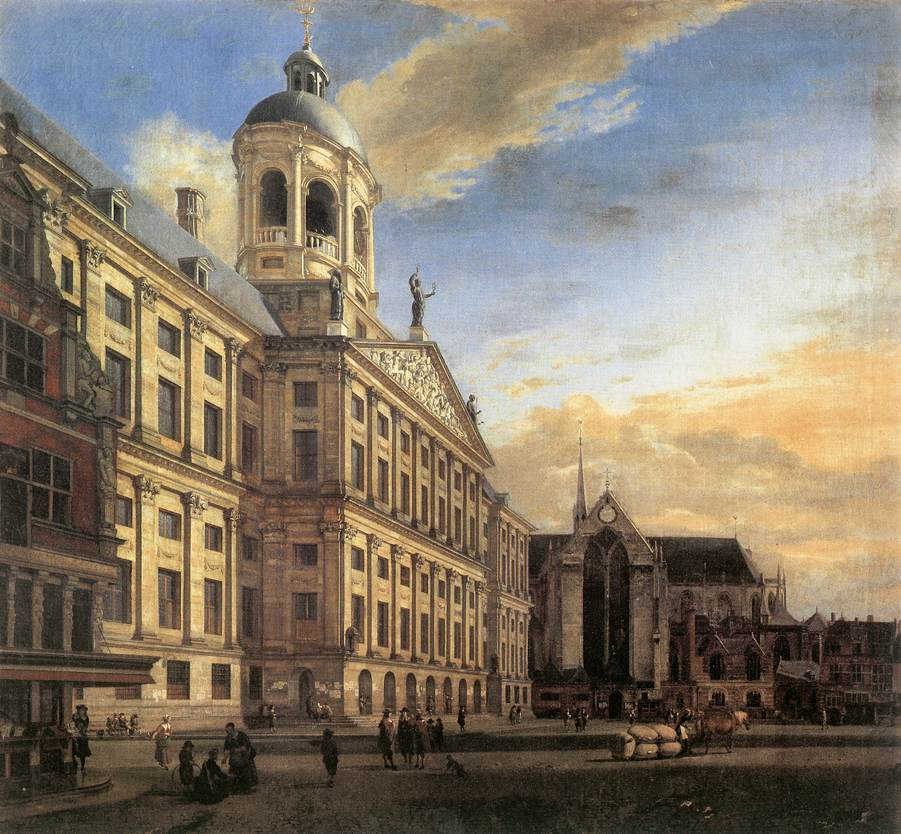
L'hôtel de ville d'Amsterdam, actuellement le palais royal, peint en 1667 par Jan van der Heyden.

Cette période faste se traduit par un accroissement important de la population dans la première moitié du XVIIe siècle, accompagné d'une expansion significative de la ville. Le nombre d'habitants passe ainsi de 50 000 à 210 000 au cours du siècle, en dépit de plusieurs épidémies de peste (de 1623 à 1625, 1635 à 1636, 1655 et surtout 1664). Les deux premières expansions majeures de la ville ont lieu à la fin du XVIe siècle, avec le « Premier Plan » (Eerste Uitleg, de 1566 à 1585) marqué par un développement en direction de l'est de la ville vers le Lastage, au-delà du Oudeschans, puis du « Deuxième Plan » (Tweede Uitleg) (1585-1593) dans la foulée. Cependant, ces deux expansions ne permettent pas d'absorber la population croissante et de répondre aux besoins nouveaux créés par l'activité économique florissante de la ville. Un nouvel agrandissement significatif est ainsi approuvé par les États de Hollande et de Frise-Occidentale en 1609. Cependant, étant donné les coûts significatifs que le projet implique, et la nécessité de réaménager et rehausser les nouveaux quartiers, il est finalement décidé de réaliser l'élargissement en deux étapes. Le « Troisième plan » (Derde Uitleg) est ainsi mis en place entre 1613 et 1625 et marque le développement de plusieurs quartiers situés à l'ouest de la vieille ville, comme le Haarlemmerbuurt, les Westelijke Eilanden ou encore le Jordaan. Mais le principal chantier du plan est la mise en place de la première partie du Grachtengordel, entre les berges de l'IJ et l'actuel Leidsegracht, et d'un nouveau mur d'enceinte au niveau du Singelgracht. Les travaux de construction d'un nouveau port et du nouveau bastion débutent en 1611. Une fois celui-ci achevé en 1613, la destruction de l'ancienne muraille permet de commencer le creusement des canaux : le Herengracht (1613), le Prinsengracht (1614) puis le Keizersgracht (1615).

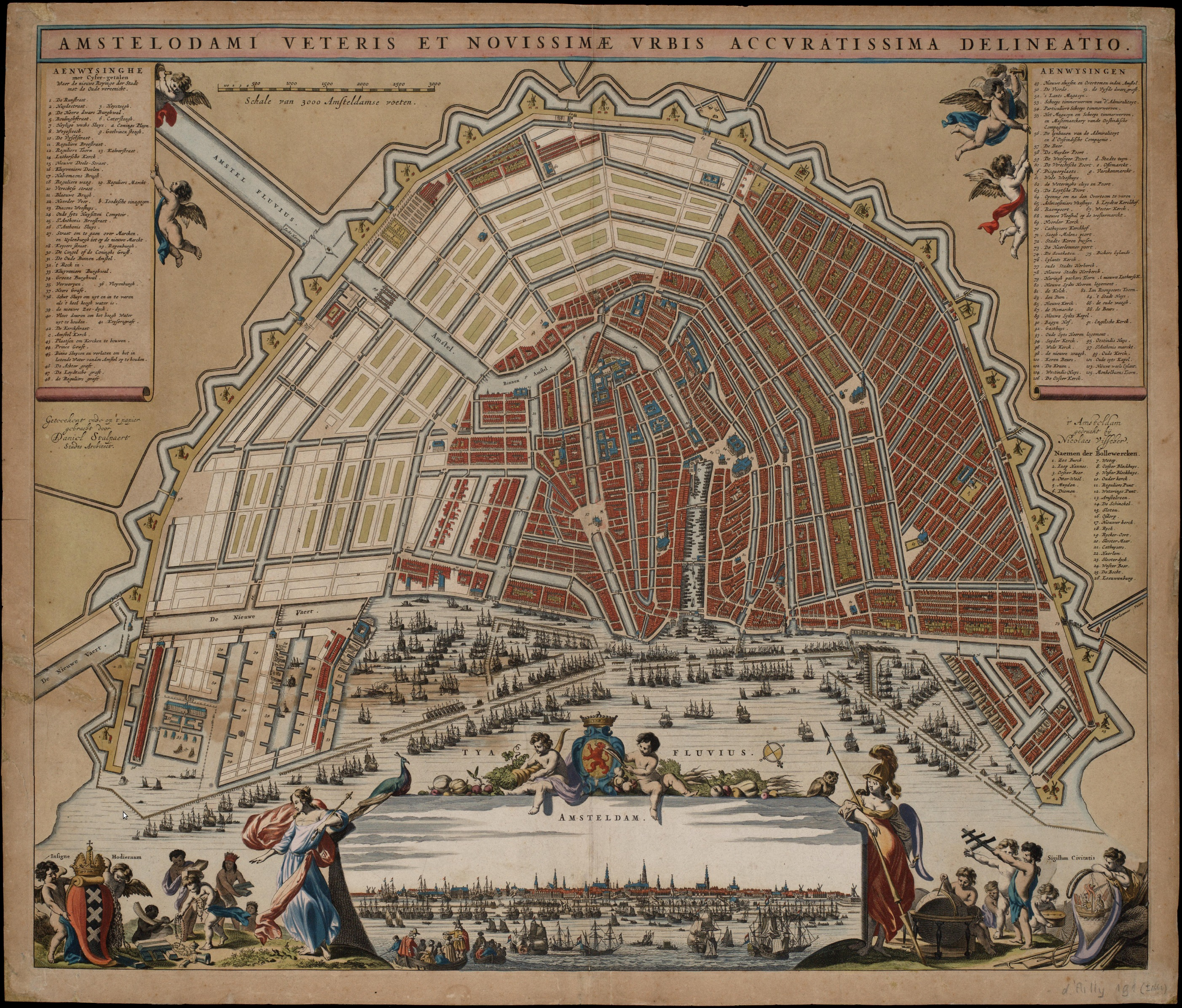
Carte et panorama d'Amsterdam en 1662

Au-dehors des anciennes limites de la ville, de nouveaux quartiers émergent plus ou moins légalement. Alors qu'une partie de cette nouvelle « avant-ville » se retrouve dans l'enceinte des nouvelles fortifications, l'autre partie (correspondant au futur Jordaan) est volontairement laissée à l'extérieur, afin de réduire les coûts et de limiter le risque d'insurrection. Entre 1613 et 1620, la plupart des fossés sont transformés en canaux, et les chemins en routes. L'organisation des rues devient plus régulière et de nombreux immeubles sont construits. Alors que le sol est rehaussé dans la ceinture de canaux, celui du Jordaan reste inchangé ; différence jamais réduite.
Le « Quatrième Plan » (Vierde Uitleg), rendu nécessaire par la pression démographique et le développement de zones illégales aux abords du mur d'enceinte, est marqué par l'achèvement du grachtengordel et l'agrandissement du port. L'aménagement des Oostelijke Eilanden, entre 1652 et 1660, permet à la ville de se doter de chantiers navals et d'un port de premier plan. Le projet d'élargissement des limites de la ville est approuvé en 1660 et les travaux s'étalent sur dix ans, entre 1662 et 1672. Les marchands et bourgeois les plus fortunés s'installent alors sur les bords des canaux parallèles du Herengracht, du Keizersgracht et du Prinsengracht. L'architecte Daniël Stalpaert joue un rôle important dans cette expansion de la ville en 1658. Pour la réaliser, Amsterdam a naturellement besoin de renforts en main-d'œuvre. Des ouvriers, provenant à la fois du pays, mais également de l'étranger, affluent dans la ville et s'installent dans des taudis situés en périphérie des canaux, notamment dans le quartier alors marécageux du Jordaan. Leur présence contraste avec la puissance financière des actionnaires de la Compagnie des Indes.

#### Port négrier
Avec deux-cent-dix expéditions de commerce triangulaire, Amsterdam est un important port négrier d'Europe. Pour ce qui est des Provinces-Unis, il se positionne derrière les ports de Zélande (688 expéditions) et devant le port de Rotterdam (126 expéditions). Les navires partaient alors vers les forts de traite en Afrique pour s'approvisionner en esclaves, qu'ils revendaient ensuite aux colonies néerlandaises des Amériques, avant de rapporter les produits des plantations en Europe.

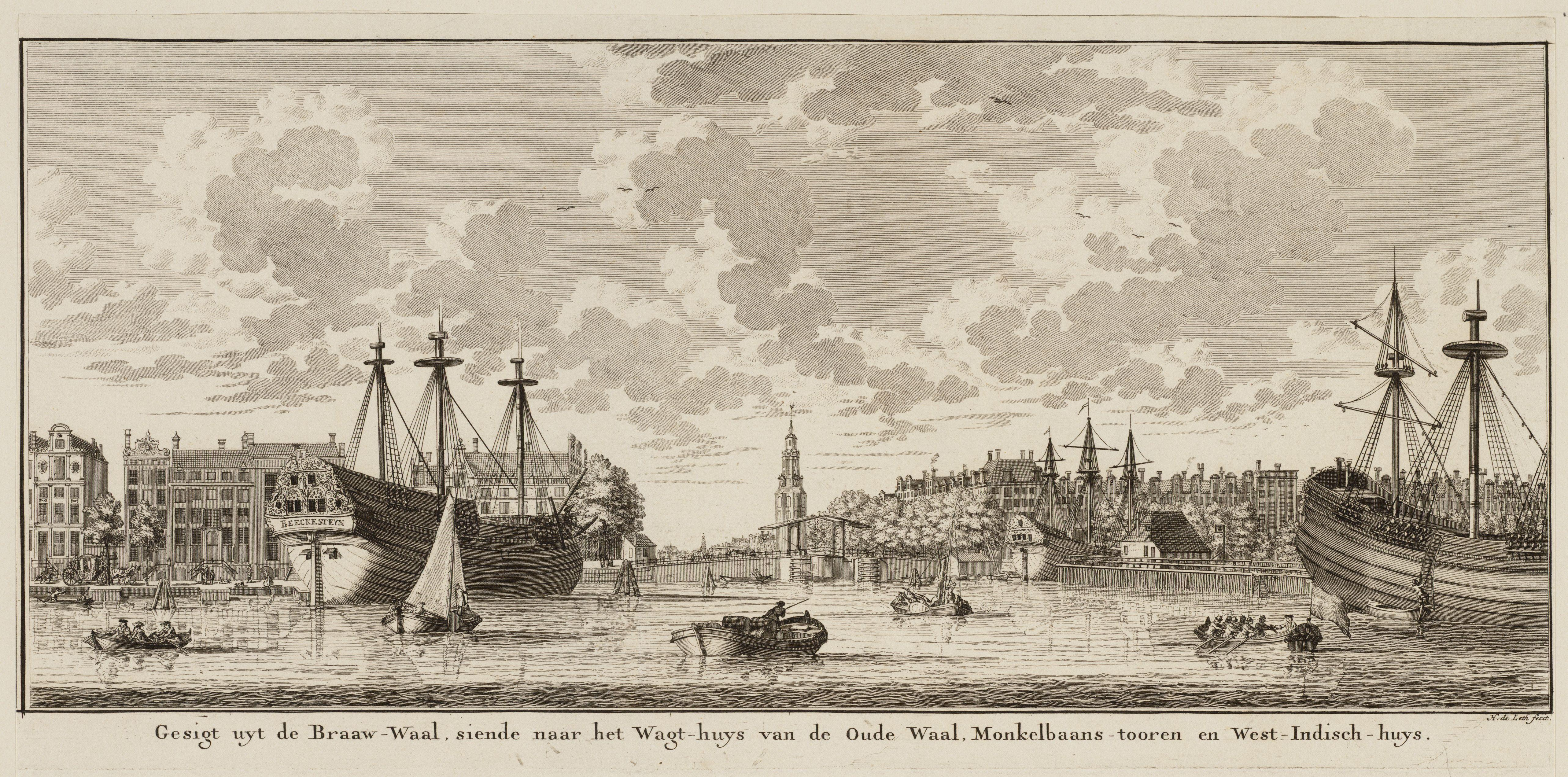
Le Beeckestijn (nl), navire négrier de la Compagnie néerlandaise des Indes occidentales, dans le port d'Amsterdam vers 1735.
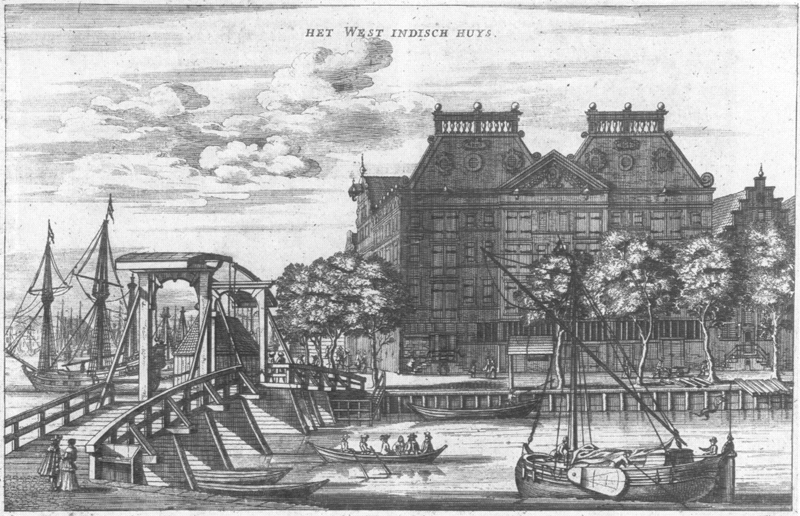
Le siège de la Compagnie néerlandaise des Indes occidentales à Amsterdam en 1655.

### Du déclin à la modernisation (XVIIIeetXIXesiècles)

#### Fin de l'hégémonie

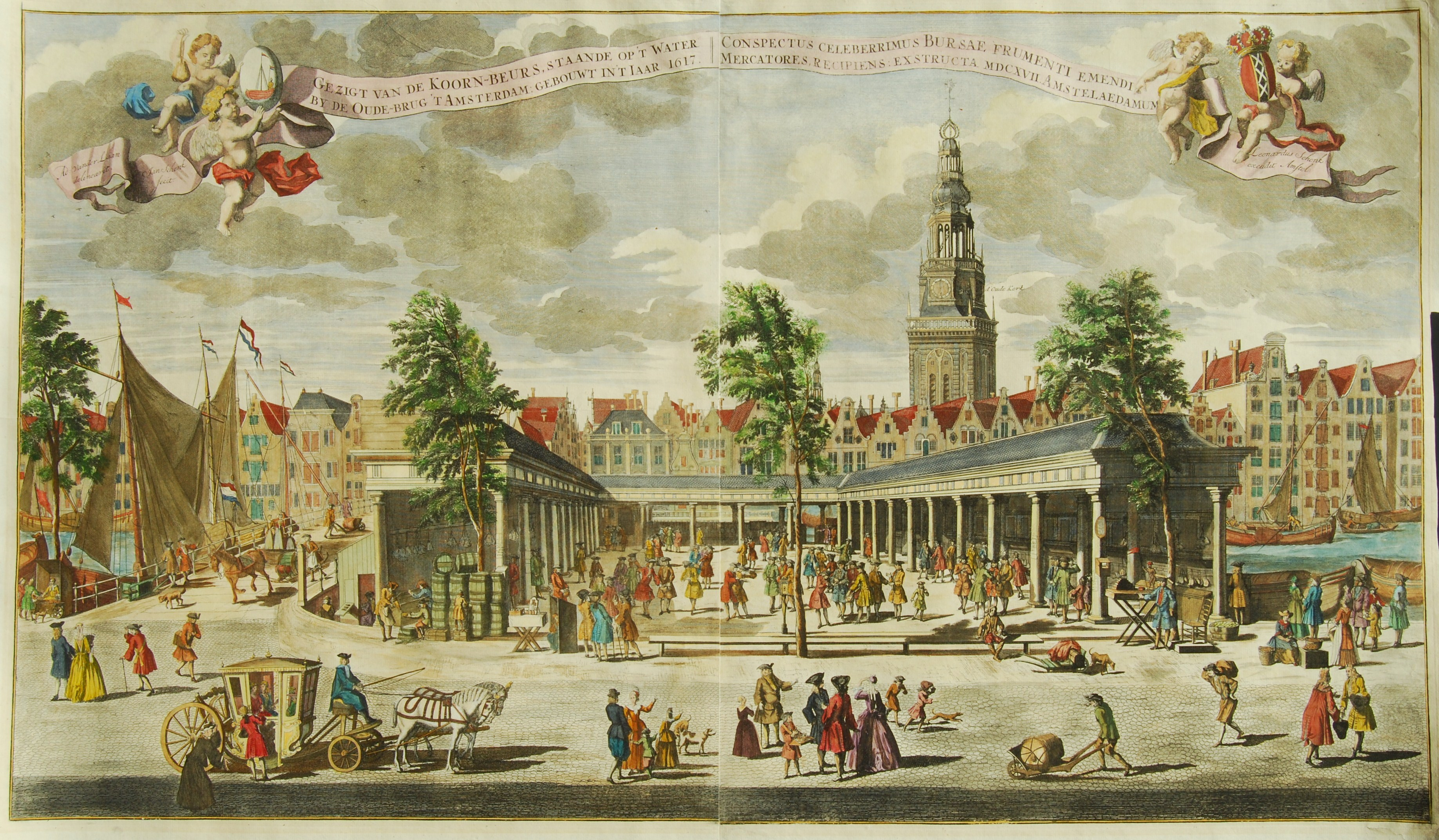
La foire au maïs d'Amsterdam vue durant la seconde moitié du XVIIIe siècle.

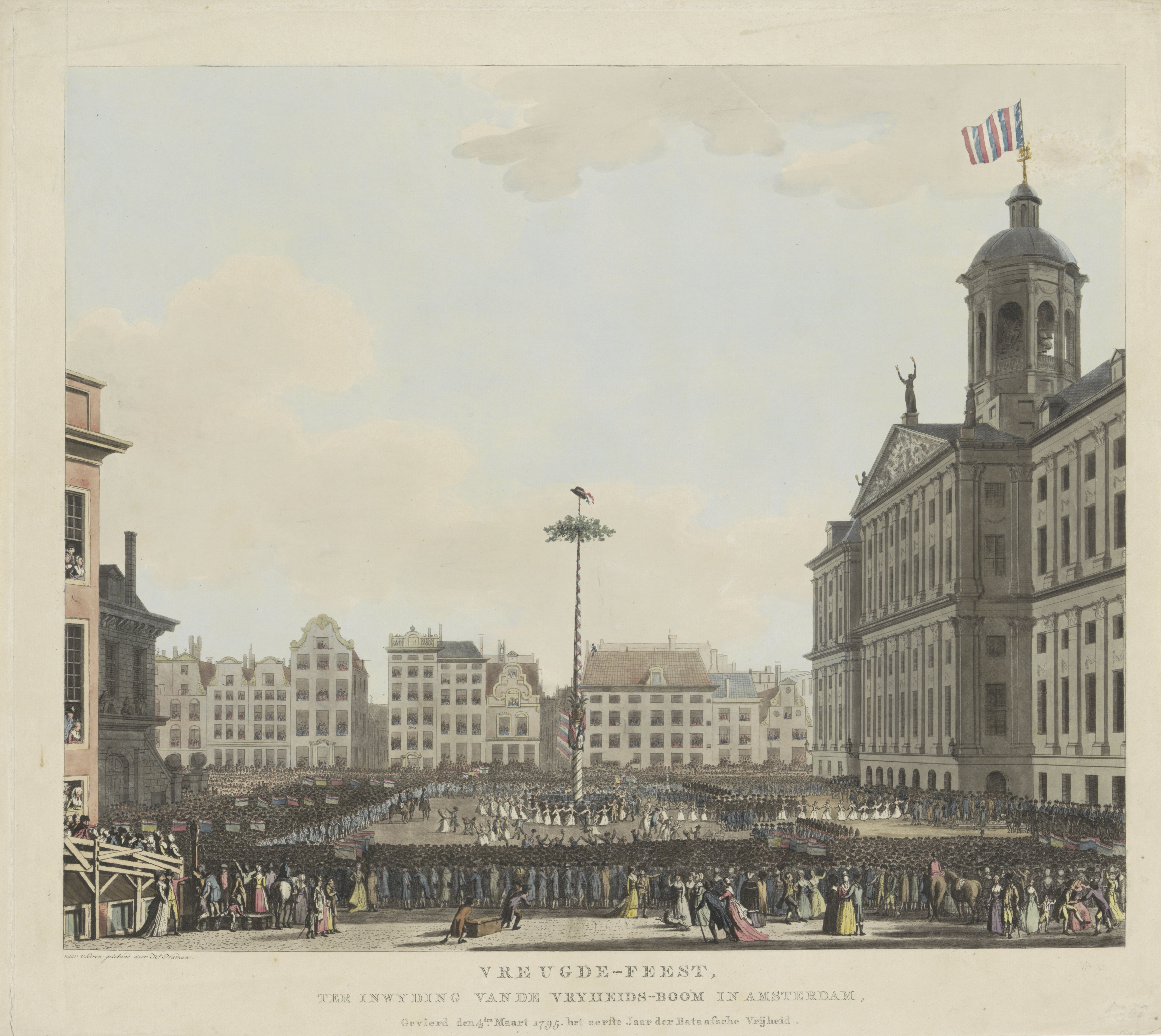
Installation d'un « arbre de la liberté » sur le Dam à la suite de la révolution batave, en 1795.

Après l'hégémonie du siècle d'or, le XVIIIe siècle voit le déclin de la prospérité de la ville. Les guerres contre la France (entre 1672 et 1713) et la guerre de Succession d'Autriche entraînent le développement d'une dette très importante, atteignant 767 millions de florins en 1795, dont 450 rien que pour la Hollande. Les Néerlandais, qui étaient les principaux transporteurs des marchandises de l'Europe, voient leurs clients et leurs fournisseurs créer leurs propres flottes de commerce et passer de moins en moins par leur intermédiaire. Les Actes de navigation, votés en Angleterre à partir de 1651, interdisent l'accès aux ports et colonies britanniques pour les pavillons des autres nations. Ces dispositions visent particulièrement les Provinces-Unies.
Une autre cause du déclin de la puissance commerciale néerlandaise est l'obsolescence progressive de ses techniques. Le développement d'un vaste marché en Europe de l'Ouest rend nécessaire la construction de navires d'un plus fort tonnage, afin de transporter davantage de marchandises. Si les chantiers navals néerlandais lancent des navires plus importants au XVIIIe siècle qu'au XVIIe, ceux-ci sont pourtant dépassés par ceux de leurs concurrents, tant pour ce qui est de la taille que du niveau technique. Les retards accumulés par les Néerlandais ont également pour conséquence un ensablement des chenaux des ports de commerce, à commencer par ceux du Pampus et du Marsdiep qui permettent d'accéder à Amsterdam. Dans les années 1770, quarante jours sont nécessaires pour que le navire de la Compagnie des Indes orientales De Vrijheid puisse accoster à Amsterdam. La place est affectée, par ricochet, par la terrible famine au Bengale de 1770, dans la zone conquise par les Anglais en Inde, déclenchant une grave crise financière en 1772 et provoquant une série de faillites en Europe, dont celle de la Banque Clifford d'Amsterdam et de ses alliés.
La Quatrième guerre anglo-néerlandaise, qui oppose les Provinces-Unies et leur allié, le royaume de France, à la Grande-Bretagne, de 1780 à 1784, permet à la puissance britannique de reprendre de nombreuses concessions coloniales dans les Indes néerlandaises. Cette défaite, couplée aux difficultés de la période franco-batave, marque la fin de l'hégémonie d'Amsterdam en Europe. Onze ans après son arrivée au pouvoir en France en 1799, Napoléon Ier parvient à étendre son empire jusqu'aux Pays-Bas, qui sont annexés durant le Premier Empire en 1810. Amsterdam acquiert ainsi le statut de troisième ville de l'empire, aux côtés de Paris et Rome. Cette nouvelle annexion survient seulement quinze ans après la naissance de la République batave, issue des Provinces-Unies en 1795, puis après l'instauration du royaume de Hollande par Napoléon en 1806. Ce contexte instable porte préjudice à la ville d'Amsterdam, touchée de plein fouet par le déclin du commerce et du transport maritime, consécutif à l'ensablement des voies d'accès maritimes à la ville, à la réduction des échanges avec les colonies. En outre, le conflit entre la France et l'Angleterre anéantit la majeure partie des échanges avec le Royaume-Uni, à la suite de l'instauration du blocus continental,. Le frère de Napoléon Ier, Louis, imposé comme souverain du royaume de Hollande de 1806 à 1810, décide de faire d'Amsterdam sa capitale lors de son arrivée à La Haye, le 23 juin 1806. Le 20 avril 1808, il déménage vers la capitale et s'installe dans l'hôtel de ville dont il fait un palais royal,,. Le gouvernement l'accompagne. En dehors du déplacement du Rijksmuseum depuis La Haye, le mandat de Louis Bonaparte n'est pas marqué par d'autres faits majeurs pour la ville d'Amsterdam.
Après l'éviction des troupes françaises par les armées russe et prussienne en 1813, le nouveau monarque de la maison d'Orange-Nassau choisit de nouveau La Haye comme lieu de résidence et comme siège des États généraux du royaume des Pays-Bas. Amsterdam reste cependant la capitale du royaume des Pays-Bas de 1815 à 1830, aux côtés de Bruxelles. Bénéficiant de la volonté de Guillaume Ier d'en faire un centre économique de premier plan, Amsterdam se voit attribuer le monopole du commerce avec les colonies, après la révolution belge de 1830. Dans l'optique de renforcer la puissance de son port sont lancés les premiers projets majeurs de canaux, comme le canal de la Hollande-Septentrionale, inauguré en 1825.

#### Retour progressif au premier plan

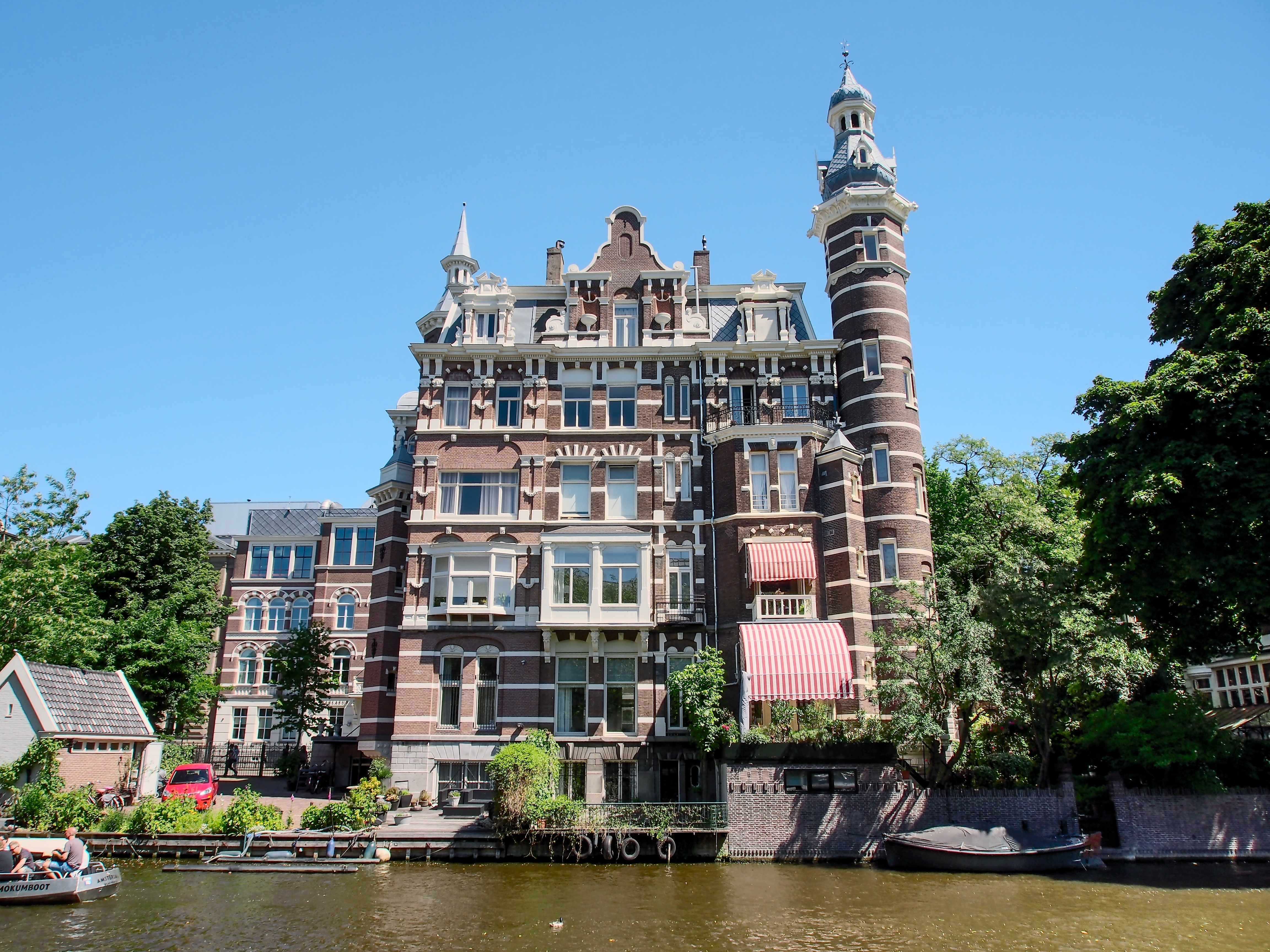
Villa de la fin du XIXe siècle, construite près du Rijksmuseum.

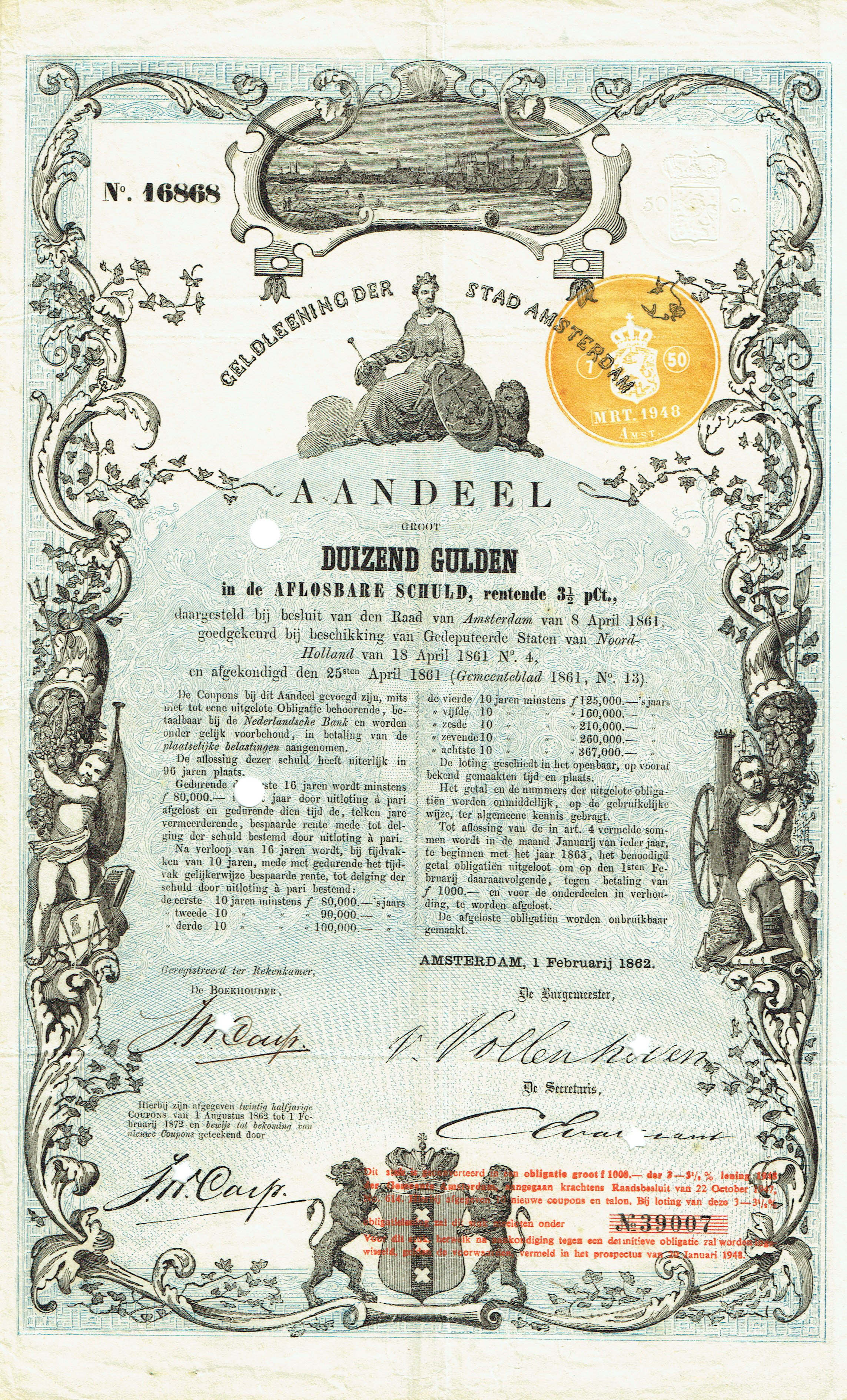
Obligation de la ville d'Amsterdam en date du 1 février 1862.

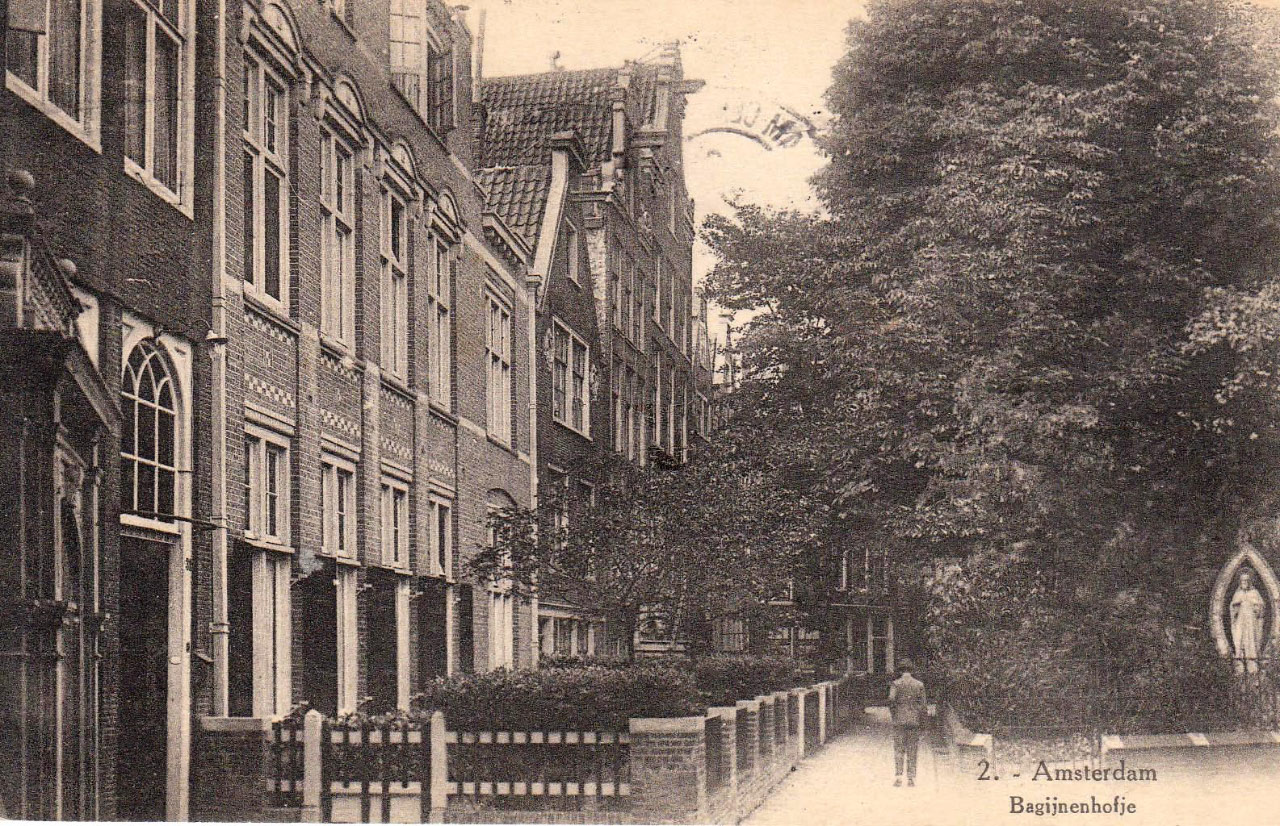
Le béguinage d'Amsterdam à la fin du XIXe siècle.

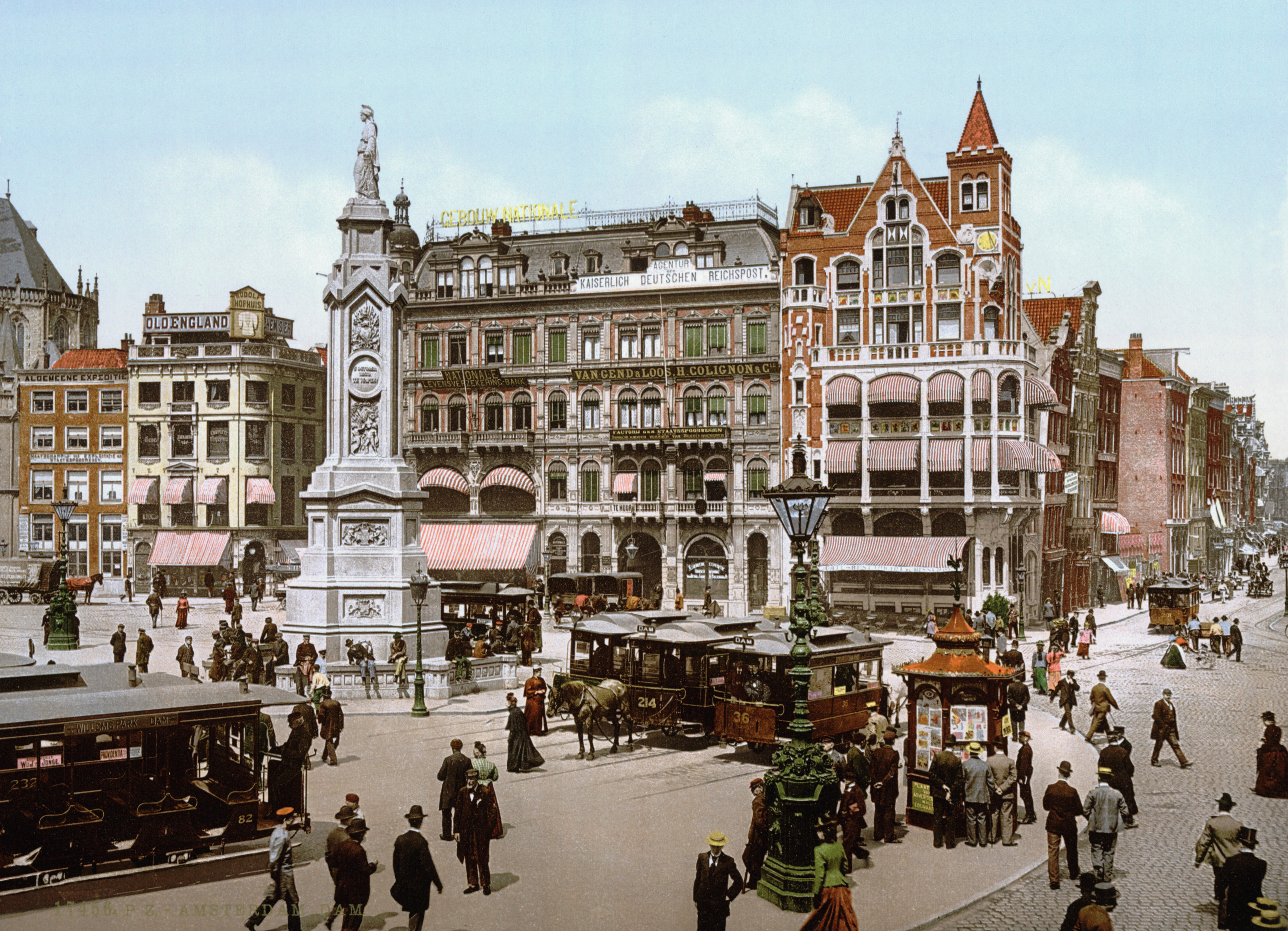
Photochrome du Dam en 1900.

Avec l'explosion de naissances durant plusieurs décennies, liée à un renouvellement des échanges, à l'émergence d'industries nouvelles et à l'apparition de nouvelles activités comme les services financiers, la population connaît une forte croissance, passant de 202 000 habitants en 1830 à 520 000 en 1900. La ville n'est pas préparée à une telle augmentation, et se retrouve surpeuplée. Alors que les conditions de vie des classes les plus défavorisées de la population deviennent de plus en plus difficiles, les premières initiatives philanthropiques font leur apparition, notamment pour améliorer les conditions de logement et d'hygiène des ouvriers. Le médecin Samuel Sarphati en devient l'une des principales figures ; il joue un rôle important dans la création d'un système de gestion des déchets et, en 1847, obtient l'autorisation de collecter les ordures au travers d'une nouvelle entreprise, baptisée Maatschappij ter bevordering van Landbouw en Landontginning. Cette dernière a pour objectif de collecter les déchets, mais pas de nettoyer les rues, que leur insalubrité rend parfois impraticables.
En 1852, il crée la Vereeniging voor Volksvlijt dans le but de promouvoir le commerce, l'industrie et l'agriculture, ce qui conduit notamment à la construction du Paleis voor Volksvlijt (traduisible en français par « Palais pour la diligence populaire »). En 1855, il fonde la « Société de fabrication de farine et de pain » (Maatschappij voor Meel- en Broodfabrieken) qui propose du pain à un prix 30 % inférieur à celui des boulangeries. Toutes ces initiatives contribuent à l'amélioration des conditions de vie dans la ville, notables à partir de 1870. En dépit de la dégradation des conditions de vie, la ville prospère à nouveau économiquement, et de plus en plus de gens déménagent vers la capitale pour y tenter leur chance.
La très forte industrialisation à partir des années 1860 marque une nouvelle période d'expansion avec la création de nombreuses constructions et infrastructures. À cette époque sont construits deux musées, d'abord un édifice entièrement nouveau pour le Rijksmuseum (1885), puis le Stedelijk Museum (1895), mais aussi la salle de concert du Concertgebouw (1888) et la gare centrale d'Amsterdam (1889). À la même période, une ligne de défense est édifiée autour d'Amsterdam, sous la forme d'un réseau unique de quarante-deux forts et de terres inondables, afin de défendre la ville contre des attaques. Pour répondre à l'arrivée massive de travailleurs, des centaines de logements ouvriers sont construits dans de nouveaux quartiers périphériques constituant le 19e-eeuwse-gordel (« ceinture du XIXe siècle »), pendant populaire du Grachtengordel. Ces quartiers, parmi lesquels figurent De Pijp, le Kinkerbuurt et le Dapperbuurt, sont principalement financés par des banquiers et des spéculateurs et constituent la première expansion majeure de la ville en dehors des frontières adoptées au XVIIe siècle. Alors qu'ils concentrent essentiellement des classes moyennes inférieures, les classes les plus pauvres s'installent dans le Jordaan et dans les Oostelijke Eilanden. L'émergence de ces quartiers populaires contribue au fort développement du socialisme dans les années 1880 et 1890, lorsque de vives tensions avec les autorités émergent à un rythme quasi hebdomadaire, notamment lors de la manifestation du Palingoproer, pendant laquelle vingt-cinq manifestants sont tués par l'armée. Les années 1890 sont notamment marquées par la création de syndicats par les employés du port de la ville, désireux d'améliorer leurs conditions de travail.
Après plusieurs décennies difficiles, la seconde moitié du XIXe siècle est marquée par une nouvelle vie pour la ville, souvent considérée comme un second âge d'or. La construction du canal de la Mer du Nord en 1876, qui supplante le canal de la Hollande-Septentrionale, contribue à faciliter les liaisons avec les grands ports et les grandes métropoles d'Europe, ouvrant de nouveaux horizons commerciaux à la ville,. Avec le développement de la ville, les anciens ports du Damrak et des Westelijke Eilanden ne sont plus adaptés à la croissance des échanges. Un nouveau complexe portuaire, construit sur de nouvelles îles artificielles est créé et prend le nom de Oostelijk Havengebied ; les entrepôts historiques étant aujourd'hui reconvertis en logements. Celui-ci permet notamment d'accueillir les navires de marchandises desservant les Indes orientales néerlandaises, ainsi que des flux de population immigrée. À la fin du siècle, la rive nord de l'IJ est également aménagée pour accueillir des usines et des zones portuaires. Placée aux avant-postes des profonds développements économiques et sociaux de la seconde moitié du XIXe siècle, Amsterdam acquiert le statut incontesté de capitale du pays. Vers 1900, près de la moitié de la population active de la ville travaille dans l'industrie.

### Permanences, reconstruction et renouveau (XXesiècle)

#### Fin de la Belle Époque et Grande Guerre

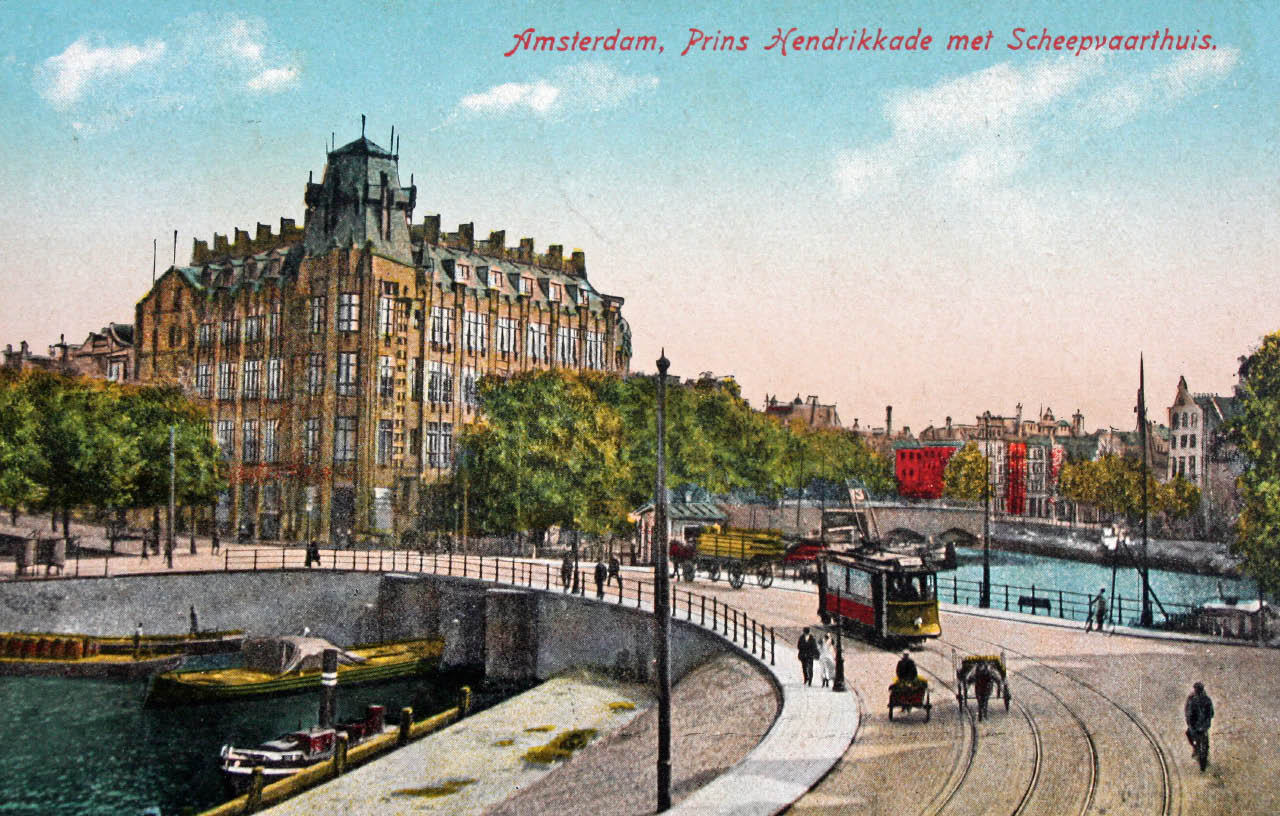
La Scheepvaarthuis sur Prins Hendrikkade, non loin de la Montelbaanstoren, dans les années 1910.

Peu de temps avant la Première Guerre mondiale, la ville continue à s'étendre et de nouveaux espaces ruraux sont urbanisés, notamment au travers du Plan Zuid proposé par H. P. Berlage en 1915 et approuvé par la commune en 1917. Même si les Pays-Bas restent neutres dans le conflit, Amsterdam subit une importante pénurie de nourriture et de combustible pour le chauffage. En 1917, les pénuries déclenchent des émeutes, connues sous le nom d'Aardappeloproer (littéralement, la « rébellion de la pomme de terre »), au cours desquelles neuf personnes sont tuées et plus de cent blessées. À la suite de cette révolte, les magasins et les entrepôts sont pillés dans le but de trouver des provisions et des denrées alimentaires.

#### Entre-deux-guerres
L'entre-deux-guerres est marqué par la volonté de mettre en place un nouveau plan d'agrandissement de la ville, le Plan général d'élargissement (Algemeen Uitbreidingsplan, AUP), approuvé par la municipalité en 1935,. Ce dernier, développé par l'architecte Cornelis van Eesteren, se concentre autour de quatre axes forts : habitations, travail et loisir, avec comme dénominateur commun le réseau de transport. Les architectes et urbanistes mettent ainsi en avant des espaces qui privilégient « la lumière, l'air et l'espace », ce qui contraste fortement avec les précédents projets, dont les immeubles constituaient l'élément structurant. En raison des difficultés économiques, le plan n'est finalement réalisé qu'au lendemain de la seconde guerre mondiale.

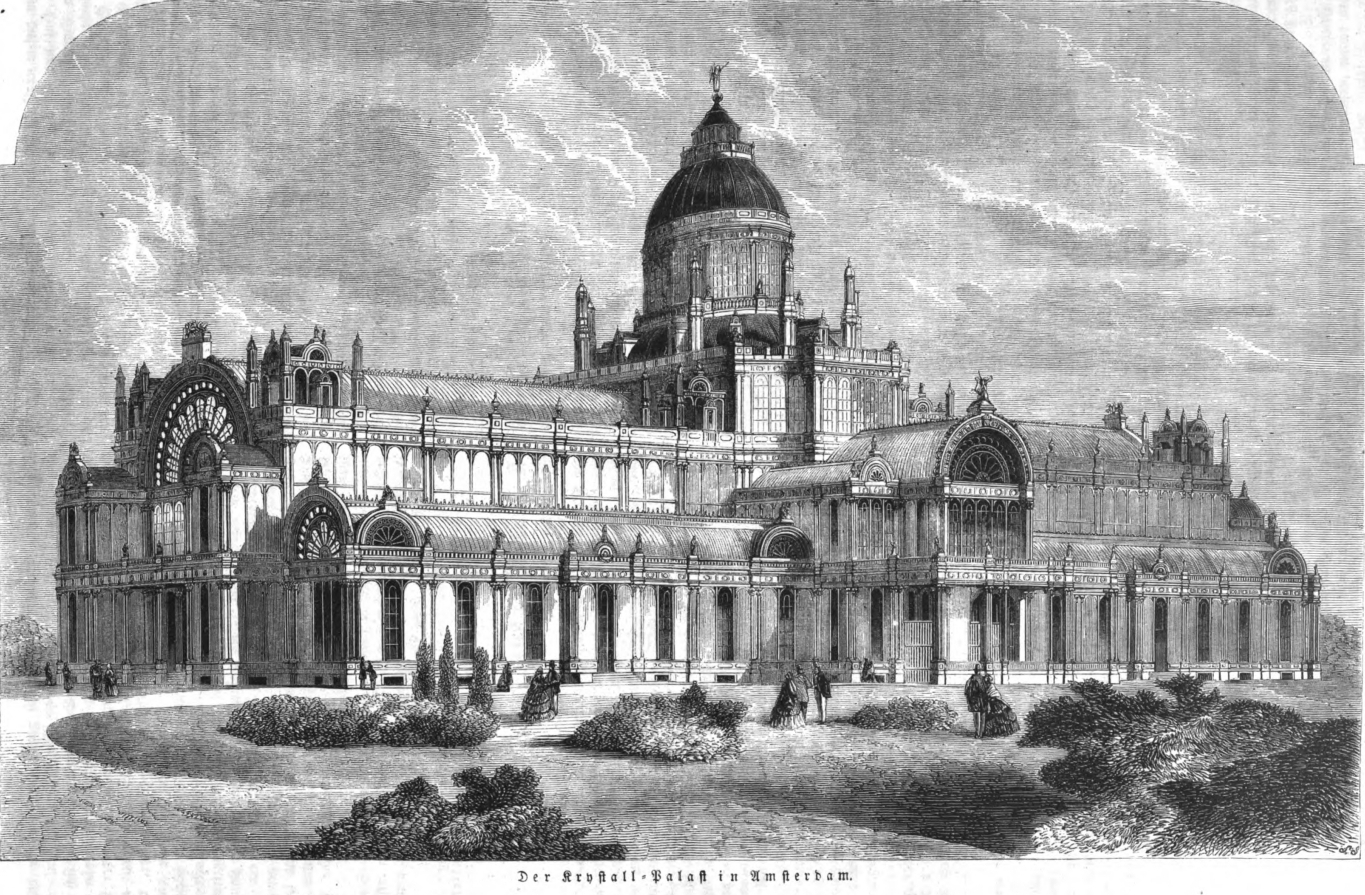
Le Paleis voor Volksvlijt, situé sur la Frederiksplein, à l'emplacement de l'actuelle Banque des Pays-Bas, est détruit par un incendie en 1929.

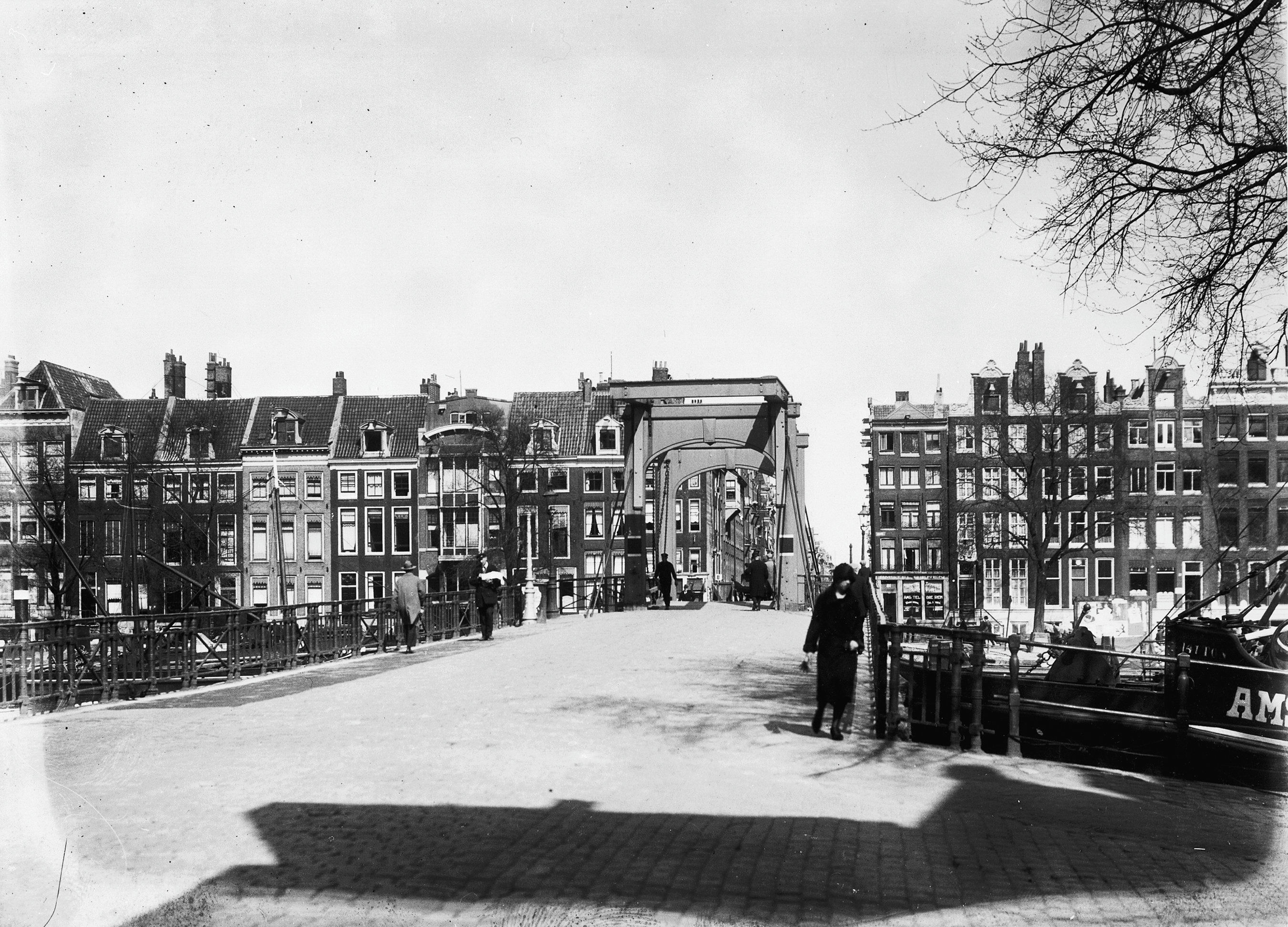
Le Magere Brug en 1930.

Amsterdam mérite encore son surnom de « Venise hollandaise », avec les chalands du Singel autrefois observé par le philosophe et lunetier Baruch Spinoza, son urbanisme central et régulier au long des canaux, avec son habitat caractérisé par un couloir d'eau et des portes étroites, au point qu'il faille opérer tout déménagement important par les fenêtres, avec ses lieux de rencontre tardive, où la bière et la « nostalgie des îles » permettent de freiner la dérive du vague à l'âme.
Les quartiers d'Amsterdam développent des identités distinctes, notamment celui des Juifs (Jodenbuurt), dans lequel s'activent les tailleurs diamantaires pour les commandes de leurs patrons, allant vers le Zeedijk, ainsi que les quartiers d'affaires près de la banque Amstel ou de la bourse, où s'échangent encore sous titres financiarisés du café, du quinquina, du cocotier, du thé, du caoutchouc, du poivre, des cigares et des ananas. S'imposent aussi les alignements rectilignes des quartiers bourgeois, dont les habitats sont marqués par l'idéal puritain, affichant d'emblée la hiérarchie par la naissance des bonnes familles et les marques de désignation quasi-seigneuriale de leurs personnalités ou individualités, exigeant la netteté et la propreté, la sécurité et la tranquillité, tout en gardant l'argent et les revenus du commerce. Le pouvoir municipal participe de cette rigueur, interdisant la danse le dimanche et imposant le silence religieux au moment du bénédicité.

#### Seconde Guerre mondiale

Amstellodamois sur une jeep américaine lors de la libération de la ville, le 8 mai 1945.

Lors de la Seconde Guerre mondiale, l'Allemagne envahit et prend le contrôle des Pays-Bas le 10 mai 1940. Face à la politique de persécution et d'extermination du peuple juif menée par le régime allemand, certains citoyens d'Amsterdam tentent de résister en cachant certains d'entre eux, en dépit des risques que cela comporte. Au cours du conflit, plus de 100 000 juifs d'Amsterdam sont néanmoins déportés, réduisant presque à néant la communauté juive de la ville. Ces rafles font l'objet de protestations de la part de la population, notamment la grève de février 1941, qui conduit à la paralysie de la ville. Parmi les plus célèbres Juifs déportés, on peut notamment citer la jeune Anne Frank cloîtrée pendant vingt-cinq mois avec sa famille et des amis au-dessus d'un magasin du centre d'Amsterdam, avant d'être déportée au camp de concentration de Bergen-Belsen. À la fin de la Seconde Guerre mondiale, toutes les communications avec le reste du pays sont coupées et la nourriture et le carburant s'épuisent dangereusement. De nombreux citoyens partent alors dans les campagnes à la recherche de nourriture. Pour rester en vie, certains habitants sont forcés de manger des chiens, des chats, des betteraves sucrières, ainsi que des bulbes de tulipes réduits en pâte. La plupart des arbres de la ville sont également coupés pour servir de combustible, de même que la plupart des meubles et des boiseries provenant des appartements des Juifs morts en déportation.

#### Reconstruction et après-guerre
Au lendemain de la guerre, de nombreux nouveaux quartiers, tels qu'Osdorp, Slotervaart, ou Geuzenveld-Slotermeer sont construits conformément à l'AUP. Ces quartiers sont conçus avec de nombreux jardins publics et de grands espaces ouverts, ce qui leur vaut le nom de « villes jardin » (tuinsteden). Les nouveaux immeubles offrent également un confort de vie accru avec des pièces plus grandes et plus claires, des balcons et des jardins. À la suite de la guerre et des autres incidents qui émaillent le XXe siècle, une grande partie de la ville a besoin d'être restaurée ou rénovée. Alors que la société connaît une évolution importante, des politiciens et d'autres personnalités influentes conçoivent des projets visant à dynamiser des parties importantes de la ville, notamment avec des immeubles commerciaux et de nouveaux axes routiers accessibles au plus grand nombre.

#### Émergence d'une ville contemporaine

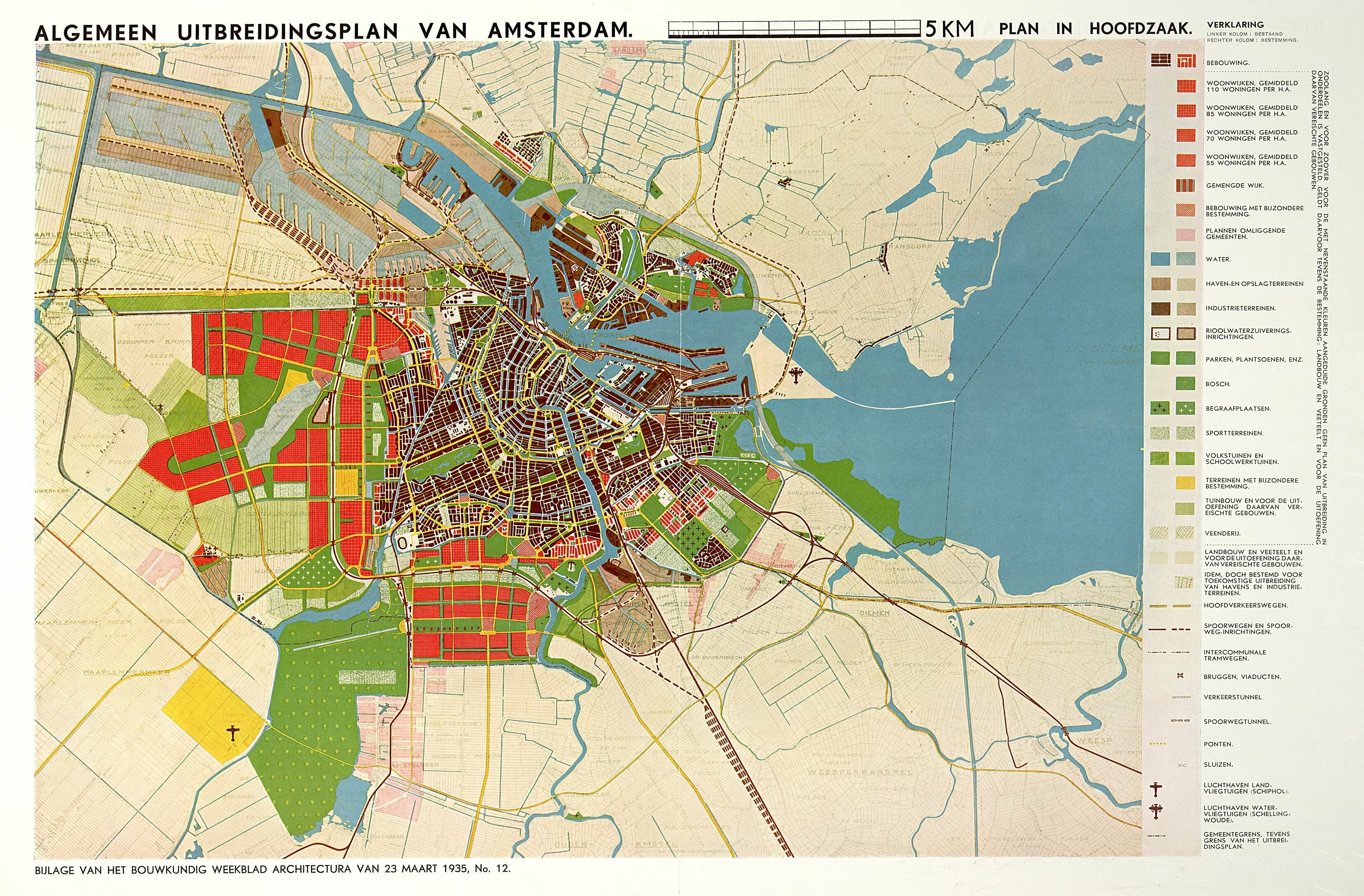
Le plan général d'élargissement sert de base au développement de la ville au lendemain de la Seconde Guerre mondiale.

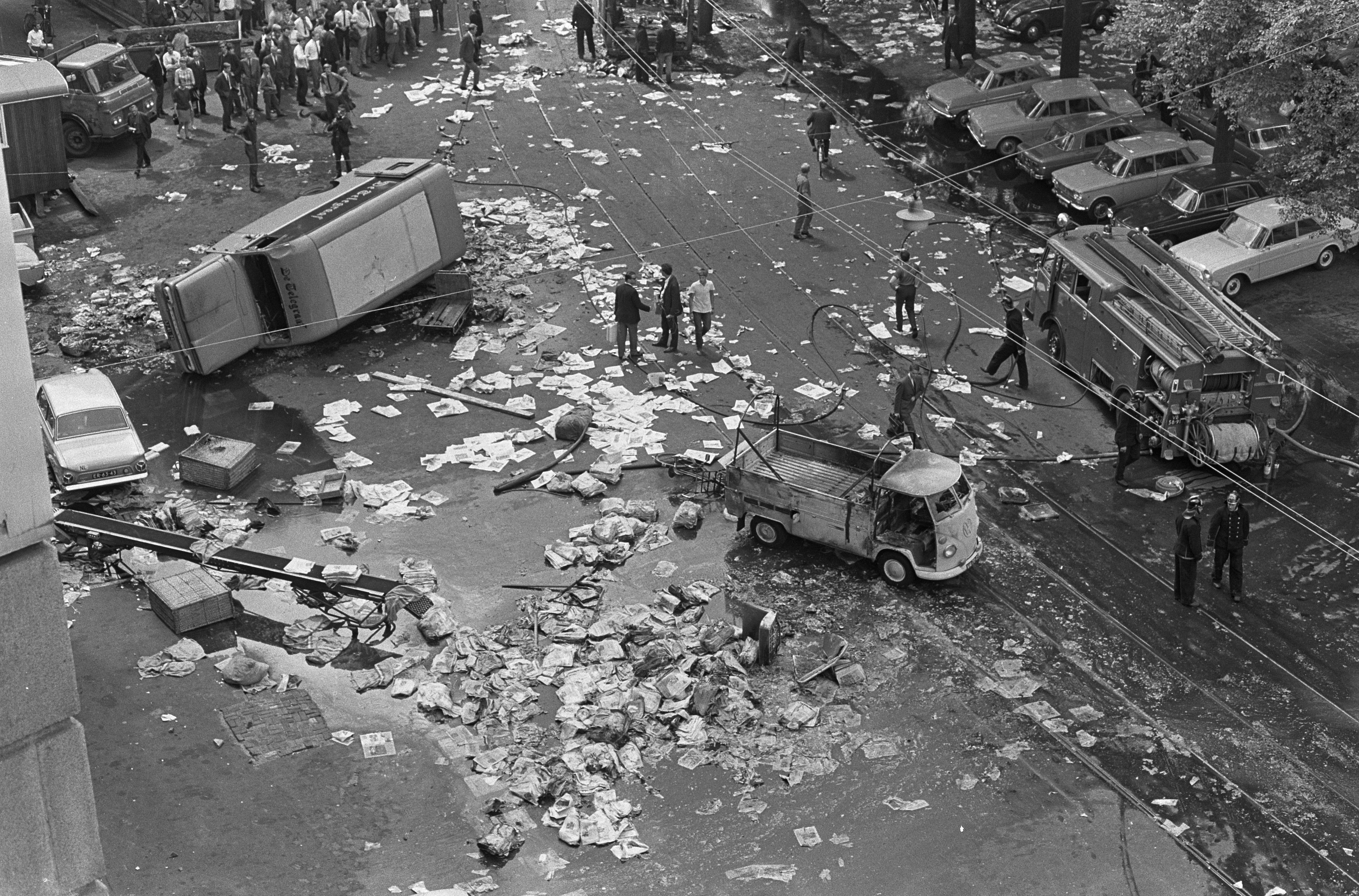
Après des manifestations, dégâts dans une artère d'Amsterdam, le 14 juin 1966. Au milieu de débris, un véhicule est renversé, un autre incendié.

Les années 1960 et 1970 ramènent Amsterdam au premier plan de l'actualité, non seulement pour son rayonnement économique ou commercial de métropole d'un pays qui bénéficie pleinement de l'essor des Trente Glorieuses, mais aussi à cause de la tolérance de la ville envers l'usage des drogues douces, qui en fait une ville de prédilection pour la génération hippie. Amsterdam joue ainsi un rôle central dans l'émergence du mouvement contestataire Provo, initié dans les happenings de l'artiste Robert Jasper Grootveld, sur le Spui, à partir de 1964. Cependant, les émeutes et les affrontements avec la police se multiplient. Le 10 mars 1966, des bombes fumigènes sont jetées au passage du cortège nuptial, juste avant le mariage à la Westerkerk de la princesse Beatrix avec le diplomate allemand Claus von Amsberg. Le 13 juin 1966 et pendant plusieurs jours, consécutive à une manifestation d'ouvriers du bâtiment vite rejoints par d'autres mécontents, notamment des jeunes, une flambée de violence ravage le centre historique, ce qui conduit au limogeage du bourgmestre Gijs van Hall par le gouvernement national. Selon un bilan qui aurait pu être encore plus grave, on comptabilise des dizaines de blessés, mais un seul mort, Jan Weggelaar, un ouvrier de cinquante ans décédé d'une crise cardiaque au début des troubles. Durant des années, de nombreux squatters sont expulsés par la force. En 1977, la ville est endeuillée par l'incendie de l'hôtel Polen, puis en 1980, alors que Beatrix prête serment lors de son accession au trône, des protestataires, composés en majorité de membres du « mouvement des squatteurs », affrontent la police à l'extérieur de la Nieuwe Kerk, au cours des « émeutes du couronnement ».
Un projet de développement d'une voie express circulant au-dessus du métro est également envisagé pour faciliter le trafic entre la gare centrale d'Amsterdam et le reste de la ville. Les travaux de rénovation débutent dans les anciens quartiers juifs. Les rues les plus petites, telles que la Jodenbreestraat sont élargies, alors que quasiment tous les immeubles qui s'y trouvent sont démolis. Les tensions liées aux démolitions atteignent leur paroxysme lors des travaux sur le Nieuwmarkt, qui donnent lieu à des émeutes (les « Nieuwmarkt rellen ») au cours desquelles les habitants expriment leur colère contre la politique de reconstruction de la ville,.
En conséquence, les travaux de démolition sont arrêtés et l'autoroute planifiée n'est finalement pas construite, contrairement au métro qui est développé selon les plans. Celui-ci est inauguré en 1977, entre le nouveau quartier de Bijlmer (situé dans l'actuel arrondissement de Zuidoost) et le centre d'Amsterdam. En définitive, seules quelques rues du quartier sont réaménagées et élargies. Le nouvel hôtel de ville est inauguré sur la Waterlooplein, place qui est quasiment intégralement démolie et reconstruite. Dans le même temps, de grandes entreprises privées, telles que la Stadsherstel Amsterdam (« Redéveloppement d'Amsterdam »), sont créées dans le but de réhabiliter et restaurer l'ensemble du centre. Les résultats positifs de ces politiques sont visibles aujourd'hui et des initiatives visant à continuer le développement du centre sont toujours menées. L'ensemble de la ville bénéficie globalement de ces politiques, au point d'acquérir le statut d'aire protégée. De nombreux immeubles sont élevés au rang de monument national (Rijksmonument) et le quartier de la Grachtengordel (comprenant notamment le Herengracht, Keizersgracht et Prinsengracht) est ajouté à la liste du patrimoine mondial de l'UNESCO en 2010.

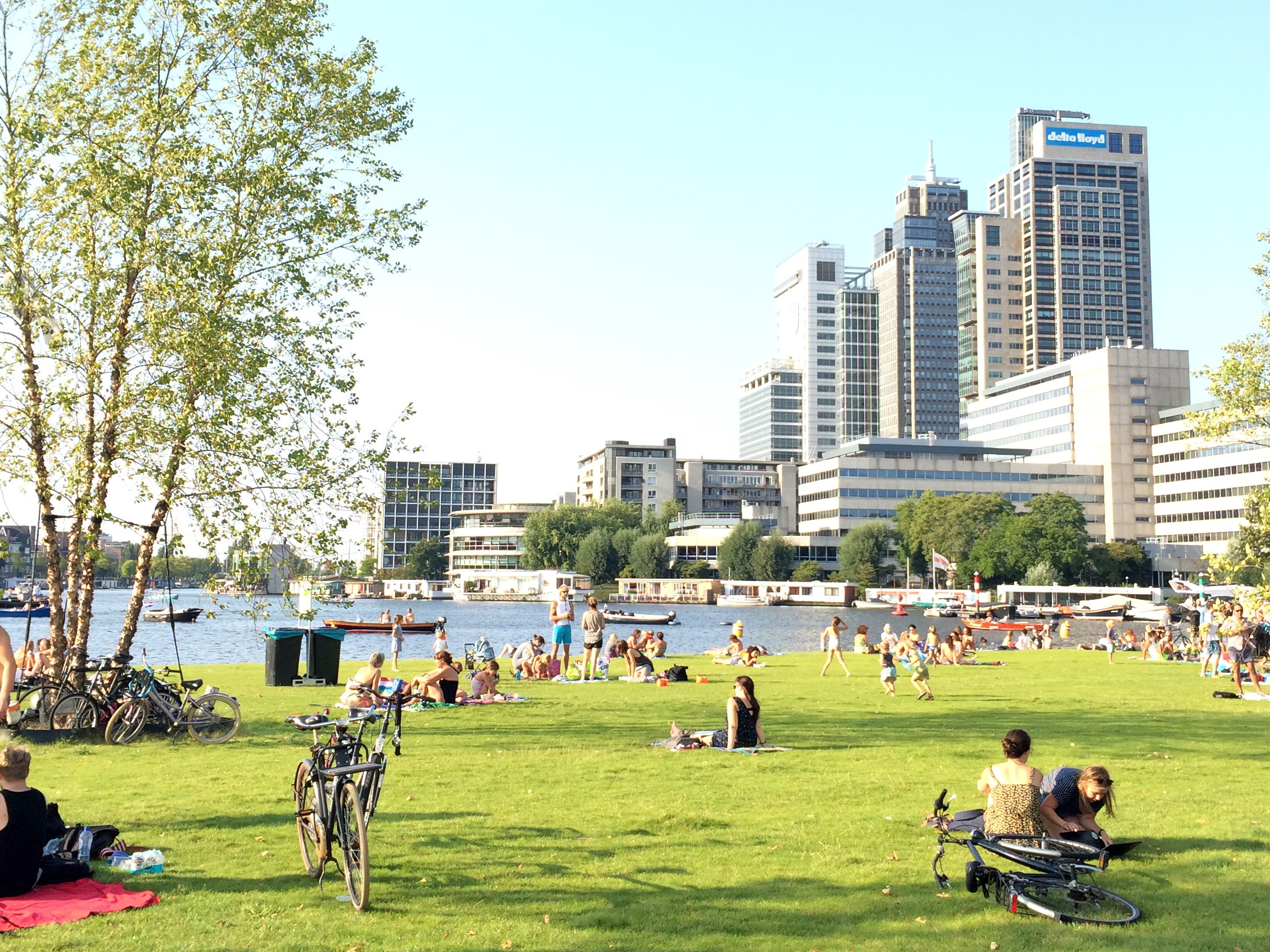
Vue du quartier de la gare d'Amsterdam-Amstel, sur la rive droite de l'Amstel, qui abrite la tour Rembrandt, inaugurée en 1994, plus haut bâtiment de la ville.

Au début du nouveau millénaire, des problèmes sociaux tels que la sécurité, la discrimination ethnique et la ségrégation entre les groupes religieux et sociaux commencent à se développer. 45 % de la population d'Amsterdam est constitué d'allochtones, issus principalement d'Europe et de pays tels que le Suriname, le Maroc, la Turquie ou les Antilles néerlandaises. Amsterdam se caractérise cependant par son apparente tolérance sociale et sa diversité. De janvier 2001 à février 2010, le bourgmestre Job Cohen et son échevin à l'intégration Ahmed Aboutaleb mènent une politique fondée sur le dialogue social et la tolérance, accompagnée de nouvelles mesures sévères contre ceux qui enfreignent la loi.
La ville s'affirme au début du XXIe siècle comme une capitale culturelle incontournable en Europe, avec des chantiers dont la liste est longue. De nombreux musées font l'objet de travaux de rénovation importants. Ainsi, le musée de la Marine néerlandaise est réinauguré avec une nouvelle scénographie en 2011, le Stedelijk se voit adjoindre un nouveau bâtiment contemporain surnommé « la baignoire » en 2012, le Rijksmuseum subit d'importants travaux et est réinauguré par la reine Beatrix en 2013 et visité par le président américain Barack Obama l'année suivante, tandis que le musée Van Gogh, construit en 1973, s'agrandit en 1999 et se dote d'une nouvelle entrée sur la Museumplein en 2014.
Le quartier résidentiel d'IJburg, construit à l'est de la ville sur des îles artificiellement créées, est un modèle de quartier durable que la ville expérimente face à la montée des eaux, ainsi qu'au besoin d'espace à proximité du centre-ville. L'Amsterdam Science Park est un autre exemple notable de nouveau quartier développé : construits à la place d'anciennes friches, les bâtiments abritent des laboratoires de recherche et une partie du campus étudiant de l'université de la ville. Dans un même temps, plusieurs voix se font entendre pour une piétonisation complète du centre-ville et des quartiers construits au XIXe siècle, ce qui pourrait être réalisé dans la fin des années 2020, notamment à la suite de la victoire historique de la Gauche verte aux élections municipales de 2018.
Comme de nombreuses capitales européennes Amsterdam connait un phénomène de gentrification contre lequel la municipalité peine à lutter. La pénurie de logements fait grimper tant les prix que les exigences financières des propriétaires. Les habitants les moins aisés sont progressivement contraints de quitter la ville.

## Géographie

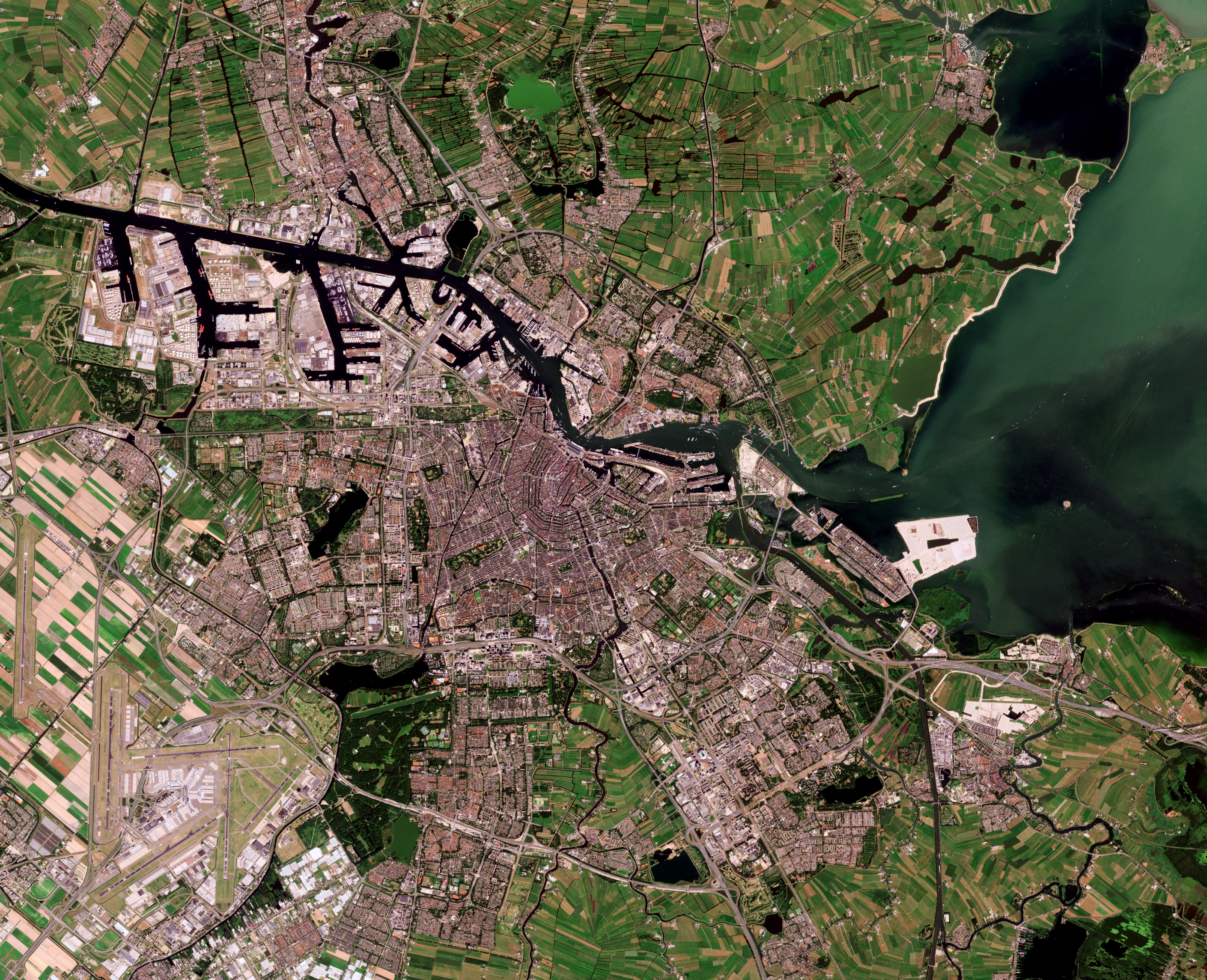
Photo satellite d'Amsterdam, 2020

### Topographie

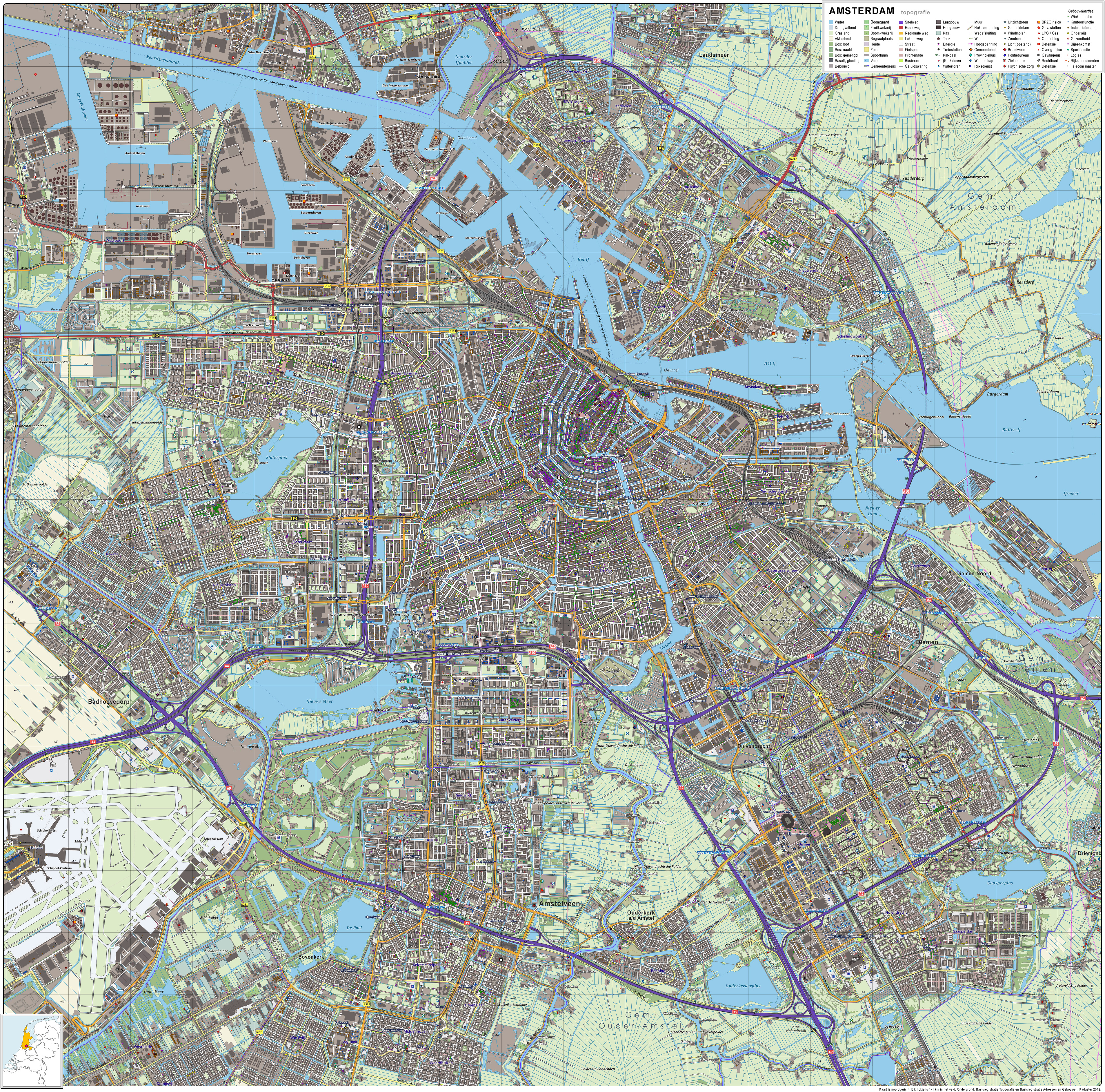
Carte topographique d'Amsterdam (2012).

Située à l'ouest des Pays-Bas, Amsterdam fait partie de la province de Hollande-Septentrionale, à proximité immédiate de celles d'Utrecht et du Flevoland. Le fleuve Amstel vient se jeter dans l'IJ et est intégrée à un réseau de canaux qui parsèment la ville. Cette dernière est située à deux mètres au-dessus du niveau de la mer. Les terres autour de la ville sont plates et formées de grands polders. Au sud-ouest de la ville se trouve le bois d'Amsterdam, situé pour la plupart de sa superficie dans la commune d'Amstelveen. Enfin, la ville est reliée à la mer du Nord par le long canal de la Mer du Nord qui dessert son port.
La ville d'Amsterdam a une superficie totale de 219,33 kilomètres carrés, dont 164,89 km2 de terres. La densité de population absolue est donc de 3 653 habitants par km2, mais est en réalité de 4 848 hab./km2 sur la base des terres habitables, avec une offre en logements de 2 408 foyers par kilomètre carré. Les parcs et les réserves naturelles forment environ 14 % de la superficie de la ville. Les espaces verts et récréatifs (parcs, jardins, terrains de sport) représentent à eux seuls 11,3 % de la surface totale, tandis que les bois et forêts en représentent 2,3 %.

### Climat

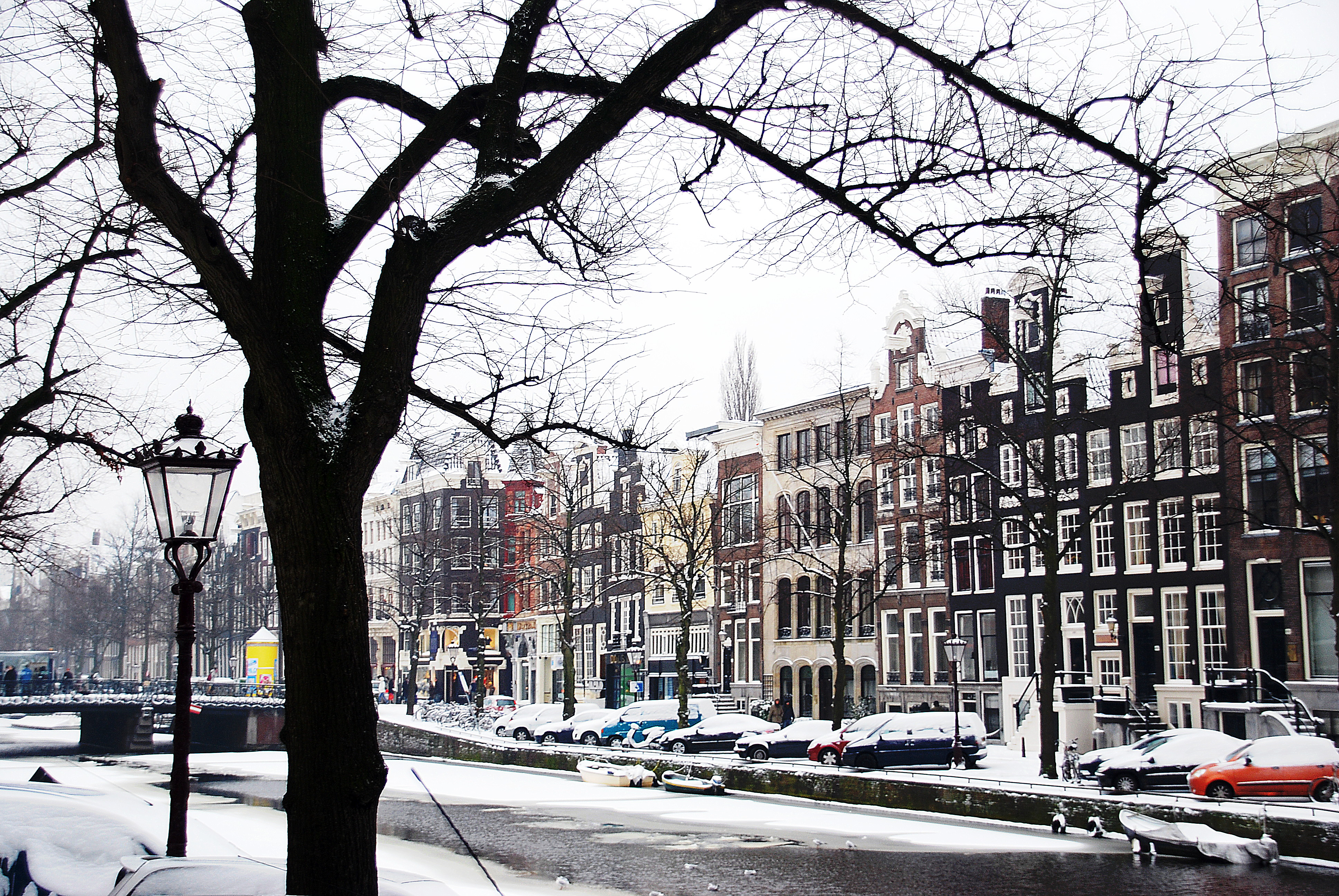
Le Herengracht en hiver.

Amsterdam possède un climat océanique (Cfb dans la classification de Köppen) fortement influencé par la proximité de la mer du Nord à l'ouest, avec des vents d'ouest dominants. Amsterdam, ainsi que la plus grande partie de la province de Hollande-Septentrionale, se trouve dans une zone de rusticité de type 8b, correspondant à une moyenne de température comprise entre -9,4 et −6,7 °C pour la température annuelle la plus basse atteinte au cours des vingt dernières années. Les gelées se produisent principalement lorsque le vent provient de l'est ou du nord-est depuis l'Europe continentale. Toutefois, du fait de sa proximité avec de grandes étendues d'eau et d'un effet significatif d'îlot de chaleur urbain, les températures nocturnes tombent rarement en dessous de −5 °C, contre −12 °C à Hilversum située à vingt-cinq kilomètres au sud-est d'Amsterdam.
Les températures estivales sont modérément chaudes, avec une moyenne de 22,1 °C au mois d'août, et quelques pointes à 30 °C qui se maintiennent rarement plus de trois jours d'affilée. Le record pour ce qui est de l'écart de température annuelle va de −24 °C à 36,8 °C. Les précipitations à Amsterdam sont fréquentes avec en moyenne 187 jours de pluie par an, la majorité des épisodes pluvieux se manifestant sous la forme de bruine ou de brèves averses. La moyenne annuelle de précipitations est de 915 millimètres. Le mauvais temps (nuage et pluie) est surtout fréquent dans la période froide, d'octobre à mars.
| Mois                              | jan. | fév. | mars  | avril | mai   | juin  | jui. | août | sep.  | oct.  | nov. | déc. | année |
| --------------------------------- | ---- | ---- | ----- | ----- | ----- | ----- | ---- | ---- | ----- | ----- | ---- | ---- | ----- |
| Température minimale moyenne (°C) | 0,8  | 0,5  | 2,6   | 4,6   | 8,2   | 10,8  | 13   | 12,8 | 10,6  | 7,5   | 4,2  | 1,5  | 6,4   |
| Température moyenne (°C)          | 3,4  | 3,5  | 6,1   | 9,1   | 12,9  | 15,4  | 17,6 | 17,5 | 14,7  | 11    | 7,1  | 4    | 10,2  |
| Température maximale moyenne (°C) | 5,8  | 6,3  | 9,6   | 13,5  | 17,4  | 19,7  | 22   | 22,1 | 18,8  | 14,5  | 9,7  | 6,4  | 13,8  |
| Ensoleillement (h)                | 63,2 | 87,5 | 126,3 | 182,7 | 221,9 | 205,7 | 217  | 197  | 139,4 | 109,1 | 61,7 | 50,5 | 1 662 |
| Précipitations (mm)               | 78,5 | 57,3 | 72,8  | 46,2  | 59,3  | 70,8  | 77,6 | 85,5 | 85,3  | 100,1 | 93,7 | 87,5 | 914,6 |

| Diagramme climatique                                  |            |            |             |             |              |          |              |              |              |            |            |
| J                                                     | F          | M          | A           | M           | J            | J        | A            | S            | O            | N          | D          |
| 5,80,878,5                                            | 6,30,557,3 | 9,62,672,8 | 13,54,646,2 | 17,48,259,3 | 19,710,870,8 | 221377,6 | 22,112,885,5 | 18,810,685,3 | 14,57,5100,1 | 9,74,293,7 | 6,41,587,5 |
| Moyennes : • Temp. maxi et mini °C • Précipitation mm |            |            |             |             |              |          |              |              |              |            |            |

## Démographie

### Évolution de la population
D'après les chiffres publiés par la ville en 2013, Amsterdam compte 799 442 habitants, soit une hausse de 1,2 % par rapport à 2012 et de 7 % par rapport à 2008. Sur la base de ces mêmes chiffres, les autochtones ne représentaient que 49,4 % de la population, ce qui signifie que 50,6 % de la population est d'origine étrangère,. Le Bureau central de la statistique avance quant à lui le chiffre de 930 205 habitants en septembre 2023.
Au XVIe et au XVIIe siècle, les immigrants sont principalement des huguenots, des Flamands, des Juifs séfarades ainsi que des Westphaliens. Les huguenots affluèrent massivement à la suite de la révocation de l'Édit de Nantes en 1685, tandis que les protestants flamands émigrèrent à la suite de la Guerre de Quatre-Vingts Ans. Les Westphaliens émigrèrent quant à eux pour des motifs économiques dans des flux qui continuèrent au XVIIIe et au XIXe siècle. Avant la Seconde Guerre mondiale, 10 % de la population d'Amsterdam étaient de confession juive.
Au XXe siècle, la première vague massive d'immigration arrive d'Indonésie à la suite de l'indépendance des Indes orientales néerlandaises au cours des années 1940 et 1950. Au cours des années 1960, de nombreux travailleurs immigrent en provenance de Turquie, du Maroc de l'Italie et de l'Espagne. La proclamation de l'indépendance du Suriname en 1975 attire également de nombreux immigrés qui s'installent pour la plupart dans le quartier de Bijlmer. D'autres immigrés, parmi lesquels des réfugiés demandeurs d'asile, mais aussi des immigrés illégaux affluent des Amériques d'Asie et d'Afrique. Au cours des années 1970 et 1980, de nombreux « Amstellodamois de souche » déménagent vers des villes telles qu'Almere et Purmerend ou vers le Gooi, notamment à la suite du troisième plan d'aménagement du territoire proposé par le gouvernement. Ce dernier promeut le développement de zones suburbaines et propose de nouveaux projets dits de « centres de croissance » (groeikernen). À la suite de cette politique, de nombreux jeunes actifs déménagent vers De Pijp et le Jordaan, délaissés par les plus vieux habitants de la ville.
| 1300  | 1400  | 1500   | 1600   | 1675    | 1795    | 1830    | 1850    | 1879    |
| ----- | ----- | ------ | ------ | ------- | ------- | ------- | ------- | ------- |
| 1 000 | 3 000 | 12 000 | 60 000 | 206 000 | 217 024 | 202 364 | 224 035 | 317 000 |

| 1900    | 1930    | 1960    | 1970    | 1985    | 1990    | 2000    | 2008    | 2013    |
| ------- | ------- | ------- | ------- | ------- | ------- | ------- | ------- | ------- |
| 523 977 | 757 386 | 864 747 | 807 095 | 675 570 | 695 221 | 731 289 | 747 290 | 799 442 |

| 2018    | 2023    | - | - | - | - | - | - | - |
| ------- | ------- | - | - | - | - | - | - | - |
| 854 047 | 930 205 | - | - | - | - | - | - | - |

| Année | Agglomération | Aire urbaine |
| ----- | ------------- | ------------ |
| 1960  | 889 962       | 959 609      |
| 1970  | 921 568       | 1 024 698    |
| 1980  | 944 687       | 1 086 833    |
| 1990  | 930 124       | 1 187 799    |
| 2000  | 1 002 868     | 1 378 873    |
| 2009  | 1 039 029     | 1 497 278    |
| 2013  | 1 096 920     | 1 557 905    |

### Origines des habitants et diversité religieuse

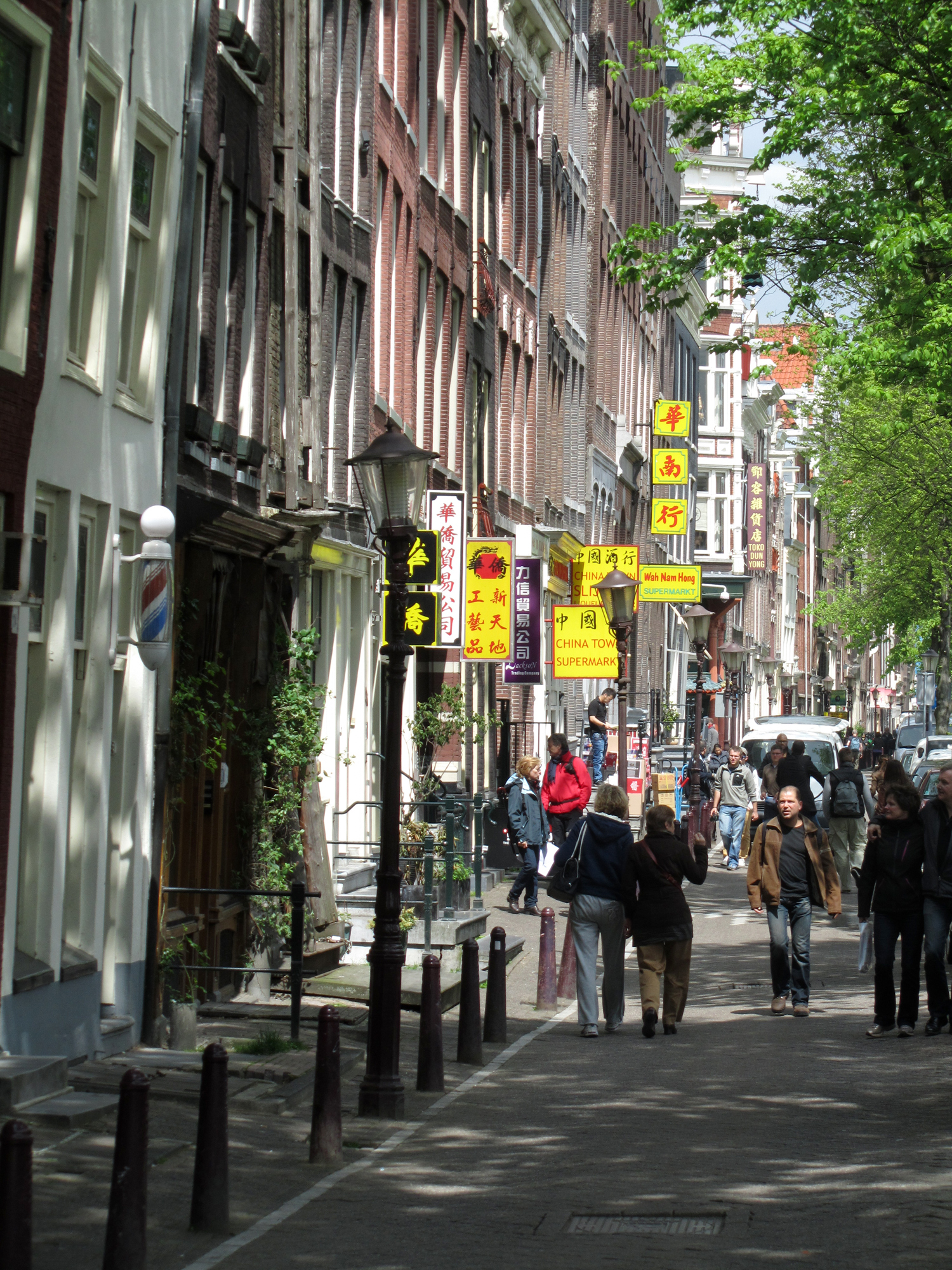
Le quartier chinois d'Amsterdam, situé près du Nieuwmarkt, compte de nombreux commerces asiatiques et un affichage multilingue des noms de rue.

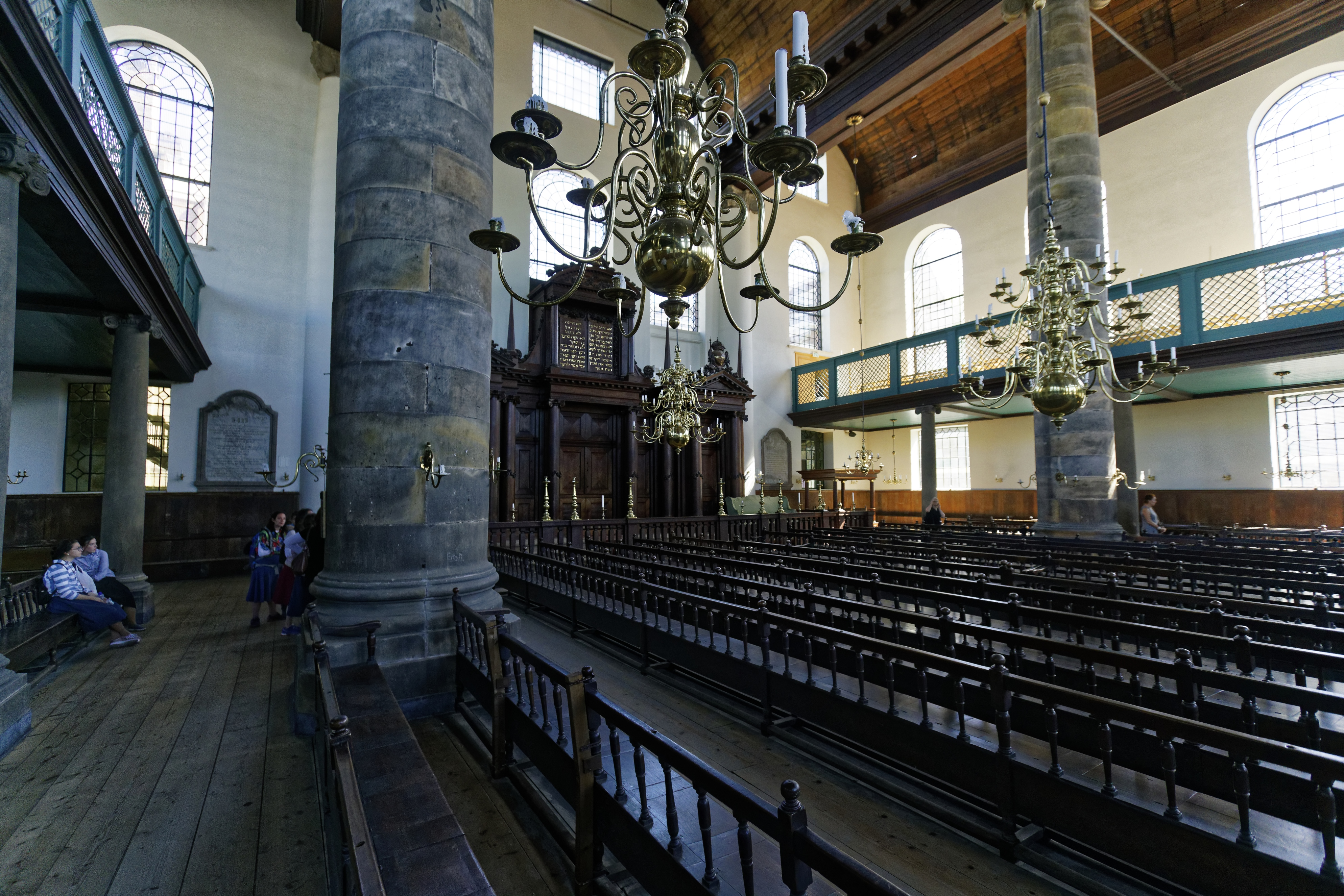
Intérieur de la synagogue portugaise d'Amsterdam.

À l'instar des autres grandes villes néerlandaises, Amsterdam est une ville multiculturelle dont la moitié de la population est d'origine étrangère. Sur la base des chiffres de 2013, les autochtones représentaient 49,4 % de la population. En outre, 34,9 % de la population totale et 52,6 % des jeunes de moins de dix-huit ans sont originaires de pays situés en dehors de l'OCDE. En 2009, la ville recense cent-soixante-seize nationalités différentes, ce qui en fait la ville la plus diversifiée au monde.
| Pays d'origine         | Population |
| ---------------------- | ---------- |
| Maroc                  | 76 751     |
| Suriname               | 66 190     |
| Turquie                | 42 638     |
| Indonésie              | 25 792     |
| Allemagne              | 17 941     |
| Antilles néerlandaises | 12 255     |
| Ghana                  | 12 062     |
| Royaume-Uni            | 12 052     |
| États-Unis             | 8 629      |
| Italie                 | 7 712      |

Au cours des dernières décennies, la nature de la démographie religieuse de la ville est fortement modifiée par des afflux massifs d'immigrés en provenance des anciennes colonies. Les immigrés en provenance du Suriname introduisent ainsi le mouvement des frères moraves, variante du luthéranisme et du protestantisme, de même que l'hindouisme. En outre, différents mouvements de l'islam issus de diverses parties du monde se développent également. L'islam constitue ainsi aujourd'hui la principale religion minoritaire à Amsterdam, le christianisme étant dominant. Les importantes communautés ghanéenne et nigériane mettent également en place plusieurs mouvements religieux nouveaux (parfois appelés « Églises africaines »), organisés pour la plupart dans des garages dans le quartier de Bijlmer où la plupart des populations originaires de ces pays sont installées. Un nombre important de mouvements religieux établissent des congrégations, comme le bouddhisme, le confucianisme et l'hindouisme. L'un des lieux les plus visibles de l'immigration aux Pays-Bas est le Dappermarkt, marché situé dans le quartier indonésien (Indische buurt) et réputé pour la variété et l'exotisme de ses produits.
En dépit de la réputation de tolérance des Néerlandais et des Amstellodamois en particulier, l’augmentation des flux d'immigration, et l'augmentation associée du nombre de religions, et de cultures à la suite de la Seconde Guerre mondiale, suscitent des tensions sociales et ethniques à plusieurs occasions. L'assassinat du réalisateur Theo van Gogh par un extrémiste musulman en 2004, en constitue l'un des exemples les plus frappants. La suppression de plusieurs chaînes en arabe ou en turc des bouquets de base proposés pour les abonnements au câble constitue un autre exemple du changement de politique des Néerlandais envers certaines minorités.
Au cours des dernières années, des critiques se sont élevées contre les hommes politiques ayant pris la décision de mener une partie de leur campagne dans des langues « minoritaires ». En particulier, l'ancien bourgmestre de la ville Eberhard van der Laan critique vivement, alors qu'il est ministre de l'Habitat, des Quartiers et de l'Intégration, les candidats ayant distribué des prospectus dans des langues autres que le néerlandais. Certains dépliants sont saisis à cette occasion. Cette prise de position fait réagir les défenseurs du multiculturalisme et vaut à Van der Laan de nombreuses critiques, y compris au sein de son propre parti, le Parti travailliste. Pour autant, à la même période, la ville d'Amsterdam lance également un programme complet et gratuit de cours de néerlandais destiné aux immigrés, conformément à sa politique d'intégration par l'assimilation.
| 2013                            | Nombre  | Pourcentage |
| ------------------------------- | ------- | ----------- |
| Autochtones                     | 394 645 | 49,4        |
| Allochtones occidentaux         | 125 720 | 15,7        |
| Allochtones non-occidentaux     | 279 077 | 34,9        |
| Maroc                           | 72 330  | 9,0         |
| Suriname                        | 67 919  | 8,5         |
| Turquie                         | 41 981  | 5,3         |
| Antilles néerlandaises et Aruba | 11 993  | 1,5         |
| Autres                          | 84 854  | 10,6        |

## Administration et gouvernance

### Organisation territoriale

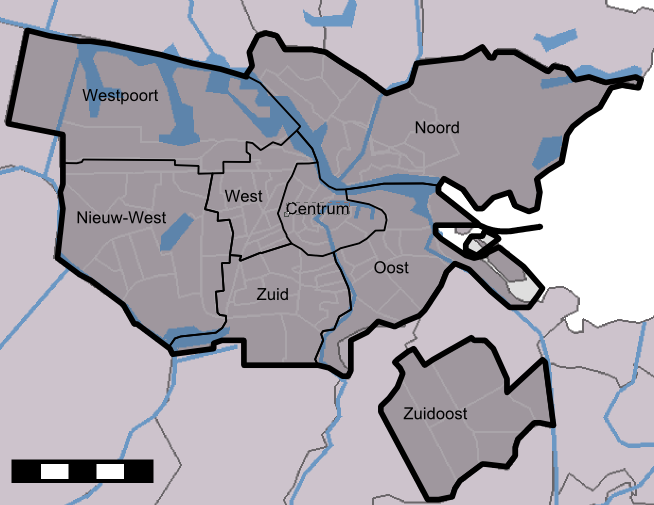
Carte des huit districts d'Amsterdam.

Jusqu'au 30 avril 2010, la commune d'Amsterdam, étendue sur près de 220 km2, est divisée en quinze districts (stadsdelen, également transcrits en français en tant qu'arrondissements) répartis sous la forme de deux couronnes autour de Centrum. Ces quinze arrondissements présentaient une population très inégalement répartie (chiffres de 2007) :
- Centrum (80 819)
- Westpoort (370)
- Westerpark (34 059)
- Oud-West (31 529)
- Zeeburg (46 700)
- Bos en Lommer (30 294)
- De Baarsjes (33 847)
- Amsterdam-Noord (87 623)
- Geuzenveld-Slotermeer (41 335)
- Osdorp (45 483)
- Slotervaart (42 913)
- Zuidoost (77 917)
- Oost-Watergraafsmeer (58 798)
- Oud-Zuid (83 633)
- Zuideramstel (46 784)

Depuis le 1er mai 2010, un conseil local gouverne chaque district dont le nombre est réduit à huit. Toutefois, la zone industrielle et portuaire de Westpoort fait figure d'exception, car ce district très faiblement peuplé conserve son intégrité à la suite de la réforme territoriale de 2010 et est placé directement sous le contrôle de la municipalité d'Amsterdam. À l'issue de la réforme, les nouveaux districts sont (avec les populations respectives au 1er janvier 2014). La fusion de Weesp avec la commune d'Amsterdam, effective depuis le 24 mars 2022.
- Centrum (86 099)
- Nieuw-West (144 002)
- Noord (89 906)
- Oost (126 157)
- West (141 004)
- Zuid (139 523)
- Zuidoost (84 071)
- Westpoort (423)
- Weesp

### Agrandissements de la municipalité

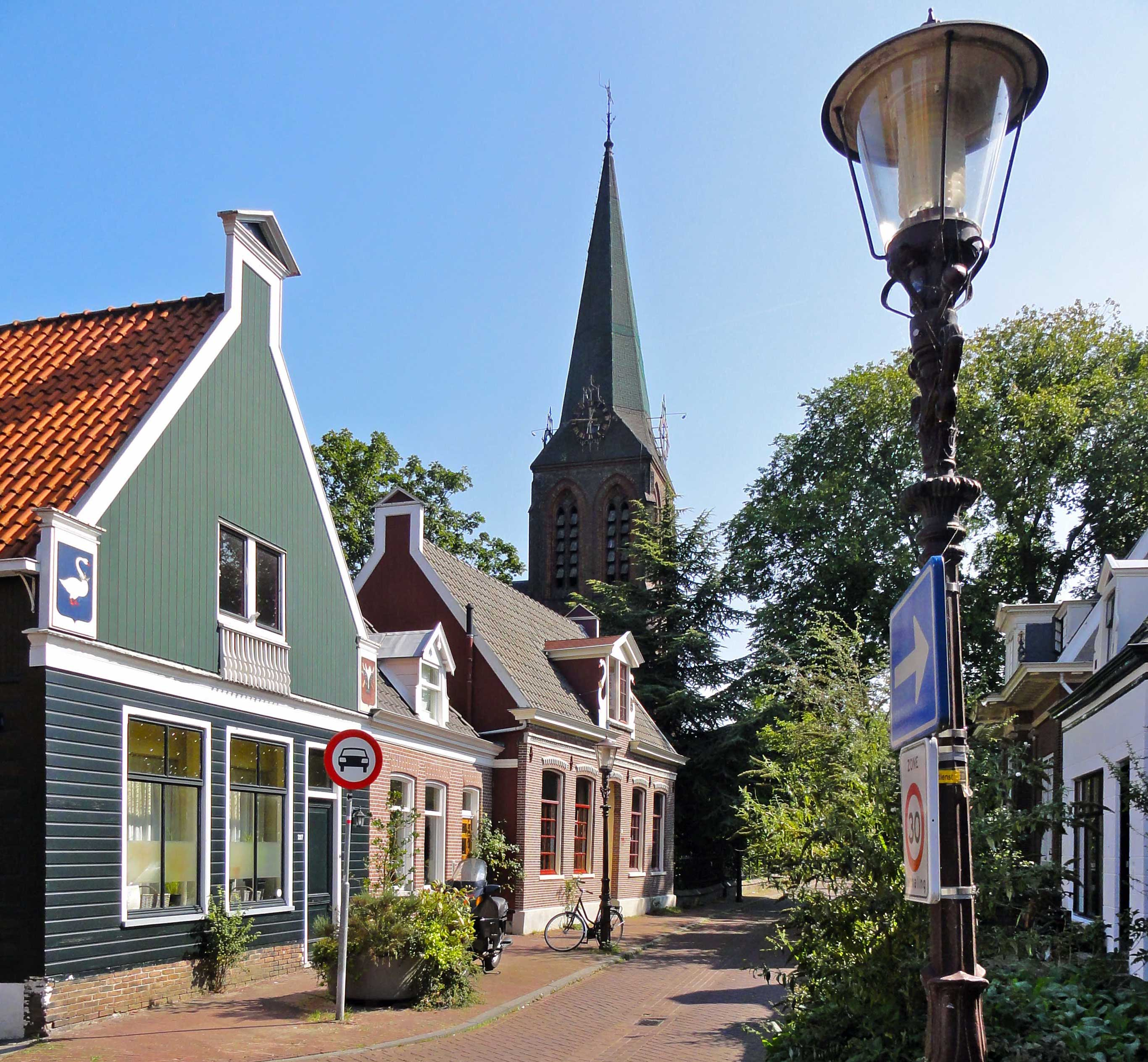
L'ancien village de Nieuwendam, désormais situé dans la commune d'Amsterdam, dans le district de Noord.

D'après le Bureau central de la statistique (CBS), la ville d'Amsterdam s'intègre dans différents ensembles statistiques à géométrie variable : la commune d'Amsterdam, l'agglomération métropolitaine d'Amsterdam, le Grand Amsterdam et l'aire métropolitaine d'Amsterdam. La plus petite entité, la commune, s'étend sur 219 km2 pour une population de 801 200 habitants en 2013. La commune s'étend ainsi au cours du temps via l'absorption des villages voisins de Bijlmermeer, Buiksloot, Driemond, Durgerdam, Holysloot, Nieuwendam, 't Nopeind, Oud Osdorp, Ransdorp, Ruigoord, Schellingwoude, Het Schouw, Sloten, Sloterdijk et Zunderdorp.
L'agglomération métropolitaine (Grootstedelijke Agglomeratie Amsterdam) intègre, en plus d'Amsterdam, les communes de Zaanstad, Wormerland, Oostzaan, Diemen et Amstelveen, pour une population de 1 096 042 habitants en 2013. La zone du Grand Amsterdam (Grootstedelijk Gebied Amsterdam) est une région dite « COROP » qui inclut 15 municipalités pour une population de 1 293 208 habitants en 2013. Bien que possédant une surface largement plus étendue, le Grand Amsterdam ne possède une population que modérément plus importante que l'agglomération du fait de la non-prise en compte de la municipalité de Zaanstad (147 141 habitants en 2011). Enfin, l'aire métropolitaine d'Amsterdam (Metropoolregio Amsterdam) est la plus peuplée avec 2,33 millions d'habitants. Par rapport au Grand Amsterdam, cette zone inclut les villes de Zaandam, Wormerveer, Muiden, Abcoude, Haarlem, Almere et Lelystad mais exclut la ville de Graft-De Rijp. Il faut noter par ailleurs qu'Amsterdam fait également partie de la conurbation de Randstad qui comprend notamment les villes d'Utrecht, La Haye et Rotterdam, peuplée par près de 7,8 millions d'habitants.

### Commune

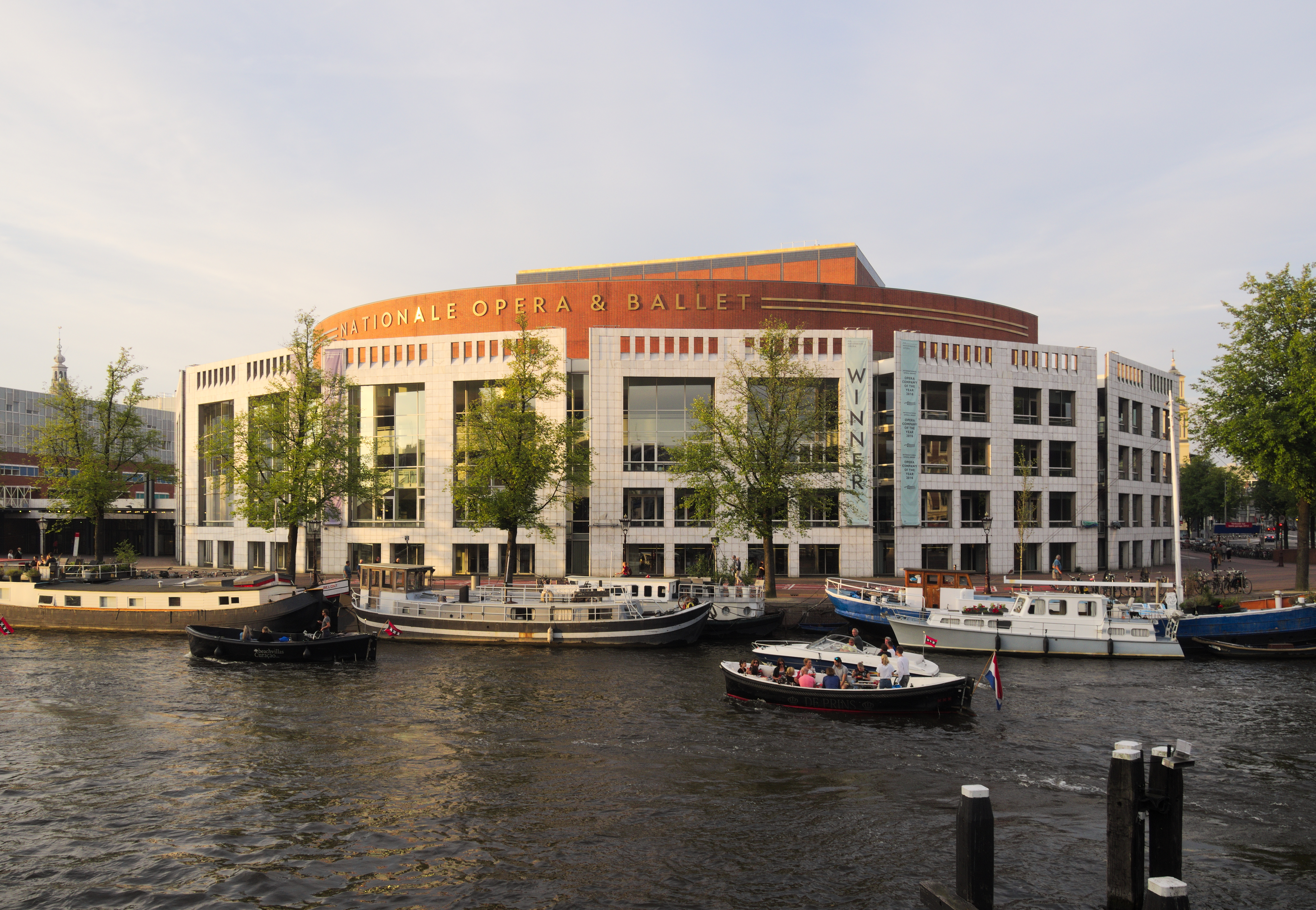
Le Stopera, bâtiment logeant à la fois l'hôtel de ville et Muziektheater d'Amsterdam.

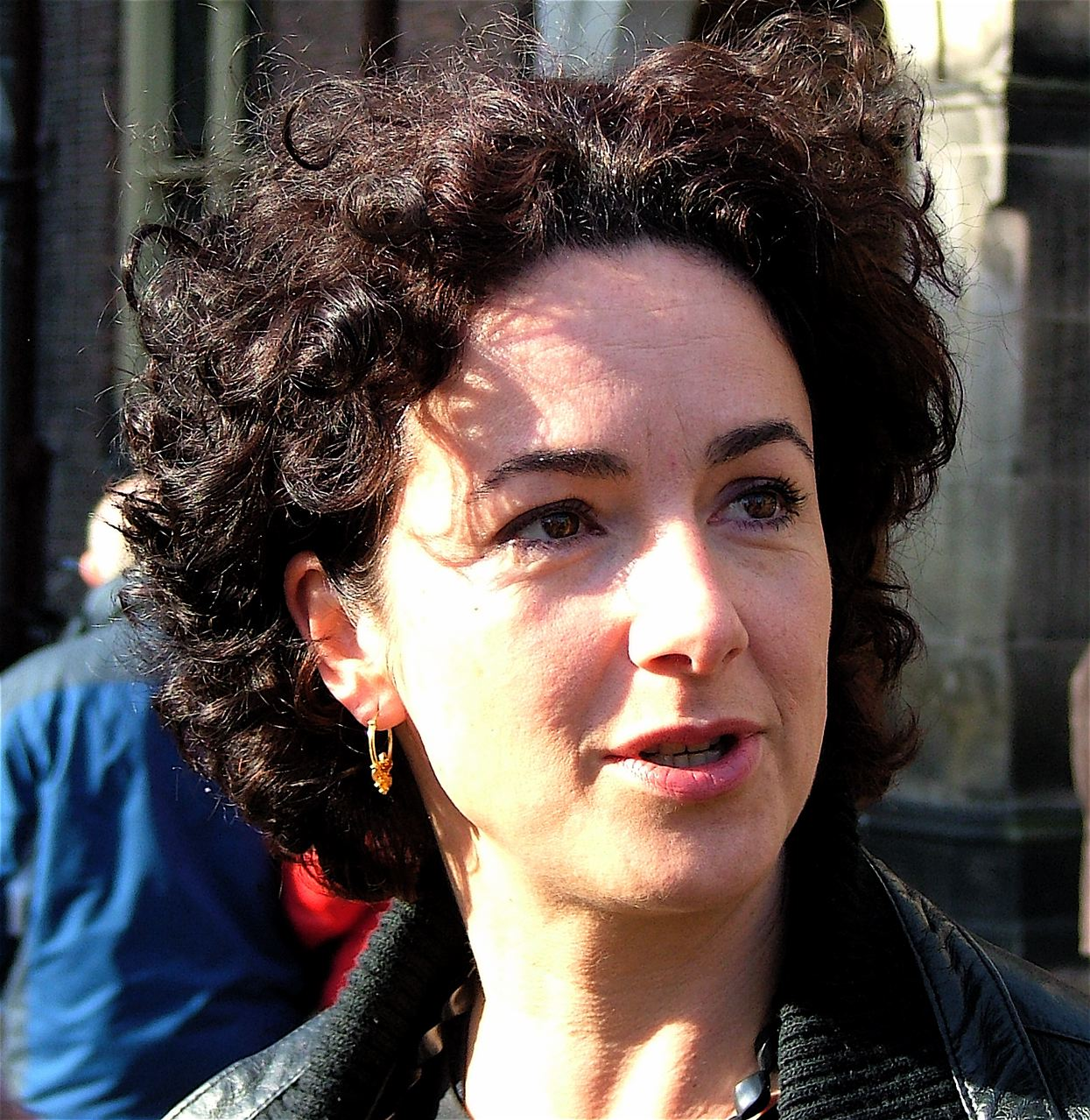
Femke Halsema est la bourgmestre d'Amsterdam depuis le 12 juillet 2018.

Si les décisions locales sont prises au niveau de chaque stadsdeel, les projets d'envergure qui concernent toute la ville, les infrastructures notamment, sont du ressort de la commune (Gemeente Amsterdam). Un budget participatif permet aux habitants de chaque quartier de soutenir des projets de leur choix.
La commune d'Amsterdam est actuellement dirigée par une coalition établie au conseil municipal entre la Gauche verte (GL), les Démocrates 66 (D66), le Parti travailliste (PvdA) et le Parti socialiste (SP). Ville fortement ancrée à gauche, elle est quasi-continuellement dirigée par un bourgmestre travailliste depuis 1945. Amsterdam est souvent présentée comme modèle pour sa bonne gestion. Outre la fonction de bourgmestre, il existe un poste de premier vice-bourgmestre, traditionnellement attribué à une personnalité du deuxième parti le plus représenté au conseil municipal. La branche exécutive du gouvernement de la commune est constitué d'échevins, avec chacun un portefeuille attributaire.
| Période | Période | Identité              | Étiquette | Qualité       |
| ------- | ------- | --------------------- | --------- | ------------- |
| 1945    | 1946    | Feike de Boer         | LSP       | Marin         |
| 1946    | 1956    | Arnold Jan d'Ailly    | PvdA      | Fonctionnaire |
| 1956    | 1967    | Gijs van Hall         | PvdA      | Banquier      |
| 1967    | 1977    | Ivo Samkalden         | PvdA      | Fonctionnaire |
| 1977    | 1983    | Wim Polak             | PvdA      | Fonctionnaire |
| 1983    | 1994    | Ed van Thijn          | PvdA      | Fonctionnaire |
| 1994    | 2001    | Schelto Patijn        | PvdA      | Fonctionnaire |
| 2001    | 2010    | Job Cohen             | PvdA      | Juriste       |
| 2010    | 2017    | Eberhard van der Laan | PvdA      | Avocat        |
| 2018    |         | Femke Halsema         | GL        | Criminologue  |

### Criminalité

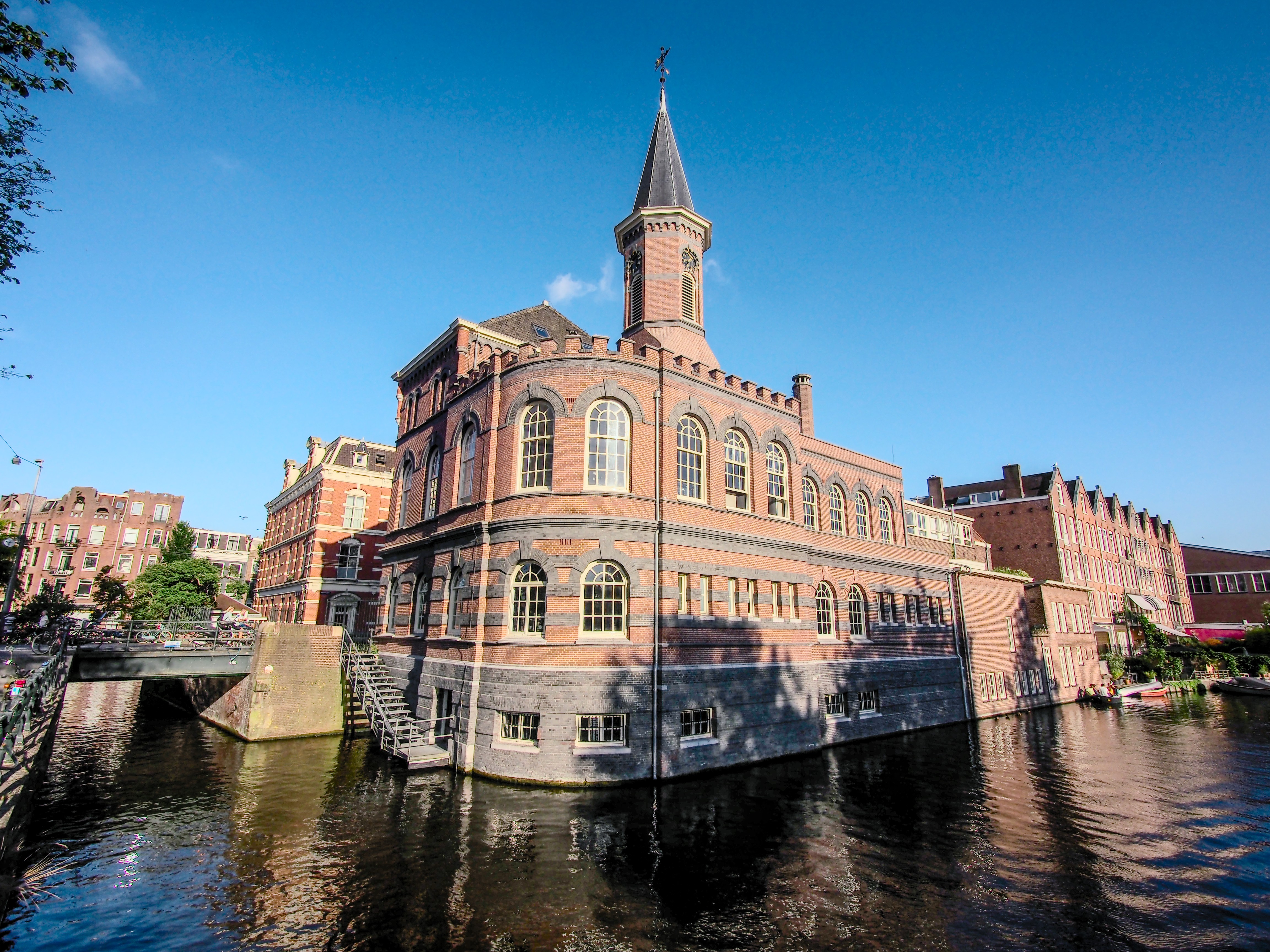
L'ancien bureau de police de Raampoort, construit à la fin du XIXe siècle.

Amsterdam est une ville globalement sûre, à l'image des Pays-Bas. Elle figure ainsi au 17e rang sur le plan de la sécurité dans le classement mondial de la qualité de vie dans les villes réalisé par le cabinet de conseil Mercer en 2011. La ville possède également un taux de criminalité nettement inférieur à celui de la majorité des villes européennes. Cependant, selon le AD Misdaadmeter, classement national réalisé par l'Algemeen Dagblad sur la base de données collectées auprès de la police, elle est la ville la moins sûre des Pays-Bas, devant Rotterdam et Eindhoven,. En 2012, le nombre de plaintes enregistrées par la police de la ville s'est élevé à 84 218, en hausse de 1,5 % par rapport à 2011. Les vols représentent la majorité des infractions commises dans la ville, avec environ 60 % des plaintes. Les vols de vélos/scooters et mobylettes (12,2 % du total), ainsi que les vols dans des véhicules motorisés (11,9 %) sont les délits les plus fréquemment relevés. En outre, le nombre de plaintes pour vol à la tire (10,3 % du total) a connu une forte augmentation entre 2011 et 2012, passant de 6 320 à 8 652.
L'amélioration de la sécurité dans la ville et la réduction de la criminalité constituent deux objectifs importants pour la municipalité. Dans le cadre du programme « Faire des choix pour la ville », approuvé par la coalition entre le PvdA, le VVD et la GL en avril 2010, un volet consacré à la sécurité, le Veiligheidsplan, est développé pour la période 2012-2014. L'objectif de ce programme est de réduire la criminalité en ciblant plusieurs quartiers et types de crimes, parmi lesquels la prostitution et la traite des êtres humains, la discrimination et les crimes racistes, ou encore la violence domestique. En 2007, la mairie lance également un programme de réhabilitation de l'hypercentre baptisé « Project 1012 », dont deux des principales cibles sont la prostitution et la vente libre de drogues douces.
À partir de 2012, une série d'homicides liés à la mafia marocaine voit le jour dans les différents quartiers d'Amsterdam pour le contrôle du trafic de cocaïne provenant régulièrement des ports de Rotterdam et d'Anvers. Des dizaines de morts sont constatées, pour la plupart des jeunes marocains. Selon le journal The Guardian, la ville d'Amsterdam serait la ville avec le plus haut taux d'assassinat ciblés en Europe de l'Ouest. Cependant, The Economist Intelligence Unit estime qu'Amsterdam est la ville la plus sûre d'Europe en 2019, la positionnant au quatrième rang mondial.

### Statut de capitale du pays
À l'instar du Bénin, de la Bolivie et de la Côte d'Ivoire, la capitale des Pays-Bas n'est pas le siège du gouvernement. En effet, le siège du gouvernement, le Parlement (Binnenhof), la Cour suprême et le palais du Roi ont toujours été situés dans la ville de La Haye, dans la province de Hollande-Méridionale, à l'exception d'une brève période entre 1808 et 1810 sous Louis Bonaparte. Par conséquent, les ambassades étrangères s'y trouvent également. Amsterdam ne doit son statut de capitale du pays qu'à une seule et unique mention dans la Constitution néerlandaise, juxtaposant le terme de « capitale » et « Amsterdam ». Ainsi, à l'article 32 du chapitre 2 de la Constitution, il est fait mention que le Roi (ou la Reine) prête serment et est couronné dans « la capitale d'Amsterdam » (de hoofdstad Amsterdam). Les précédentes versions de la constitution ne mentionnaient que « la ville d'Amsterdam » (de stad Amsterdam), sans aucune mention d'une quelconque capitale. En outre, Amsterdam n'est pas non plus la capitale de la province de Hollande-Septentrionale, rôle tenu par la ville d'Haarlem. Amsterdam reste néanmoins la plus grande ville des Pays-Bas, ainsi que le centre économique et touristique du pays.

### Partenariats internationaux
La ville d'Amsterdam a développé un ensemble de partenariats et programmes de coopération avec plusieurs villes et pays au niveau mondial. L'objectif premier de ces partenariats est de renforcer le positionnement culturel et économique de la ville au travers d'un transfert de compétences et d'expertise. La coopération entre la municipalité et les villes partenaires s'adresse en premier lieu à trois grands groupes de pays :
- les pays d'origine de minorités significatives de la ville (Suriname, Antilles néerlandaises, Ghana, Turquie, Maroc) ;
- les pays de l'Union européenne ;
- les pays émergents (Brésil, Chine, Inde, Viêt Nam et Corée du Sud).

Les principaux partenariats sont listés ci-dessous :
- Paramaribo (Suriname), depuis 2002[136]
- Accra (Ghana), depuis 2004[137]
- Beira (Mozambique), jusqu'en 2005
- Casablanca (Maroc) et  Fès (Maroc), depuis 2003[136]
- Kocaeli (Turquie)[136] et  Izmit (Turquie), depuis 1999 et 2000[138]
- Managua (Nicaragua)[139]
- Willemstad (Curaçao)[140]
- São Paulo (Brésil), depuis 2014[141]
- Budapest (Hongrie), depuis 2003[136]
- Sofia (Bulgarie), depuis 2004[136]
- Riga (Lettonie), depuis 2003[142]
- Pékin (Chine), depuis 1994[143]
- Séoul (Corée du Sud)[144]
- San Francisco (États-Unis)[145]
- Paris (France)[146],[142]
- Zapopan (Mexique) depuis 2011 [147]

## Économie et rayonnement

### Centre économique et financier de premier plan

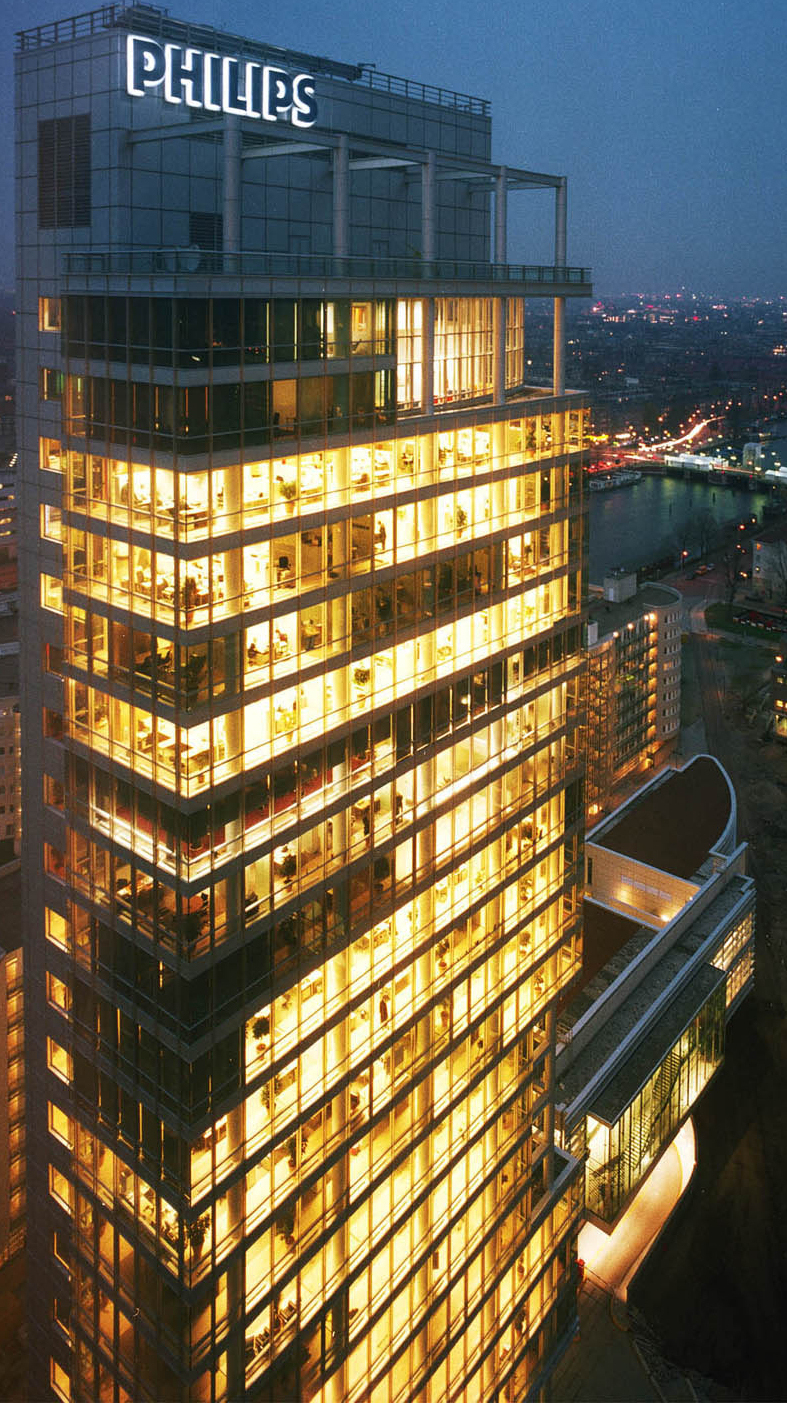
Le siège de Philips est situé à Amsterdam.

Amsterdam est la capitale financière et commerciale des Pays-Bas, et constitue la cinquième ville d'affaires d'Europe après Paris, Londres, Francfort et Bruxelles. La ville se classe également au cinquième rang du classement Bloomberg Businessweek des meilleures villes européennes où s'implanter pour les entreprises, toujours derrière le même trio de tête, et juste derrière Barcelone. Les principales qualités de la ville qui ressortent du classement sont la diversité des langues parlées, ainsi que l'accès aux marchés et la qualité des infrastructures de transport, à la fois nationales et internationales. Beaucoup de grandes entreprises et banques néerlandaises y possèdent leur siège social, parmi lesquelles AkzoNobel, Heineken, le groupe ING, Ahold, TomTom, Delta Lloyd ou Philips. Le siège mondial de l'entreprise américaine KPMG, ainsi que celui de la KLM sont situés dans la ville voisine d'Amstelveen, où de nombreuses entreprises non néerlandaises se sont également installées, pour bénéficier de loyers moins élevés et se rendre propriétaire de leur terrain, chose rendue difficile par les tarifs prohibitifs appliqués à Amsterdam.
Bien que de nombreuses petites entreprises soient toujours situées autour des anciens canaux, celles-ci se délocalisent de plus en plus à l'extérieur du centre-ville. Le nouveau quartier d'affaires Zuidas (« Axe du Sud ») est devenu le nouveau centre névralgique du secteur financier et juridique. Cinq des plus grands cabinets d'avocats et des cabinets de conseils des Pays-Bas y sont en effet installés, à l'instar de Boston Consulting Group ou d'Accenture. Il existe trois autres centres financiers secondaires. Le premier, situé au nord-ouest autour de la gare de Sloterdijk, accueille notamment le journal De Telegraaf, Deloitte, l'entreprise municipale de transports publics (Gemeentelijk Vervoersbedrijf) et les services du fisc néerlandais (Belastingdienst). Le deuxième est localisé autour de la Johan Cruyff Arena, au sud-est, alors que le troisième est centré autour de la gare d'Amsterdam-Amstel avec notamment le siège social de Philips. La Bourse d'Amsterdam (AEX) est également un centre névralgique de l'activité amstellodamoise, située en plein le centre-ville entre la gare centrale et le Dam. La plus ancienne bourse du monde, qui fait maintenant partie d'Euronext, est restée l'une des plus grandes bourses européennes.
Amsterdam est également une destination très prisée pour la tenue de congrès internationaux et de réunions d'affaires. En 2009, les hôtels et centres de congrès de la ville ont accueilli, selon le Bureau des Congrès d'Amsterdam, 515 réunions internationales de plus de quarante participants et d'une durée minimale de deux jours. Ouvert en 1961, le RAI Amsterdam, situé dans l'arrondissement de Zuid, accueille chaque année une cinquantaine de congrès internationaux et environ soixante-dix salons et expositions. Une douzaine de festivals complète la programmation. Au total, cela représente une fréquentation annuelle de l'ordre de 1,5 million d'entrées.

### Qualité de vie
Amsterdam est régulièrement citée parmi les principaux centres économiques mondiaux et parmi les villes les plus dynamiques et agréables à vivre.
Selon la classification des villes mondiales établie par le groupe de travail Globalization and World Cities (GaWC) de Jon Beaverstock, Richard G. Smith et Peter J. Taylor en 1998, Amsterdam se classe parmi les « villes alpha ». Elle figure toujours dans cette catégorie dans la version actualisée de l'étude de 2010 aux côtés entre autres de Milan, Pékin, Los Angeles, Francfort et Moscou. Dans le Global Power City Index réalisé par The Mori Memorial Foundation de Tokyo en 2012, Amsterdam figure au septième rang mondial d'un classement reposant sur six familles de critères distinctes (Économie, recherche et développement, rayonnement culturel, habitabilité, environnement et accessibilité). En 2012 également, Amsterdam se classe au 17e rang mondial du Global City Competitiveness Index de The Economist Intelligence Unit sur la base de la capacité à attirer les capitaux, les entreprises, les talents ainsi que les visiteurs. De même, le cabinet de conseil en stratégie A.T. Kearney fait figurer Amsterdam au 26e rang de son Global Cities Index sur la base de cinq critères (activité économique, capital humain, échange d'informations, rayonnement culturel et engagement politique).
Sur le plan de la qualité de vie, Amsterdam figure au deuxième rang mondial de l'étude Best cities ranking and report de l'Economist Intelligence Unit derrière Hong Kong et au onzième rang du classement City
Rankings Survey établi par le cabinet de conseil Mercer. Les deux études furent réalisées respectivement en 2012 et 2014. Ce que mettent en avant les divers travaux sociologiques, c'est, au-delà de la richesse culturelle de la ville, et de ses atouts aquatiques naturels, l'engagement pris par ses habitants pour améliorer le cadre de vie de la communauté. Ainsi, à titre d'exemple, l'association citoyenne Bankjescollectief, propose, chaque premier dimanche du mois en été, d'installer des bancs mobiles en bas des immeubles pour y créer un espace de voisinage. Cependant, certains habitants prennent eux-mêmes certaines initiatives, dont la plus connue reste, à Amsterdam, l'arrosage des plantes de la chaussée urbaine devant son logement.

### Activités portuaires

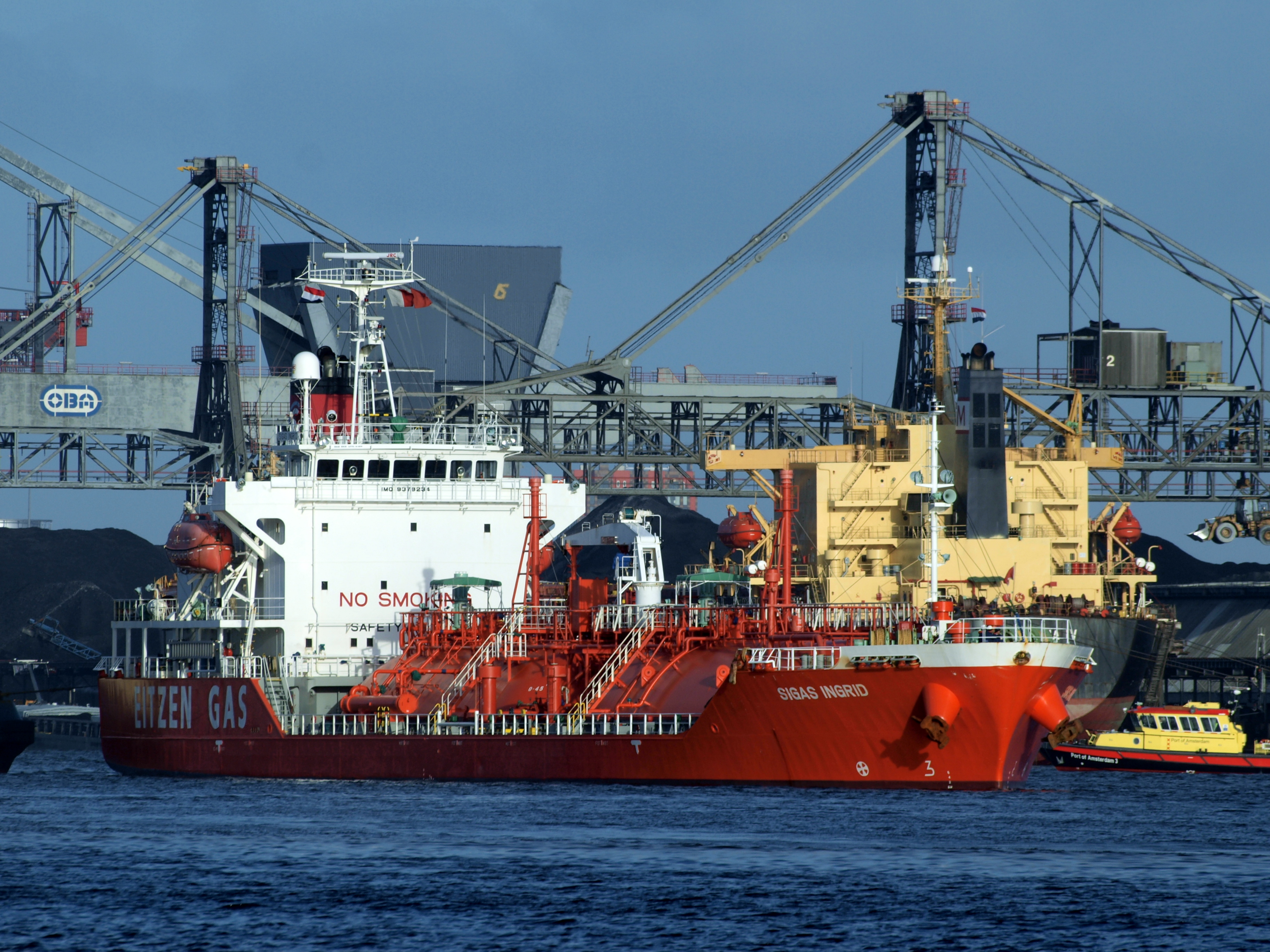
Le port d'Amsterdam est le quatrième plus grand port de marchandises d'Europe.

Le port d'Amsterdam est le deuxième des Pays-Bas, derrière celui de Rotterdam. Sur la base des chiffres de 2010, il se classe au quatrième rang européen sur la base du tonnage de marchandises, derrière ceux d'Anvers et de Hambourg. Il est situé sur le canal de la Mer du Nord et sur les rives de l'IJ. Par le canal de la Mer du Nord il est relié à la mer du Nord, tandis que Le Helder est accessible par le canal de la Hollande-Septentrionale ; par l'IJ il est relié au Markermeer et à l'Ĳmeer et à la Rhénanie par le canal d'Amsterdam au Rhin. L'un des avantages de la localisation du port est que la zone portuaire n'est pas soumise aux marées, étant uniquement accessible via les écluses d'IJmuiden qui se situent à l'est du port d'IJmuiden (qui lui est soumis aux marées). Il se trouve à un niveau inférieur de deux mètres aux grandes marées.
Jadis grand port de mer pour les expéditions vers les Indes orientales ou occidentales, Amsterdam voit ses entrepôts gorgés de marchandises coloniales se transformer en monuments historiques à l'Entrepotdok. Les tableaux accrochés dans les demeures de riches marchands rejoignent au cours du temps les musées. Menacé par le voisinage du port géant de Rotterdam, Amsterdam réagit en modernisant ses vétustes installations d'ancien port colonial.

### Tourisme

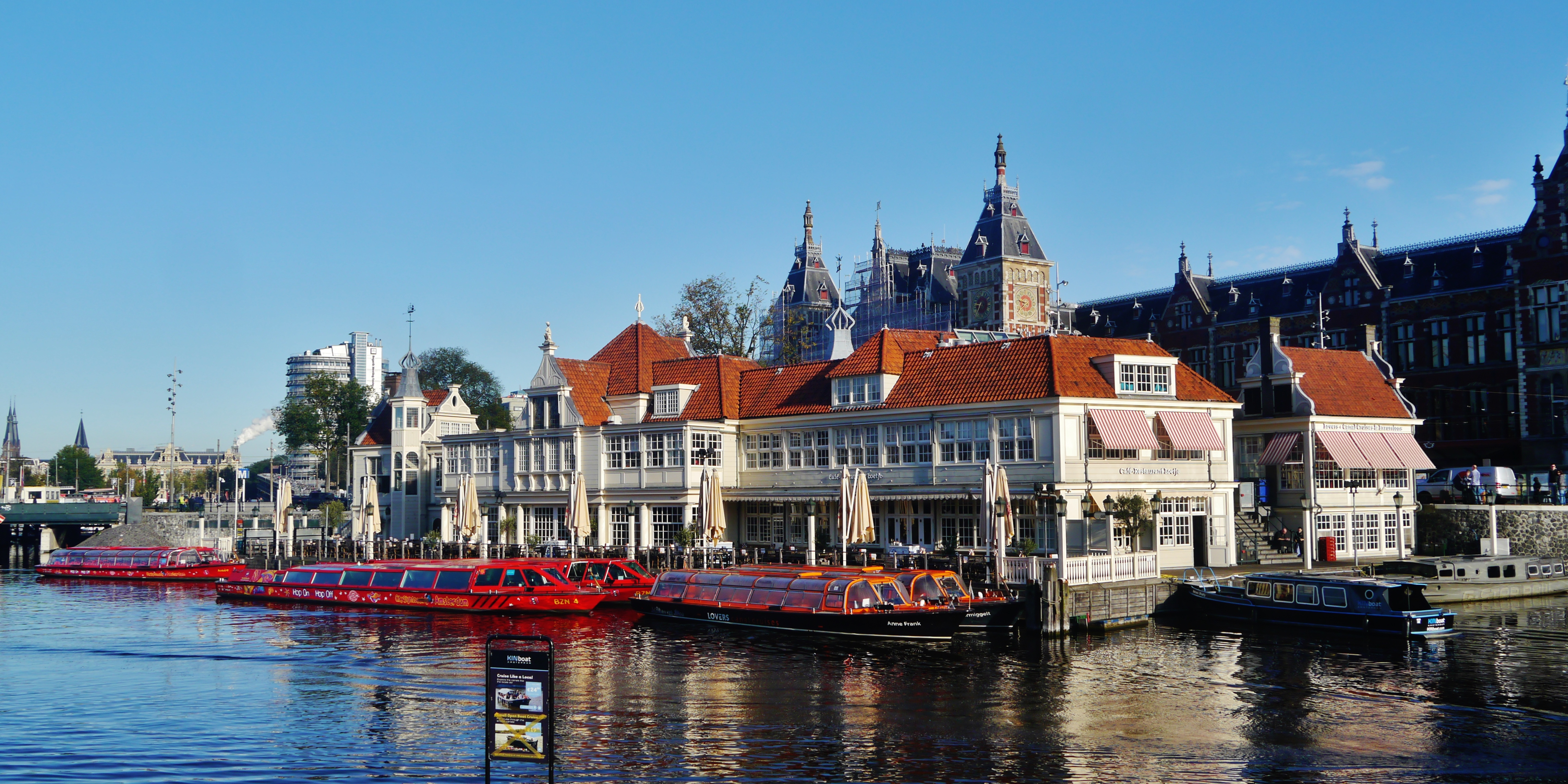
Les bureaux principaux de l'office du tourisme d'Amsterdam, en face de la gare centrale.

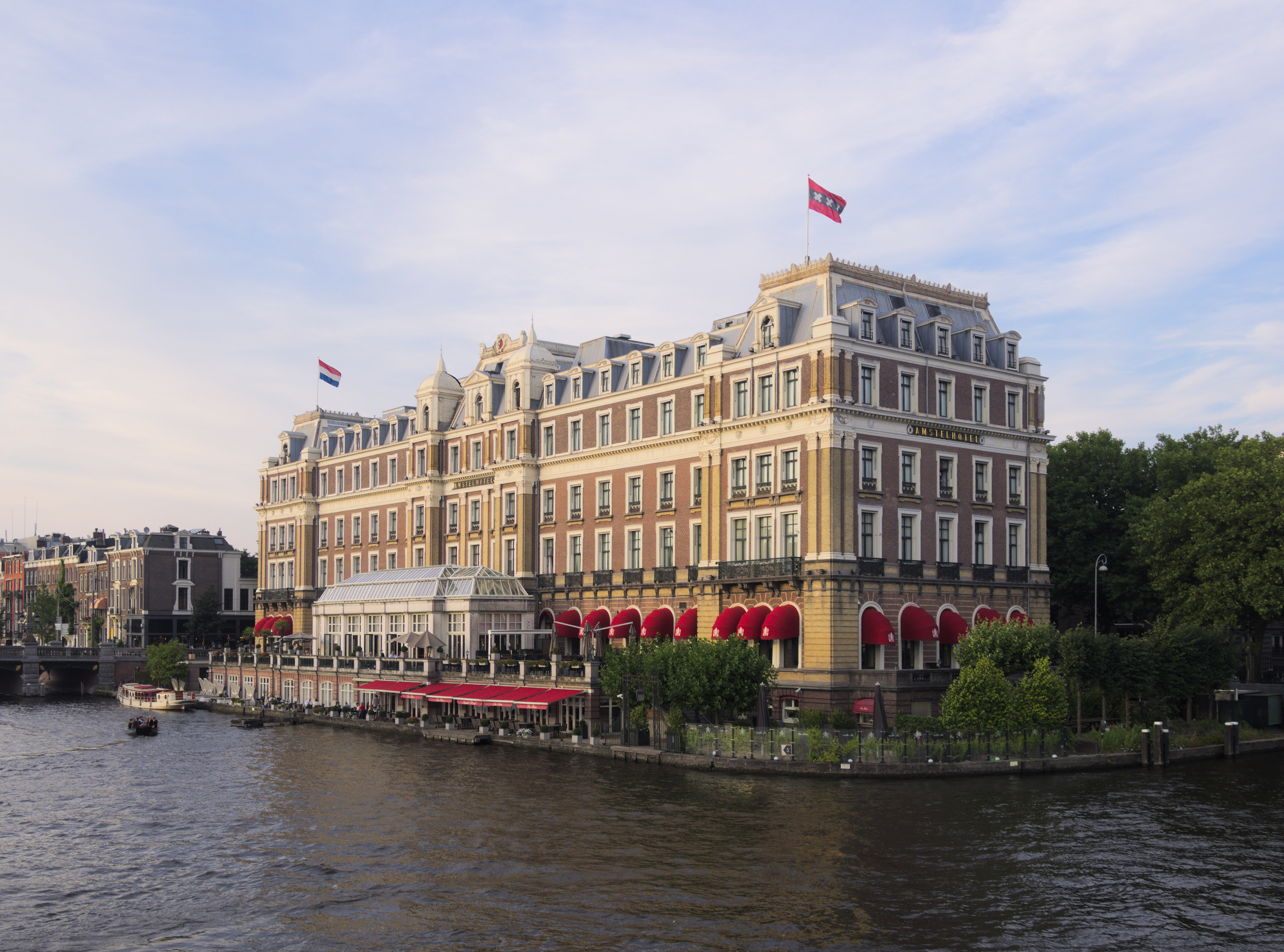
L'Amstel Hotel, géré par InterContinental, est l'un des hôtels les plus connus d'Amsterdam.

Amsterdam est l'une des destinations touristiques les plus prisées d'Europe avec près de 5,3 millions de visiteurs ayant séjourné dans un hôtel ou une auberge en 2012, contre 4,6 millions en 2009. Il faut noter que ce chiffre n'inclut pas les quelque seize millions de personnes qui ne visitent la ville qu'une journée sans y séjourner. Au total, le secteur du tourisme concentre quelque 51 300 emplois (soit 9 % du total). Le nombre de visiteurs annuels est en constante augmentation depuis une dizaine d'années, ce qui s'explique principalement par l'afflux de visiteurs européens qui constituent à eux seuls 76 % des touristes. Au sein de cette catégorie, les Néerlandais (19 %), les Britanniques (13 %) et les Allemands (11 %) en constituent les principaux contingents. Sur la base de l'origine de la clientèle des hôtels, les Américains constituent le plus grand groupe de touristes non-européens avec 11 % des visiteurs.
Après l’arrivée du Covid-19, la ville a élaboré un programme en sept points en faveur du développement d’un tourisme durable d’ici 2025, anniversaire de ses 750 ans, car elle « ne veut plus accueillir des personnes venues seulement pour faire la fête » sans respect pour les habitants, et recevoir plus de touristes dits « de qualité ». En 2023, la ville lance une grande campagne de dissuasion du tourisme festif, à destination en particulier du Royaume-Uni ainsi que de ses voisins européens. La municipalité interdit notamment la consommation du cannabis dans les rues du Quartier rouge, associant cette mesure à un renforcement des restrictions sur l'alcool.
La ville est huitième au classement des vingt villes les plus vertes établi en 2021 par le site spécialisé European Best Destinations,. Au 1er juillet 2012, elle comptait 398 hôtels offrant plus de 24 200 chambres et plus de 52 000 lits. Cependant, le classement des endroits où ne pas aller, pour les préserver, du guide américain Fodor's,, mentionne explicitement Amsterdam dans un groupe de villes et lieux à éviter.
Les deux tiers des hôtels sont localisés dans le centre-ville avec un taux d'occupation des chambres de l'ordre de 75 % en 2011, contre 72 % en 2010. Cela représente une forte hausse par rapport à 2009 (69 %), mais toujours moins que le record de 2006 (78 %). Ces chiffres doivent cependant être mis en regard avec la forte hausse de l'offre en hôtels, le nombre de chambres ayant augmenté de 8 % entre 2011 et 2012. Les principaux hôtels d'Amsterdam sont l'Amstel Hotel sur la rive droite de l'Amstel, l'American Hotel sur la Leidseplein, l'hôtel de l'Europe près de la Muntplein, le Conservatorium Hotel en face du Stedelijk Museum Amsterdam, ainsi que le Radisson Blu, proche du Kloveniersburgwal. Quatre campings également situés dans l'enceinte de la ville, sur un total de vingt-deux dans la région, attirent chaque année entre 12 000 et 65 000 campeurs.

### Drogues douces et prostitution

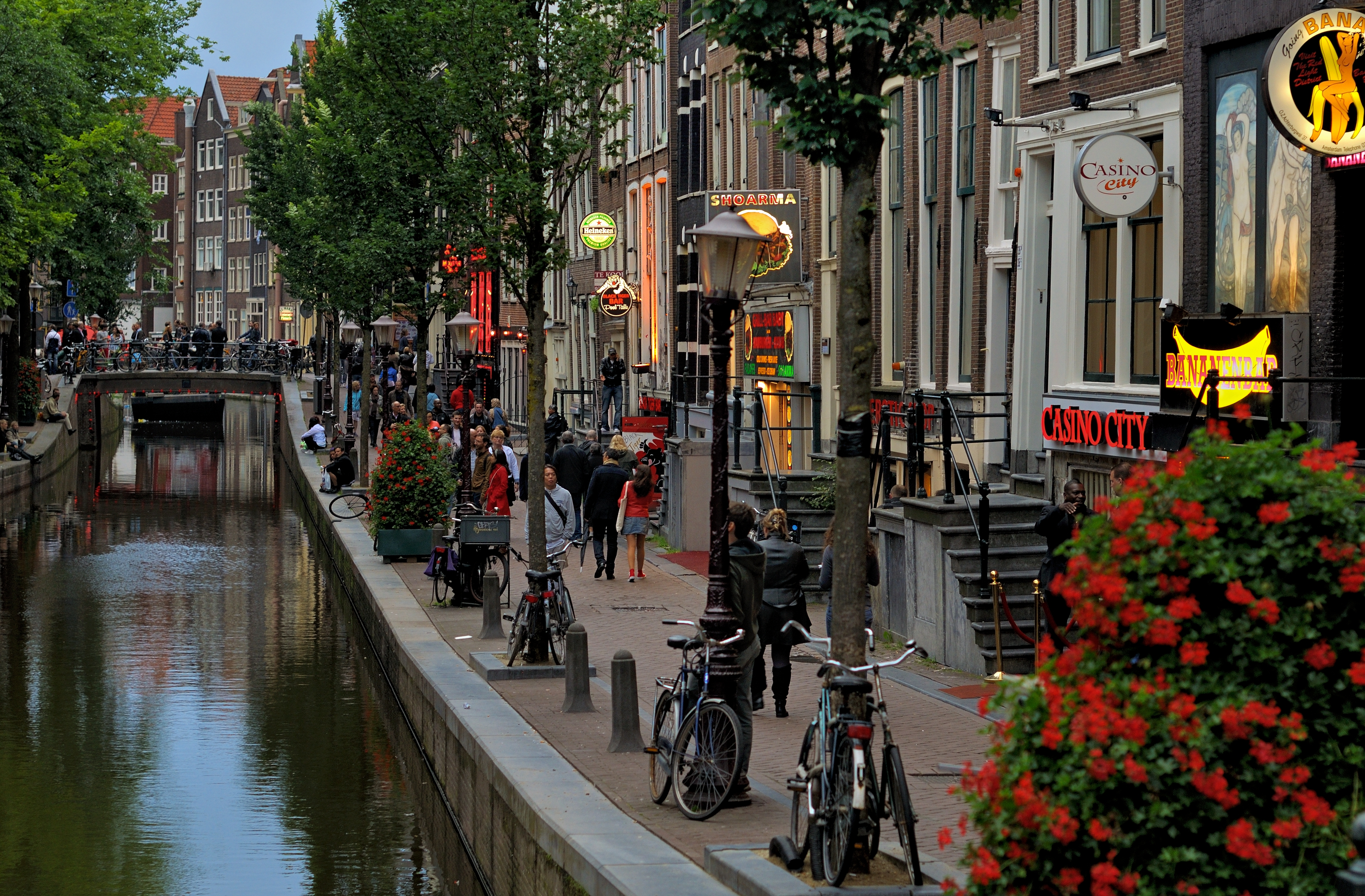
Vue de l'Oudezijds Achterburgwal, traversant De Wallen, quartier rouge amstellodamois.

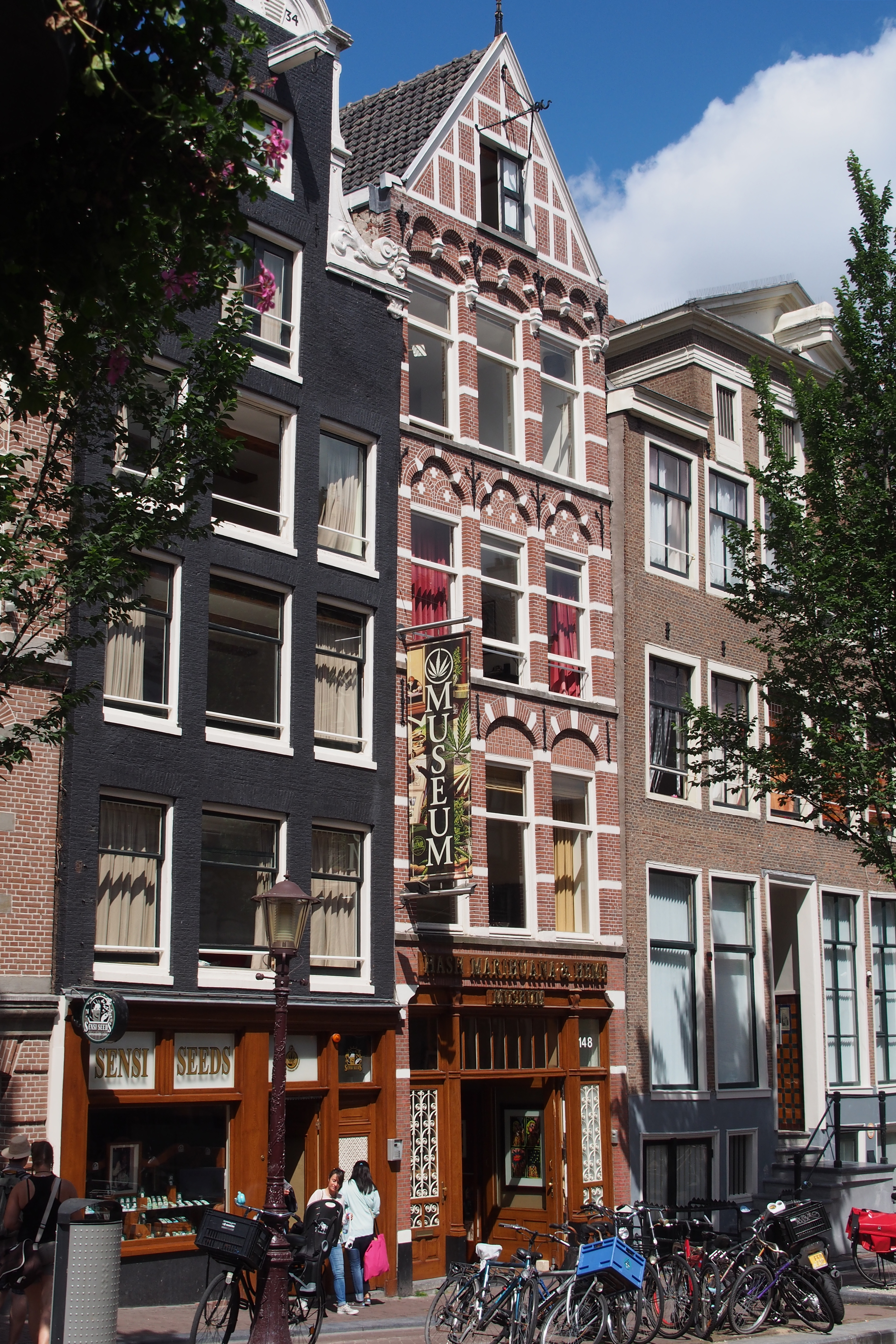
Le Hash Marihuana & Hemp Museum dans le centre-ville.

La prostitution, symbolisée par le « quartier rouge » d'Amsterdam, ainsi que la vente libre de drogues douces et principalement de cannabis dans les coffee shops, sont deux images traditionnellement associées à la ville d'Amsterdam. La prostitution légale est limitée géographiquement aux « quartiers rouges », qui consistent en un réseau de ruelles contenant plusieurs centaines de cabines louées par des travailleuses du sexe. Celles-ci offrent leurs services derrière une porte vitrée généralement éclairée de rouge. Le quartier rouge le plus connu d'Amsterdam est De Wallen, qui est devenu au fil des années une importante attraction touristique. Cependant, il est également possible de trouver des cabines dans le quartier du Spui et au sud du Singelgracht. En outre, Amsterdam n'est pas la seule ville des Pays-Bas dans laquelle il existe des quartiers rouges ; d'autres villes comme Rotterdam ou La Haye disposent également de leurs propres red light districts. Premier coffee shop de la ville, le Bulldog ouvre ses portes en 1975. Le nom de « coffee shop » est alors utilisé pour désigner un endroit où il était possible d'acheter des boissons chaudes comme des cafés tout en pouvant fumer du cannabis. De nombreuses autres enseignes ouvrent leurs portes par la suite, avec une croissance exponentielle qui porte leur nombre à près des 550 adresses au début des années 1990. À la date de décembre 2012, Amsterdam comptait quelque deux-cent-vingts coffee shops, soit plus du tiers du nombre total aux Pays-Bas, qui est d'environ six-cent-cinquante.
Au cours de l'été 2007, la mairie d'Amsterdam lance un programme de réhabilitation de l'hyper-centre (partie délimitée par le Singel), avec le double objectif d'y réduire la criminalité, et de mettre ses ressources en valeur. Ce programme, baptisé « Project 1012 », en référence au code postal de la vieille ville (binnenstad) englobe une multitude d'initiatives et mises à jour des textes de loi. La réduction de la prostitution, à la fois dans le quartier rouge du Singel, et dans celui de De Wallen, autour du Oudezijds Achterburgwal et des rues attenantes, ainsi que celle du nombre de coffee shops, constitue l'un des principaux axes du programme. L'objectif est ainsi de réduire de 40 % le nombre de vitrines, qui était de 482 en 2007. En ce qui concerne les débits de drogue, la municipalité s'est fixé pour objectif de fermer vingt-six coffee shops, en ciblant les adresses clés pour la réhabilitation du quartier, ainsi que les principaux axes de circulation. Pour ce faire, la ville dispose de la possibilité de ne pas renouveler les licences des propriétaires, qui sont octroyées pour une durée de trois ans. Les dernières licences ayant été délivrées le 1er septembre 2009, la fermeture des coffee shops n'est donc possible qu'entre le 1er septembre 2012 et le 31 août 2015. À l'échelle de l'ensemble de la ville, la municipalité espère en faire fermer soixante-dix, ce qui ramènerait leur nombre à environ cent-cinquante. La politique de restriction de l'accès aux coffee shops lancée par le gouvernement en 2012, et qui consiste à contrôler si les consommateurs sont résidents du pays, n'est pas appliquée à Amsterdam en date de septembre 2013. Les touristes étrangers peuvent donc y acheter librement des drogues douces. En novembre 2010, le bourgmestre de la ville, Eberhard van der Laan, s'oppose en outre à l'introduction d'une carte d'accès aux coffee shops (le wietpas) en expliquant qu'un tel système ne ferait que favoriser les trafics et la vente illégale dans les rues de la ville.

### Implantations importantes
Depuis 2019, la ville accueille le nouveau siège de l'Agence européenne des médicaments (AEM) à la suite de son déménagement de Londres en raison du Brexit.

### Boutiques et commerce de détail

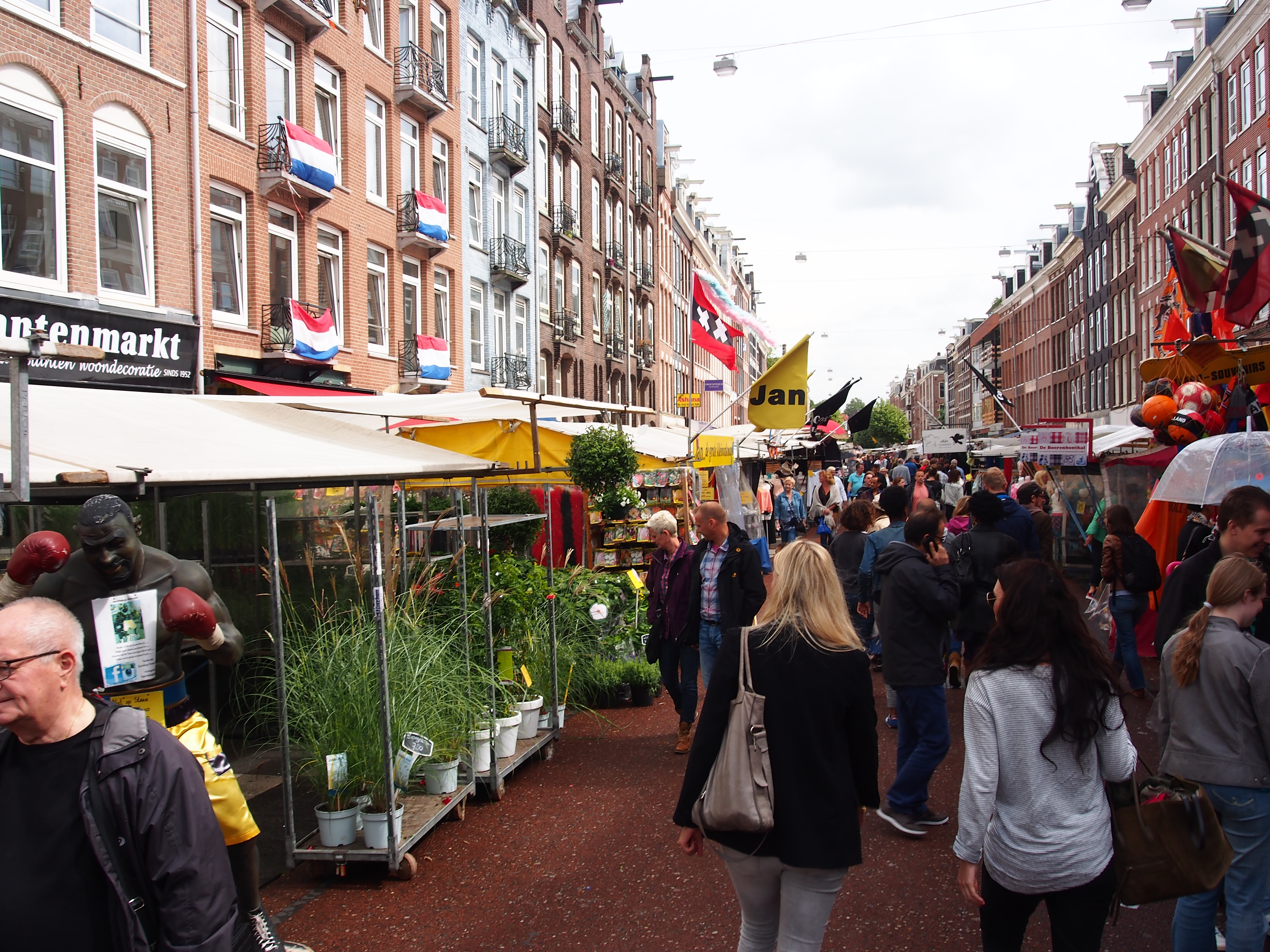
Vue du marché Albert Cuyp, principal marché en plein air de la ville et des Pays-Bas (De Pijp).

Les commerces d'Amsterdam vont des grands magasins comme De Bijenkorf fondé en 1870 ou la Maison de Bonneterie, un magasin de style parisien fondé en 1889, à de petites boutiques spécialisées. Les boutiques haut de gamme se trouvent principalement dans les rues Pieter Cornelisz Hooftstraat (souvent abrégée en « PC Hooftstraat » ou « PC ») et Cornelis Schuytstraat, situées à proximité du Vondelpark. Deux des rues les plus animées d'Amsterdam sont l'étroite rue médiévale de Kalverstraat, située en plein cœur de la ville à proximité de la place du Dam et Nieuwendijk qui correspond à son prolongement au nord de la place. Parmi les zones commerçantes principales, les Negen Straatjes (littéralement « Neuf petites rues ») sont constituées de neuf ruelles étroites au sein du Grachtengordel, le système de canaux concentriques. Warmoesstraat, l'une des plus anciennes rues de la ville, est connue pour ses nombreux coffee shops, sex shops et pour être le centre névralgique de la communauté cuir de la ville. Les rues de Haarlemmerdijk et Haarlemmerstraat sont pour leur part désignées comme meilleures rues commerçantes des Pays-Bas en 2011. Alors que les Negen Straatjes sont majoritairement dominées par les boutiques de mode, Haarlemmerstraat et Haarlemmerdijk offrent une très grande variété de magasins : bonbons, lingerie, chaussures de sport, vêtements de mariage, décoration intérieure, livres, vélos, skatewear, charcuterie italienne, etc.
Le Bloemenmarkt est un marché aux fleurs permanent. Situé sur le Singel et s'étendant entre la Muntplein et le Koningsplein, il constitue l'unique marché aux fleurs flottant au monde. Les boutiques sont situées sur des bateaux arrimés au bord du canal, ce qui est un héritage de l'époque à laquelle tous les arbres et plantes devaient être acheminés quotidiennement depuis l'extérieur de la ville via les canaux. La ville dispose également d'un grand nombre de marchés en plein air tels que le marché Albert Cuyp, Westerstraat, Ten Kate et le Dappermarkt. Certains de ces marchés fonctionnent quotidiennement, comme les marchés Albert Cuyp et Dapper, très prisés des touristes et reconnus pour la variété et l’exotisme des produits qui y sont proposés. D'autres, comme le marché de Westerstraat, sont organisés sur une base hebdomadaire.

### Brasseries: des artisans aux multinationales

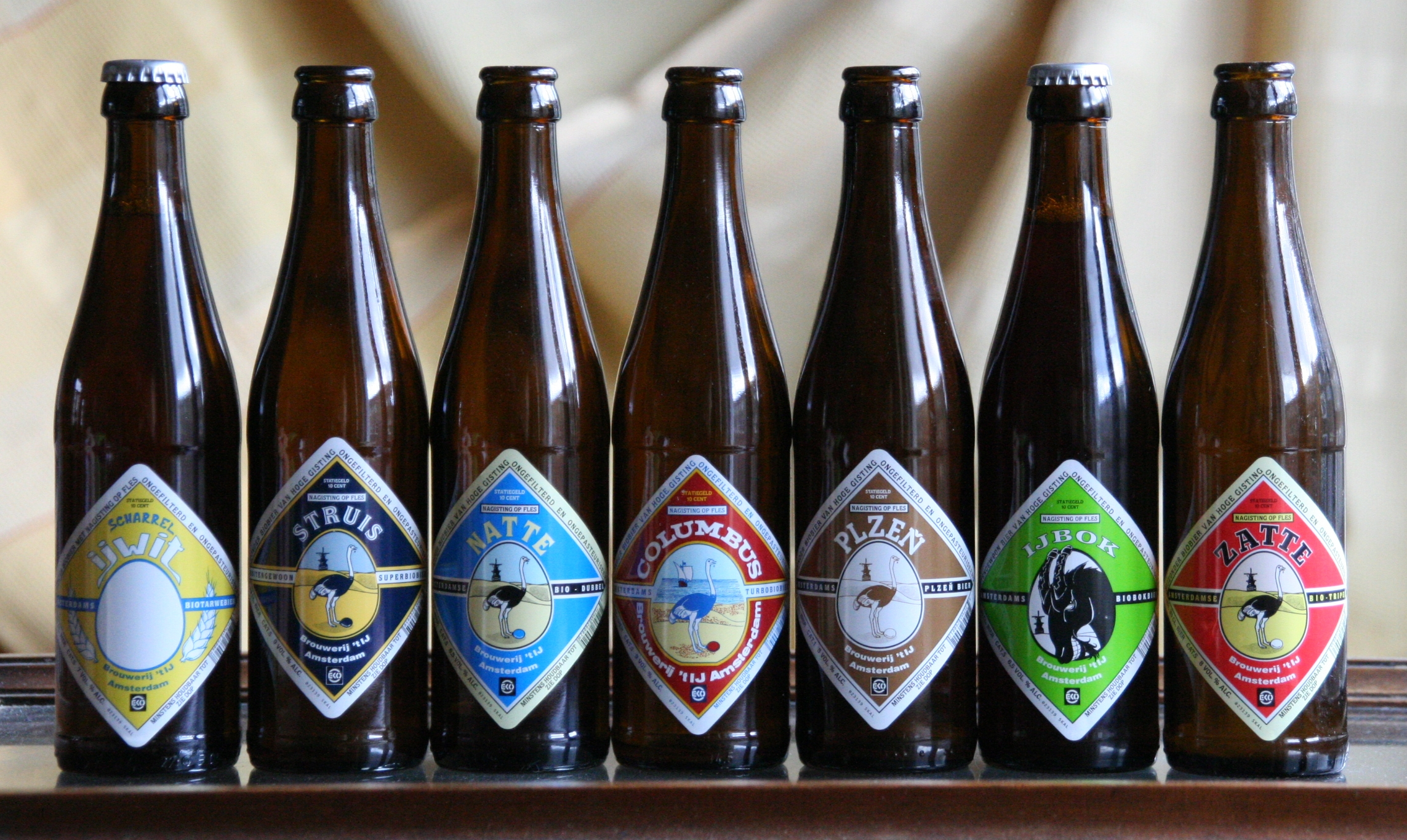
Aperçu de la gamme de bières artisanales de la Brouwerij 't IJ, en 2008.

La ville d'Amsterdam est caractérisée par la présence de nombreuses brasseries allant des petits établissements artisanaux indépendants aux plus grands groupes multinationaux. Le groupe Heineken International, troisième brasseur au niveau mondial (en 2011, part de marché mondial en volume de 8,8 %) derrière InBev (18,3 %) et SABMiller (9,8 %) et qui commercialise plus de deux-cent-cinquante marques de bières et cidres est ainsi basé dans la capitale néerlandaise, à proximité de sa brasserie historique qui a fermé ses portes en 1988 pour laisser place au Heineken Experience. La brasserie historique de la marque grand public Amstel se trouvait quant à elle sur le Mauritskade avant de déménager à Zoeterwoude.
Parmi les brasseries artisanales les plus populaires, la Brouwerij 't IJ, située à proximité du moulin de De Gooyer, propose une large gamme de bières biologiques. Elle brasse chaque année un volume supérieur à 200 000 litres. Sur le même modèle, la Brouwerij De Prael, de plus petite taille, se destine en priorité aux amateurs de bières spéciales. Organisé chaque année au mois d'avril, le Meibock Festival permet aux amateurs de déguster les meilleures bières de printemps des Pays-Bas et des régions alentour.

### Mode
Des marques de mode telles que G-Star, Gsus, BlueBlood, Iris van Herpen, 10Feet ou Warmenhoven & Venderbos, ainsi que des créateurs de mode comme Mart Visser, Viktor & Rolf, Sheila de Vries, Marlies Dekkers et Frans Molenaar sont basés à Amsterdam. Les agences de mannequins comme Elite, Touche et Tony Jones ont ouvert des succursales à Amsterdam. Il est à ce titre important de préciser que les top-modèles Yfke Sturm, Doutzen Kroes et Kim Noorda y ont commencé leur carrière.
Le point névralgique de la mode à Amsterdam est situé au World Fashion Center. Par ailleurs, des bâtiments du quartier rouge qui abritaient auparavant des maisons closes ont été convertis en ateliers pour les jeunes créateurs de mode tels qu'Eagle Fuel.

## Patrimoine et urbanisme

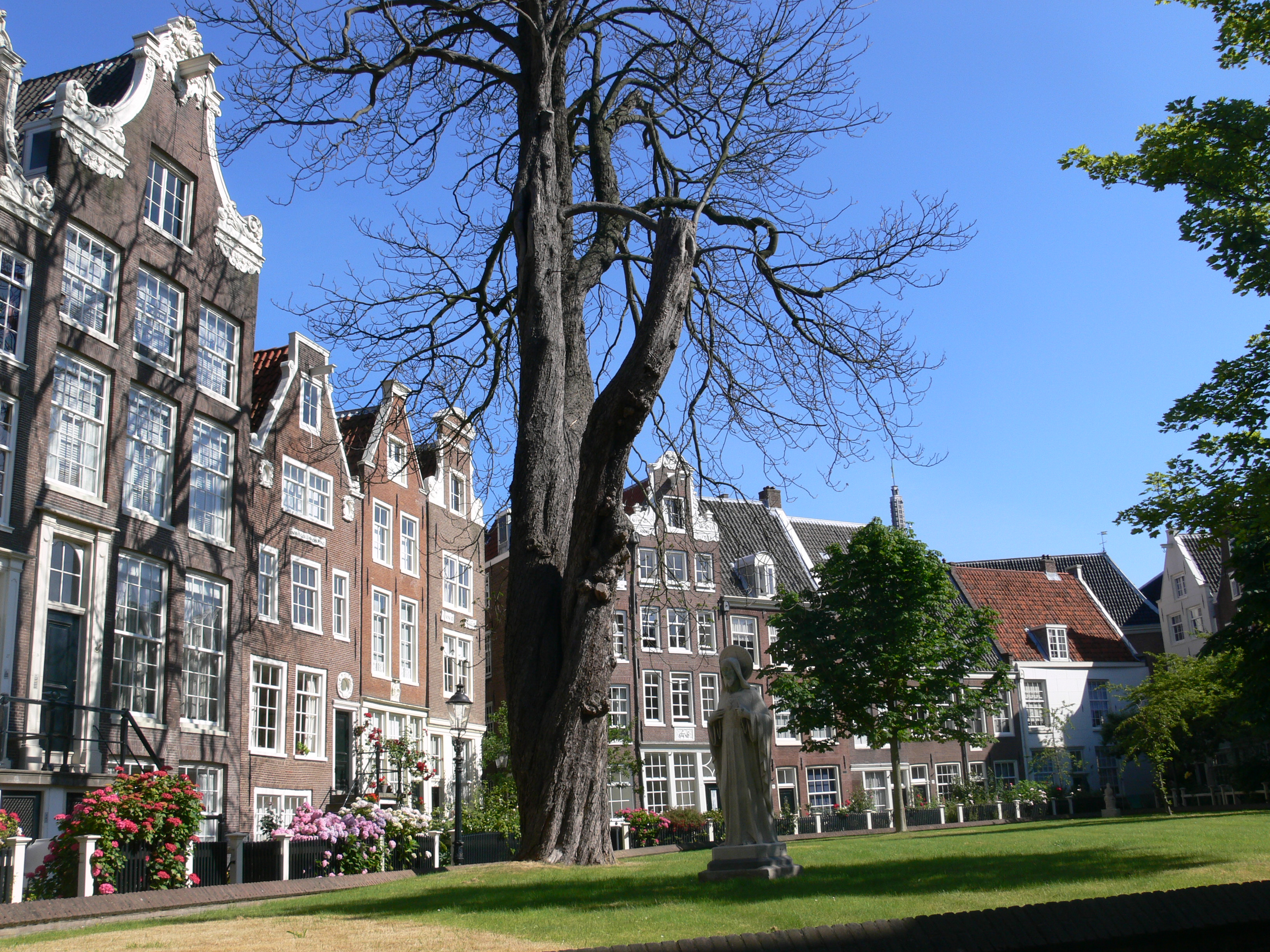
Le béguinage d'Amsterdam, situé au cœur de la ville, entre le Spui et le Nieuwezijds Voorburgwal.

La ville d'Amsterdam possède l'un des plus grands patrimoines culturels et architecturaux d'Europe. Comme presque toute la ville, canaux compris, se trouve sous le niveau de la mer, les bâtiments anciens ou modernes sont posés sur pilotis qui s'appuient sur des couches de sable plus ou moins profondes. La majeure partie de la ville est bâtie lors du siècle d'or néerlandais, le long des nouveaux canaux concentriques qui sont construits en grande partie grâce à la richesse accumulée par le commerce triangulaire. Jusqu'au XIXe siècle, la ville s'ouvre sur son port et sur le Zuiderzee, dont elle est séparée par la construction de la grande gare centrale posée sur 8 687 pilotis.
La ville des XVIIe et XVIIIe siècles, presque entièrement préservée, témoigne d'un plan d'expansion urbain qui est le plus grand et le plus homogène de son époque. Il constitue en cela un modèle de développement urbain à grande échelle, qui fut utilisé comme référence dans le monde entier jusqu'au XIXe siècle.
Amsterdam est aujourd'hui considérée comme une référence en matière d'urbanisme. Cela tient au fait que la croissance de la ville s'est effectuée de manière continûment planifiée depuis le XVIIe siècle, ce qui demeure une exception en Europe. En particulier, la ville a échappé au développement urbain anarchique qui a accompagné la révolution industrielle dans de nombreux pays du Vieux Continent, en partie en raison du retard pris par les Pays-Bas dans ce processus. La demande en logements de la ville a ainsi connu une forte croissance dans le dernier quart du XIXe siècle, à une période où l'urbanisme est devenu une préoccupation majeure. Par ailleurs, près de deux siècles se sont écoulés entre les plans d'agrandissement ambitieux du XVIIe siècle et la reprise démographique post révolution industrielle, ce qui a favorisé un développement harmonieux de la ville. Amsterdam compte également sur son territoire 8 moulins traditionnels, le plus connu mais non visitable étant De Gooyer.

### Architecture

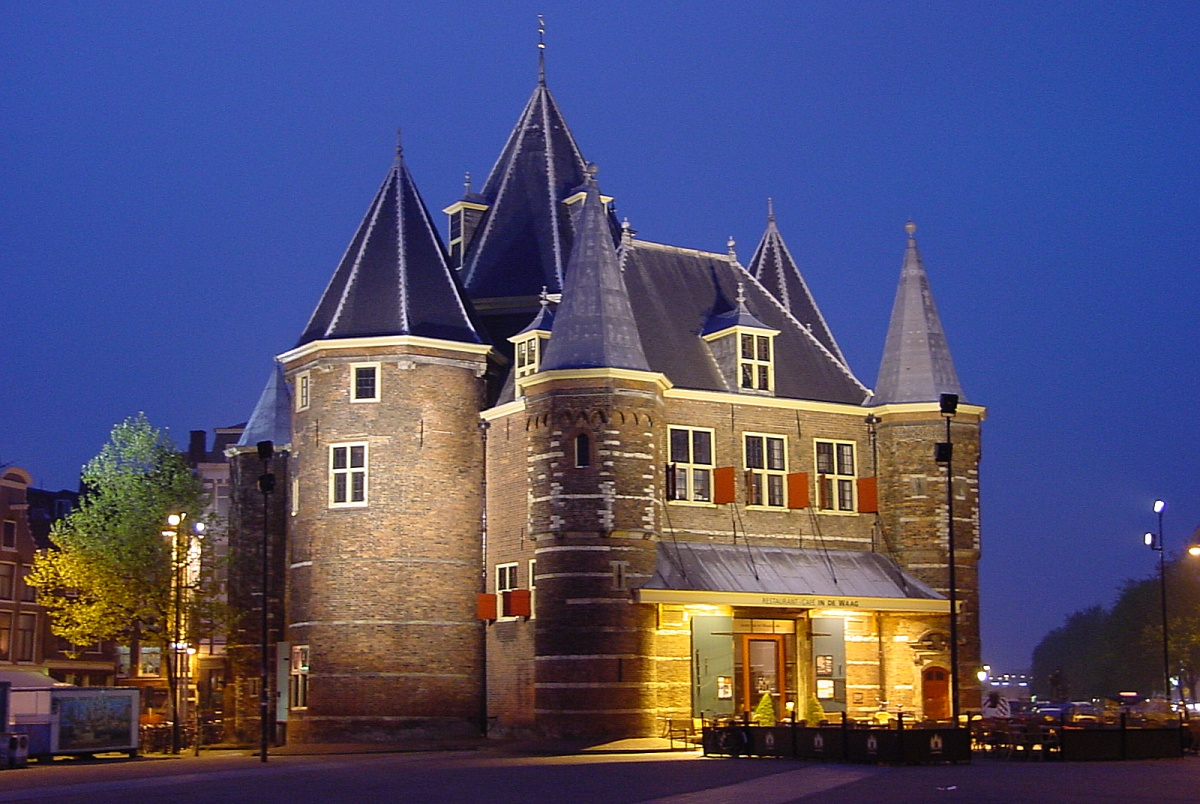
Vue de nuit de l’ancien hôtel municipal des pesées (Le « Waag » ou « le Poids public »). Fortin du Moyen Âge, transformé ensuite en musée, puis en restaurant depuis 2002.

Amsterdam possède une riche histoire architecturale dont l'une des meilleures illustrations est le bâtiment le plus ancien de la ville, la Oude Kerk (« vieille église »), située au cœur du quartier de De Wallen et qui a été consacrée en 1306. Le plus vieux bâtiment en bois remonte à 1425 ; il s'agit de la Houten Huys (« maison de bois » en ancien néerlandais) qui se trouve dans le Begijnhof. Il s'agit de l'un des deux seuls bâtiments en bois encore présents à Amsterdam et de l'un des rares exemples toujours visibles d'architecture gothique. En effet, les bâtiments en bois, trop vulnérables aux flammes, sont rasés au XVIe siècle pour laisser place à des matériaux non inflammables.
À cette même époque, de nombreux bâtiments sont construits dans le style architectural Renaissance. Les bâtiments de cette période sont très reconnaissables à leurs façades à pignons à gradins, caractéristiques de la Renaissance néerlandaise. Amsterdam développe même rapidement sa propre architecture Renaissance, qui repose sur les principes de l'architecte Hendrick de Keyser, à l'image de la Westerkerk, conçue selon ses plans. Au XVIIe siècle, à l'architecture baroque essaimant en Europe, symbole de la contre-réforme, est préféré le classicisme hollandais, quoique certaines églises baroques aient été édifiées et que le plan de certains palais aient subi l'influence du baroque. L'architecture néerlandaise connait alors son âge d'or, notamment grâce aux architectes Jacob van Campen, Philips Vingboons et Daniël Stalpaert. Vingboons conçoit notamment de splendides maisons de négociants à travers toute la ville.

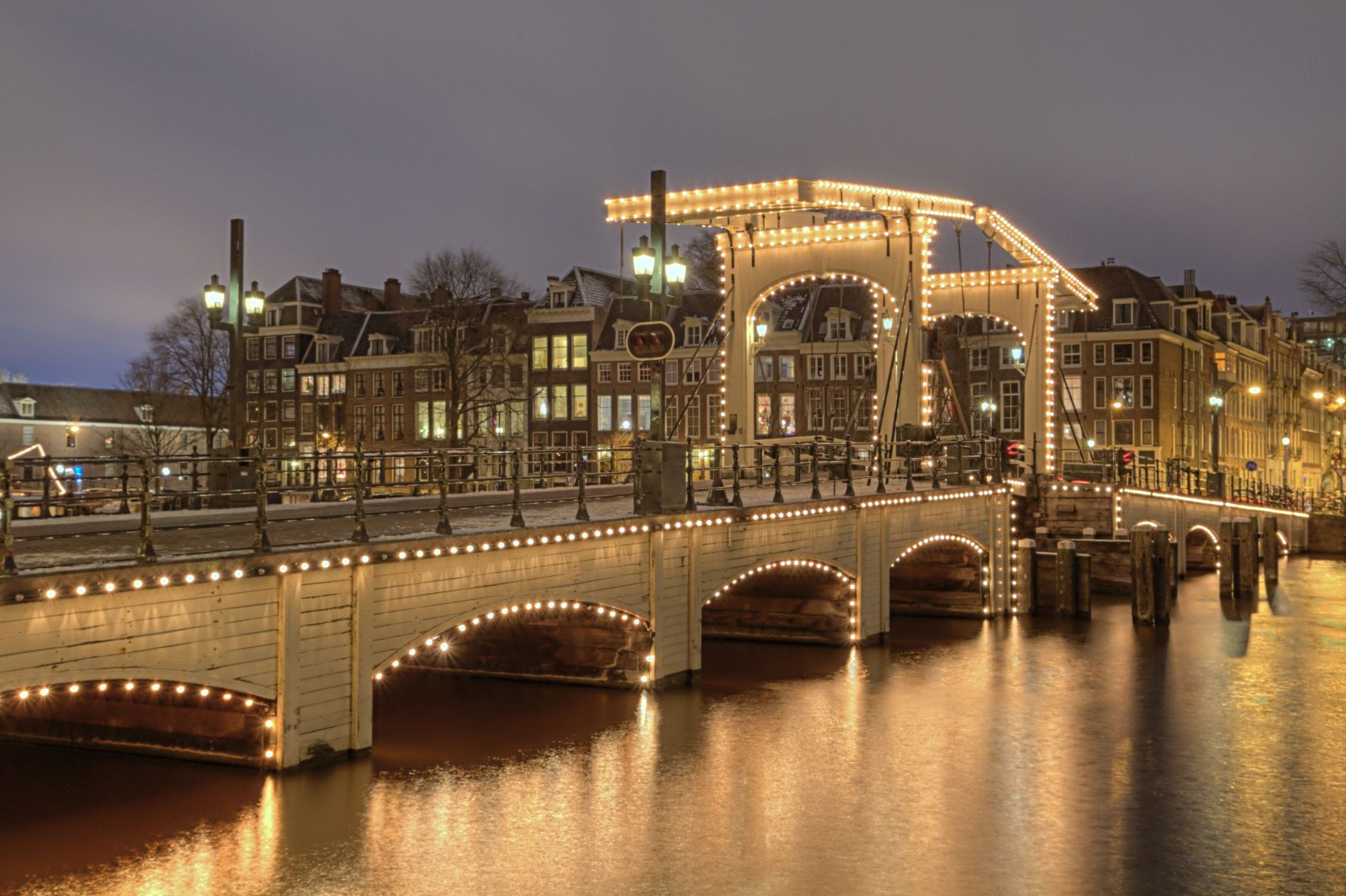
Vue du Magere Brug de nuit au mois de décembre.

Largement influencée par la culture française, une architecture classique sur laquelle est greffée de nombreux éléments de style rocaille se développe tout au long du XVIIIe siècle comme en témoigne la porte de Muiden construite en 1770 par Cornelis Rauws (nl). Vers 1815, les architectes rompent avec le style classique et commencent à construire des bâtiments de style néogothique. À la fin du XIXe siècle, le style Art nouveau devient à la mode et beaucoup d'architectes optent pour ce nouveau style très populaire. Du fait de la très forte expansion de la ville d'Amsterdam à cette époque, beaucoup de bâtiments arborent ce style à proximité du centre-ville ou autour de Museumplein. L'œuvre architecturale la plus complète du XIXe siècle réalisée à Amsterdam, à savoir la Bourse, construite de 1898 à 1903 et conçue par Berlage, ne se rattache pourtant pas au mouvement Art nouveau, mais plutôt à un rationalisme sans concession (ou presque) qui influencera grandement le cours de l'architecture néerlandaise à l'aube du XXe siècle.
L'école d'Amsterdam prendra un essor considérable peu avant la Première Guerre mondiale, sous l'impulsion de Michel de Klerk. Ce courant peut se rattacher à l'architecture expressionniste, et prendra fin au début des années 1920, l'immeuble collectif Het Schip (construit en 1921) constituant tout à la fois la dernière réalisation de l'école d'Amsterdam et l'œuvre la plus aboutie de Michel de Klerk. L'une des caractéristiques notables du style de l'École d'Amsterdam est l'emploi purement décoratif de la brique en façade afin d'aboutir à une architecture scupturale. Dans l'entre-deux-guerres, de nombreuses réalisations architecturales inspirées par l'expressionnisme et par l'Art déco verront le jour notamment dans le quartier du Rivierenbuurt.
Le vieux centre-ville constitue donc un vaste creuset qui regroupe tous les styles architecturaux d'avant la fin du XIXe siècle. L'architecture à tendance expressionniste et moderniste (parfois teintée d'Art déco) se retrouvent quant à eux principalement à l'extérieur du centre-ville dans les quartiers construits au début du XXe siècle. La majorité des bâtiments historiques du centre-ville est constituée d'édifices à pignons, dont les grandes maisons de marchands qui bordent les canaux constituent la meilleure illustration.
Les façades à pignons de formes différentes signent les architectures de chaque époque :
- 1200-1550 : maison en bois avec pignon en pointe : seuls deux maisons de ce type subsistent.
- 1570-1600 : pignon à grotesques échancrés. Ce sont les plus anciennes façades en briques.
- 1620-1720 : pignon en pointe aplatie employé tout spécialement pour les entrepôts.
- 1600-1665 : pignon à redents. Jusqu'en 1665, la ville en est pleine, mélangés aux maisons en bois.
- 1660-1790 : pignon à courbes. Fronton en forme de segment, les extrémités sont festonnés de guirlandes en grès.
- 1640-1670 : pignon à volutes rehaussées. Mélange de volutes simples et de redents.
- 1670-1800 : pignon à corniche décorée. Une petite porte peut donner accès aux combles.

### Canaux concentriques
Le système de canaux d'Amsterdam est le résultat d'une politique d'urbanisme réfléchie. Au début du XVIIe siècle, lors de l'apogée de l'immigration, un plan complet est élaboré sur la base de quatre demi-cercles concentriques de canaux dont les extrémités émergent dans la baie de l'IJ. Les travaux s'inscrivent dans un programme de développement ambitieux impliquant l'assèchement de terrains marécageux. Trois canaux sont réservés au développement résidentiel : le Herengracht (« canal des Seigneurs » en référence aux Heren Regeerders van de stad Amsterdam, les seigneurs régnants sur Amsterdam), le Keizersgracht (« canal de l'Empereur ») et le Prinsengracht (« canal du Prince »). Construits au cours du siècle d'or néerlandais, ils forment ce que l'on appelle la « courbure d'or » (Gouden bocht). Le quatrième et le plus périphérique des canaux est le Singelgracht, dont il est rarement fait mention sur les cartes dans la mesure où il s'agit d'un terme générique pour tous les petits canaux périphériques. Le Singel, ancien canal ceinturant la ville médiévale, est situé plus au centre de la ville, dans ce qui constitue l'hyper-centre (Binnenstad).
Les canaux sont longtemps utilisés pour la défense militaire, la gestion de l'eau et le transport. Les défenses de la ville n'ont, semble-t-il, jamais pris la forme de superstructures de maçonnerie, telles qu'une muraille par exemple, mais étaient plutôt composées de douves et de digues en terre percées de quelques portes aux points de transit. Si les plans originaux des canaux sont perdus, les historiens considèrent que l'arrangement en demi-cercles concentriques est davantage dû à des considérations pratiques et défensives, plutôt qu'à un but purement décoratif.
La construction du système de canaux, dans un premier temps jusqu'au Leidsegracht, commence dès 1613. Celle-ci se fait d'ouest en est, à la manière d'une toile d'araignée, et non de manière concentrique en partant du centre pour rejoindre l'extérieur. Les travaux de la dernière portion du canal entre le Leidsegracht et l'Amstel débutent entre 1658 et 1662, mais ne sont toujours pas totalement terminés en 1679. La partie orientale du réseau de canaux, correspondant à l'actuel Plantage ne voit cependant jamais le jour, et la ceinture de canaux ne rejoint pas directement la baie de l'IJ à l'est. À partir de la fin des travaux, des quartiers résidentiels y sont lentement édifiés. Au cours des siècles suivants, des parcs, des maisons pour personnes âgées, des théâtres et d'autres établissements publics s'y installent de manière quasi-anarchique. Au fil du temps, plusieurs canaux ont été comblés et ainsi transformés en rue ou en place, à l'instar de Nieuwezijds Voorburgwal ou du Spui.
Les canaux d'Amsterdam valent à la capitale des Pays-Bas son surnom de « Venise du Nord ». Ils s'étendent en effet sur plus de cent kilomètres, avec environ 1 700 ponts qui les traversent, reliant environ quatre-vingt-dix îles. Les quatre premiers canaux sont séparés par des bandes de terre de quatre-vingts à cent-cinquante mètres de largeur, tandis que la distance entre le quatrième et le cinquième peut aller jusqu'à environ cinq-cent-cinquante mètres (limite nord du quartier de Jordaan). Ces canaux sont également reliés par d'autres qui leur sont perpendiculaires, comme le Brouwersgracht, le Leidsegracht ou le Reguliersgracht. Le 14 juin 2010, les canaux d'Amsterdam obtiennent le label de patrimoine mondial sous l'intitulé « Zone des canaux concentriques du XVIIe siècle à l'intérieur du Singelgracht ».

### Expansions successives

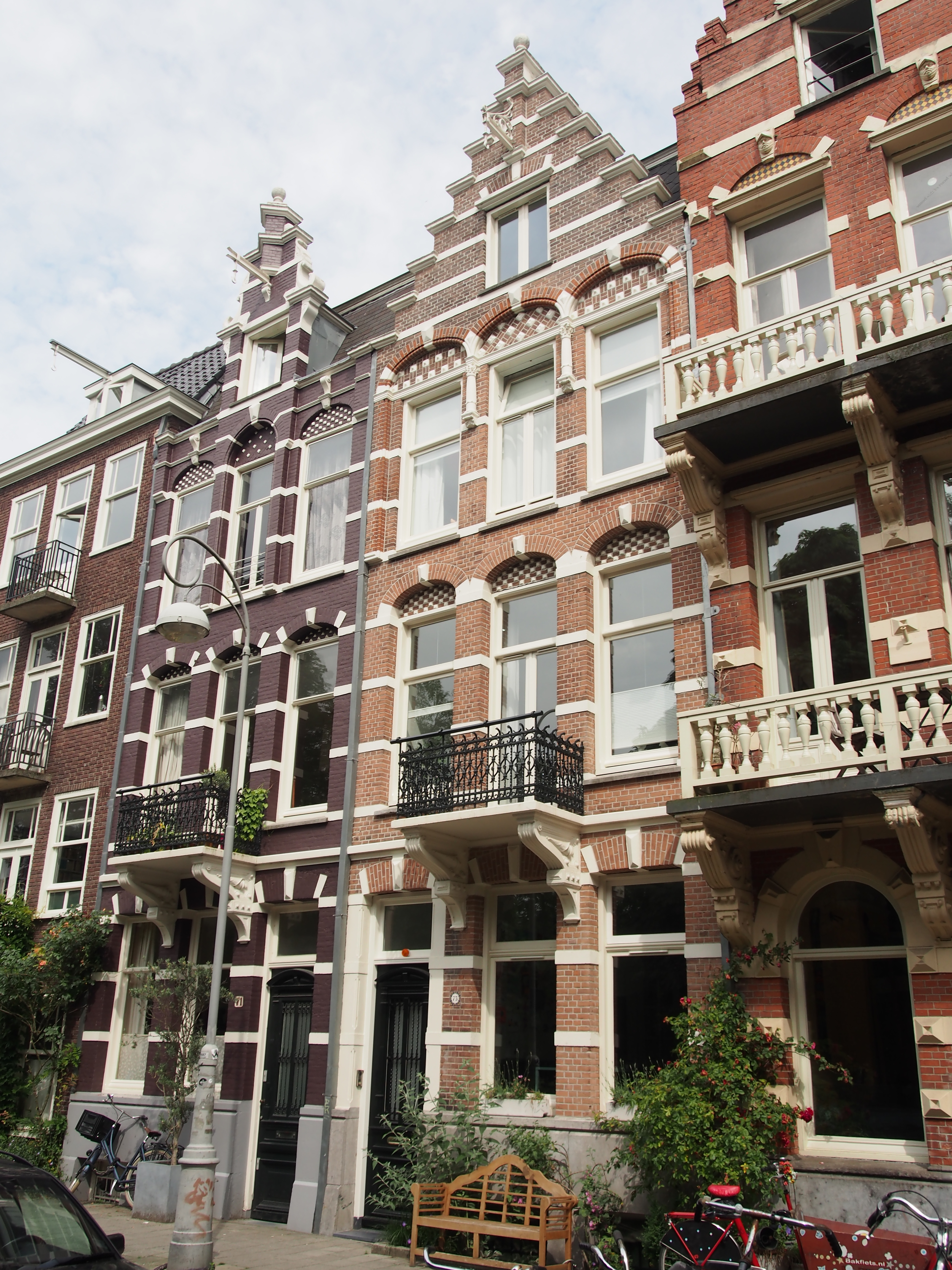
Le quartier de De Pijp, qui se développe au XIXe siècle.

Après le développement des canaux en deux phases au XVIIe siècle, la ville ne croît quasiment pas au-delà de ses frontières en l'espace de deux siècles. Au cours du XIXe siècle, Samuel Sarphati conçoit l'idée d'un développement calqué sur le plan du Paris et du Londres de l'époque. Il envisage ainsi de construire de nouvelles maisons, des bâtiments publics et un ensemble de rues immédiatement à l'extérieur du Grachtengordel. L'objectif principal reste néanmoins l'amélioration de la santé publique, alors assez médiocre. Bien qu'elle ne connaisse pas une forte expansion à cette époque, Amsterdam voit l'érection de plusieurs des grands bâtiments publics encore existant à ce jour[Quand ?], comme le Paleis voor Volksvlijt (« Palais de l'Industrie »),,. À la suite de Sarphati, Van Niftrik et Kalff conçoivent au XIXe siècle un anneau qui englobe tous les quartiers autour du centre de la ville, tout en conservant la propriété de toutes les terres qui séparent ce nouvel anneau de la limite de la ville du XVIIe siècle, pour mieux en contrôler le développement,. Par la suite, la plupart de ces nouveaux quartiers construits voient s'installer la classe ouvrière de l'époque.

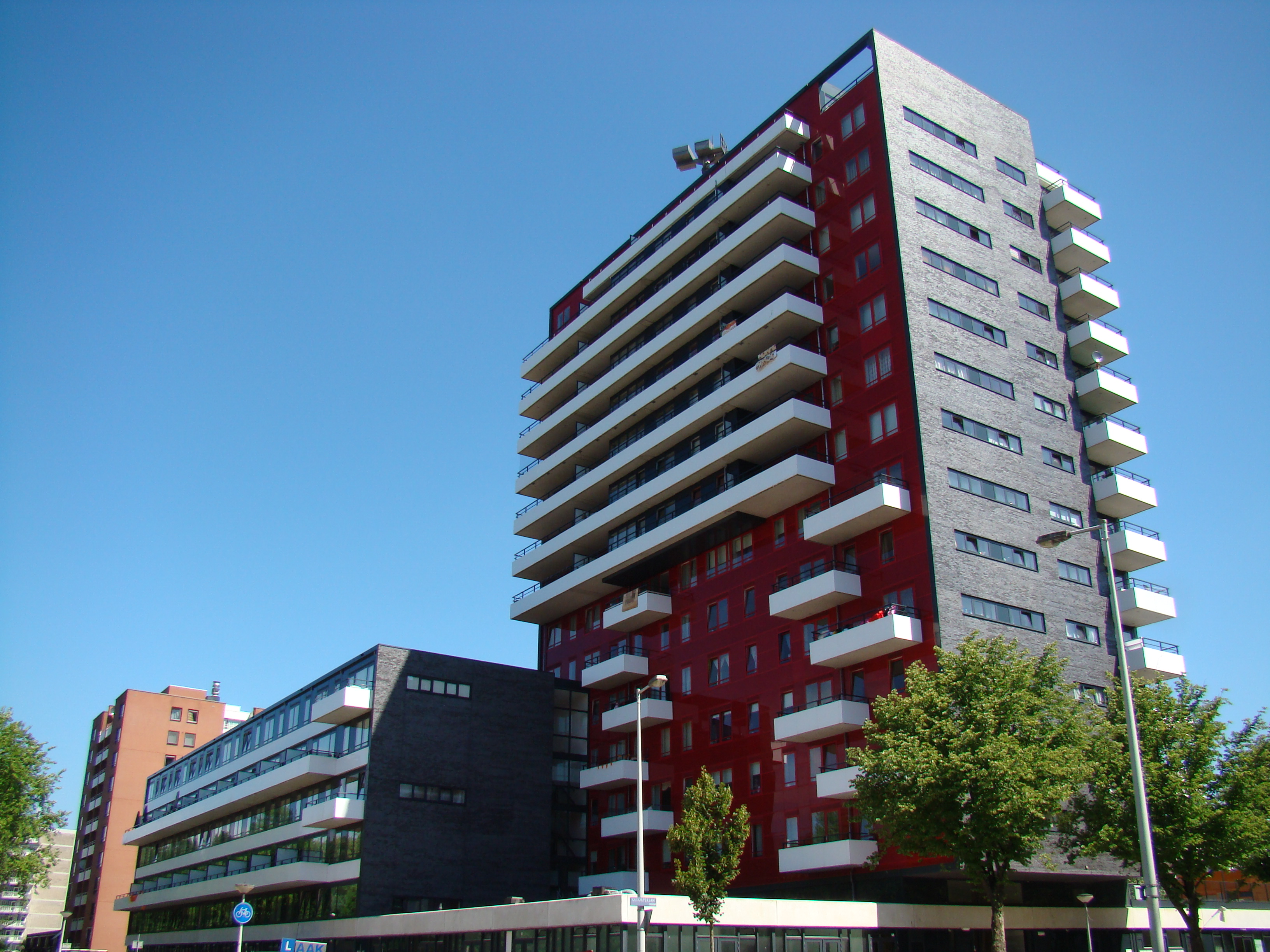
Le quartier d'Osdorp, qui se développe à partir des années 1950.

Le manque d'espace et l'entassement des habitants constituent deux freins majeurs au développement de la ville. Alors que les modèles développés en Europe visent à combiner rénovation des quartiers anciens et expansion périphérique, la priorité est donnée au second, en partie à cause de l'étendue du vieux centre, et du morcellement de l'espace par les canaux. La diversité et l'ancienneté des immeubles rendent quasiment impossible une « haussmannisation » du centre historique, sur le modèle de Bruxelles. Il est cependant décidé de gagner de l'espace sur les canaux en lançant des projets majeurs de comblement, comme sur le Spui, où il est également envisagé de développer les transports en commun. Ce processus sera maintenu jusqu'aux années 1950, le comblement du Rokin en constituant le dernier grand chantier. La fin du XIXe siècle est marquée par la destruction de nombreuses habitations au profit de grands magasins comme De Bijenkorf, ou la construction de sièges d'entreprises comme celui de la Société de commerce néerlandaise.
En réponse à la surpopulation de la ville, deux plans sont conçus au début du XXe siècle, en rupture totale avec ce qu'Amsterdam connaît auparavant : le « Plan Zuid » conçu par l'architecte Hendrik Petrus Berlage, et le « Plan Ouest ». Ces plans prévoient le développement de nouveaux quartiers composés de grands ensembles de logements en s'assurant d'une certaine mixité sociale,. Après la Seconde Guerre mondiale, de grands quartiers sont construits à l'ouest, au sud et au nord de la ville, afin de soulager la pénurie de logements et de fournir des logements à prix abordable avec toutes les commodités modernes. Ces nouveaux quartiers sont constitués de grands blocs d'habitation entrecoupés par des espaces verts et reliés à de larges routes pour favoriser la circulation automobile. Les banlieues de l'ouest de la ville construites à cette époque sont surnommées les Westelijke Tuinsteden (littéralement, les « villes fleuries occidentales »), alors que la zone située au sud-est de la ville est connue sous le nom de Bijlmer. Témoins de la relance de la construction de logements, plus de la moitié des logements existants aujourd'hui dans la ville ont été bâtis après 1945.

### Espaces verts

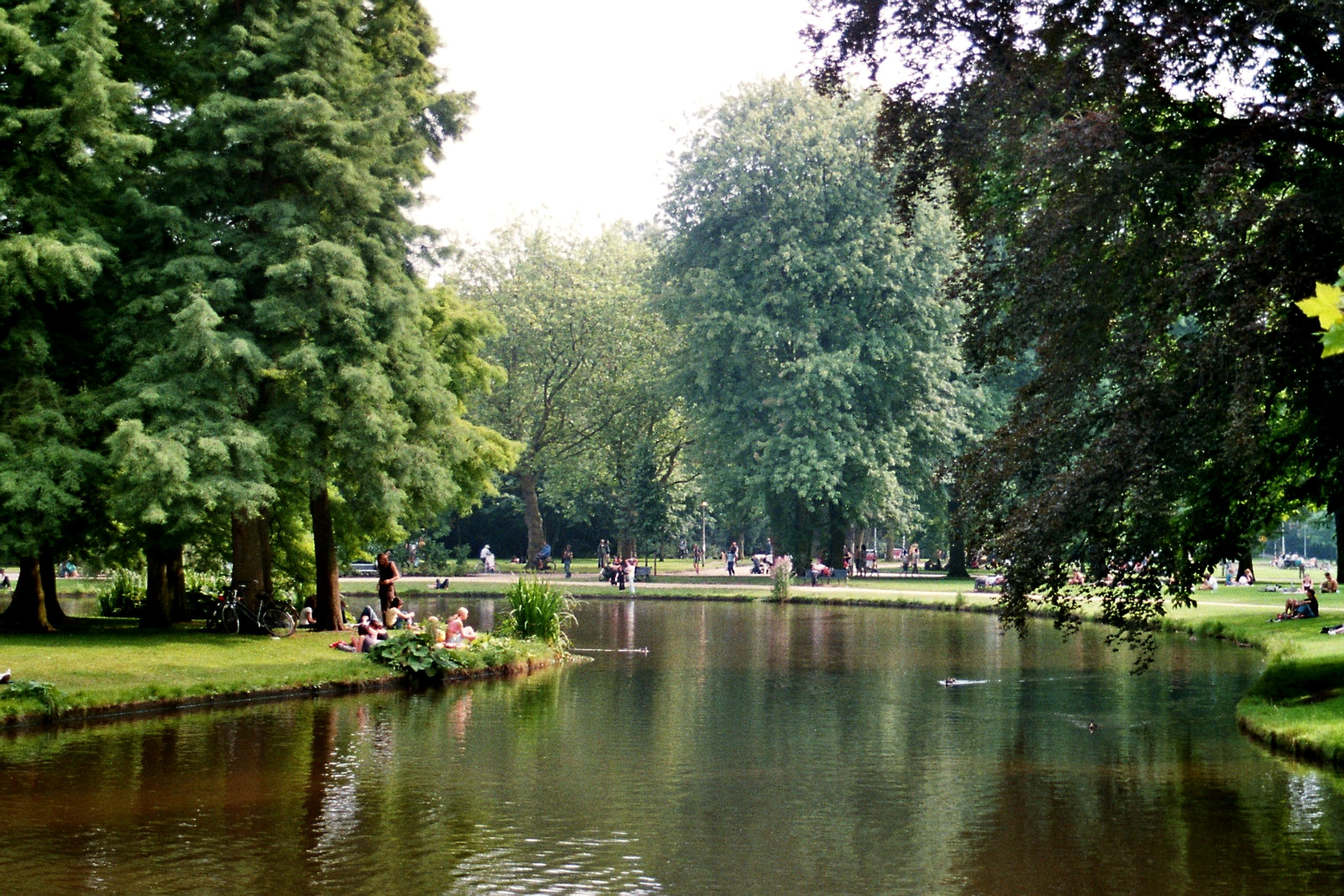
Le Vondelpark, le parc le plus connu d'Amsterdam.

La ville d'Amsterdam regorge de parcs, de grands espaces ouverts et de places. Les espaces verts représentent ainsi environ 12 % de la surface de la ville qui compte quelque 360 000 à 400 000 arbres,. Le Vondelpark, le plus célèbre parc de la ville, est situé dans le quartier de Oud-Zuid (« Vieux-Sud ») et tient son nom du célèbre auteur amstellodamois du XVIIe siècle, Joost van den Vondel. Chaque année, il attire environ dix millions de visiteurs. S'y trouvent notamment un théâtre de plein air, une aire de jeux, plusieurs établissements de restauration et des terrasses de café. Le Beatrixpark, du nom de la reine Beatrix, se situe dans le district Zuid, au sud de la ville. Entre Amsterdam et la commune d'Amstelveen, se trouve le bois d'Amsterdam, la plus grande zone de loisirs de l'agglomération. Chaque année, près de 4,5 millions de personnes visitent le parc dont les 1 000 hectares correspondent à environ trois fois la taille de Central Park à New York. Au sud de la ville, à proximité du moulin à vent de Rieker, se trouve l'Amstelpark, qui renferme une galerie d'art, une roseraie, un labyrinthe et des animaux. Le quartier de Plantage abrite non seulement l'Artis, un parc zoologique de plus de 8 000 animaux avec également un aquarium et un planétarium, mais également le Jardin botanique d'Amsterdam, un jardin botanique qui possède plusieurs serres tropicales dont une avec des papillons en liberté. D'autres parcs d'importance incluent le Sarphatipark dans le quartier de De Pijp, l'Oosterpark et le Flevopark dans le district Oost, le Westerpark dans le quartier du même nom et le Rembrandtpark dans le quartier d'Oud-West.
La ville dispose de quatre plages, la plage Nemo, Citybeach « Het stenen hoofd » (Silodam), Blijburg et Amsterdam-Noord.
De nombreux grands espaces ouverts sont également présents dans le centre-ville d'Amsterdam, au premier rang desquels on peut citer le Dam, grande place sur laquelle sont situés le palais royal et le National Monument, ou encore Museumplein, une grande zone recouverte de pelouse où sont regroupés les musées du Rijksmuseum, le musée Van Gogh et le Stedelijk Museum. Parmi les autres grandes places d'Amsterdam, on peut citer également la Rembrandtplein, la Muntplein, le Nieuwmarkt, la Leidseplein, le Spui, la Frederiksplein et la Waterlooplein, toutes situées au centre-ville.

### Églises

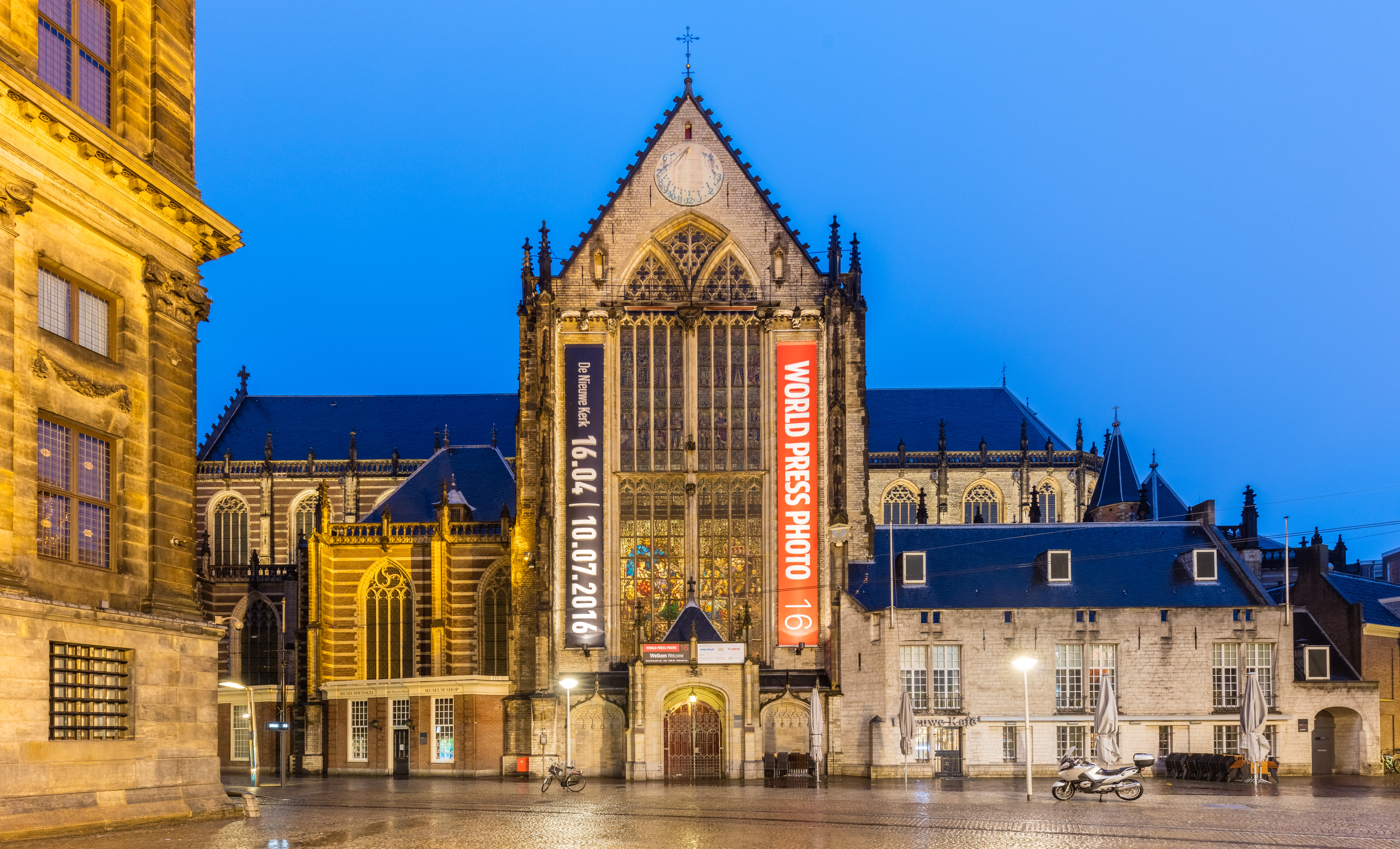
La Nieuwe Kerk est l'église nationale des Pays-Bas et notamment le lieu des investitures de plusieurs souverains.

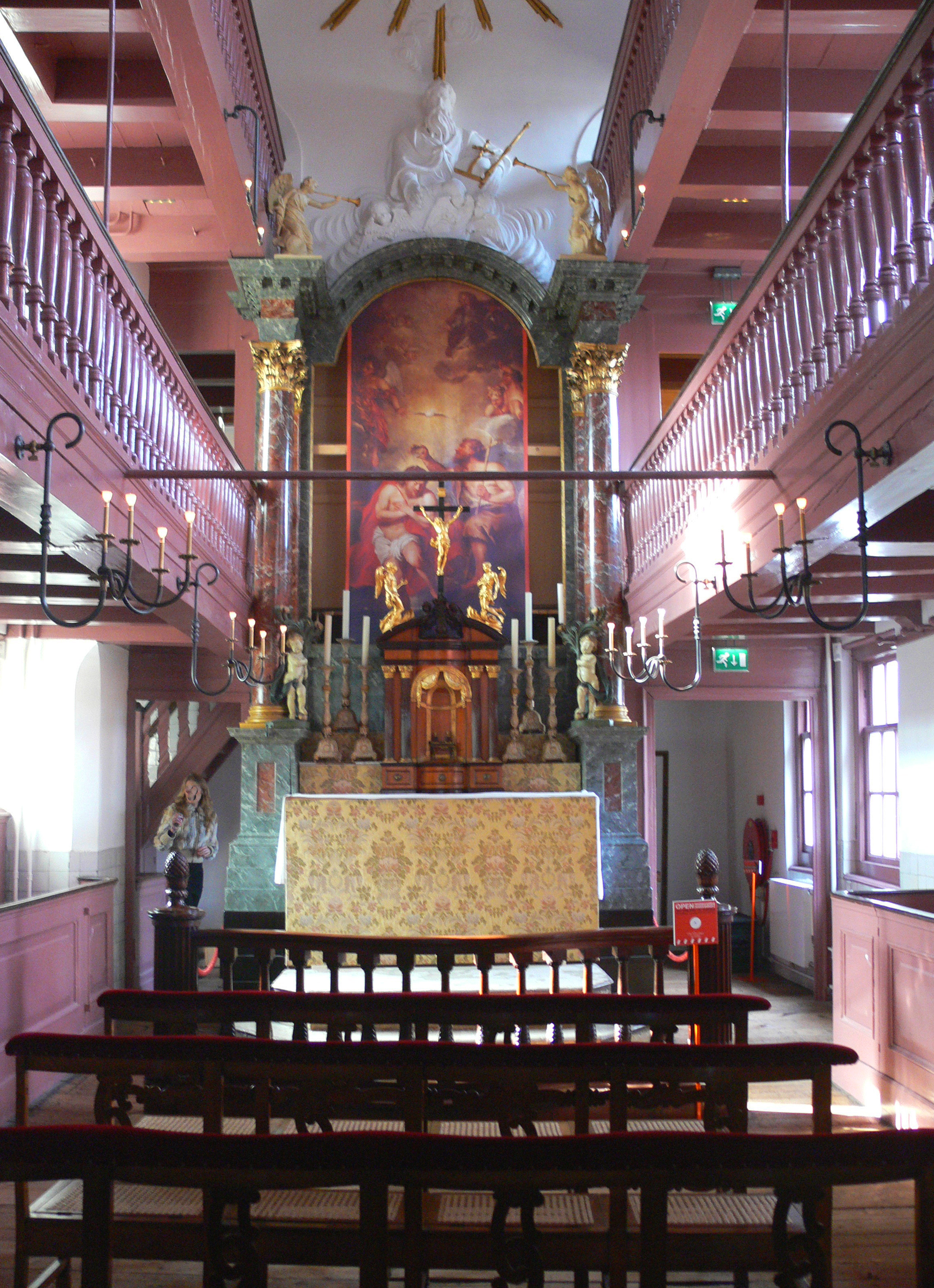
L'église cachée dans un grenier Ons' Lieve Heer op Solder, aujourd'hui un monument classé et musée.

La ville d'Amsterdam est caractérisée par une multitude d'églises aussi bien catholiques que protestantes, qui témoignent de l'histoire religieuse de la ville et du pays. Symbole de la lutte entre les deux cultes à la suite de la Réformation, la Krijtberg (1642), ancienne église clandestine catholique de l'époque des Provinces-Unies, constitue l'une des nombreuses églises de ce type (les Schuilkerken), qui se développèrent alors que les cultes autres que le calvinisme étaient tolérés à condition qu'aucun signe extérieur ne soit apparent. Ons' Lieve Heer op Solder est également dans cette situation : construite entre 1661 et 1663 dans un grenier par un riche marchand catholique, elle est clandestine. Les autorités ont vent de l'édifice religieux caché, mais appliquent une politique de tolérance, puisqu'elle est hébergée dans une maison et que les fidèles entrent discrètement par les ruelles pour y prier.
La Oude Kerk (« vieille église »), construite en 1306 et ayant pour Saint-Patron Nicolas de Myre, est la plus ancienne église de la ville et constitue également l'un des plus anciens monuments d'Amsterdam. Initialement construite sous la forme d'une église romane catholique, elle devint une église calviniste à la suite de la Réformation en 1578. Elle est construite sur un ancien cimetière, et continua à accueillir les corps de citoyens de la ville jusqu'en 1865. Au total, elle compte 2 500 tombes où sont enterrés 10 000 Amstellodamois parmi lesquels Jacob van Heemskerk, Frans Banning Cocq ou encore Saskia van Uylenburgh, la femme de Rembrandt. Elle se trouve aujourd'hui sur la Oudekerksplein, en plein cœur du quartier rouge.
Contrairement à ce que son nom pourrait laisser penser par opposition à la Oude Kerk, la Nieuwe Kerk (« nouvelle église »), située sur le Dam fut bâtie seulement un siècle plus tard, et achevée en 1408. Construite dans un style gothique, elle est l'église nationale des Pays-Bas mais aussi un lieu majeur d'expositions. En particulier, elle est le lieu des investitures des souverains des Pays-Bas. Les reines Wilhelmine, Juliana, Beatrix et le roi Guillaume-Alexandre y sont intronisés. Le 2 février 2002, y est célébré le mariage de Guillaume-Alexandre, prince d'Orange avec Máxima Zorreguieta.
Située à proximité de la gare centrale d'Amsterdam, la basilique Saint-Nicolas d'Amsterdam est la plus grande église catholique de la ville. Elle est érigée entre 1884 et 1887 par l'architecte Adrianus Bleijs et constitue la troisième église de la ville à porter le nom de Saint-Nicolas. En outre, quatre églises datant du XVIIe siècle et désignées par un point cardinal, sont situées dans le centre de la ville. La Noorderkerk (« église du Nord »), construite spécialement pour les habitants du Jordaan, est de taille modeste. La Westerkerk (« église de l'Ouest »), située sur le Prinsengracht, constitue en revanche la plus grande église des Pays-Bas et est devenue l'un des symboles de la ville, notamment en raison de son architecture particulière, de la couronne de l'empereur Maximilien Ier d’Autriche qui la recouvre et de son carillon ornant son clocher. La Zuiderkerk (« église du Sud »), située vers le Nieuwmarkt, est quant à elle la première église de la ville à être construite spécialement pour le culte protestant entre 1603 et 1611. Enfin, la Oosterkerk (« église de l'Est »), également de taille modeste, n'est plus utilisée pour les services religieux depuis 1962.

## Vie culturelle

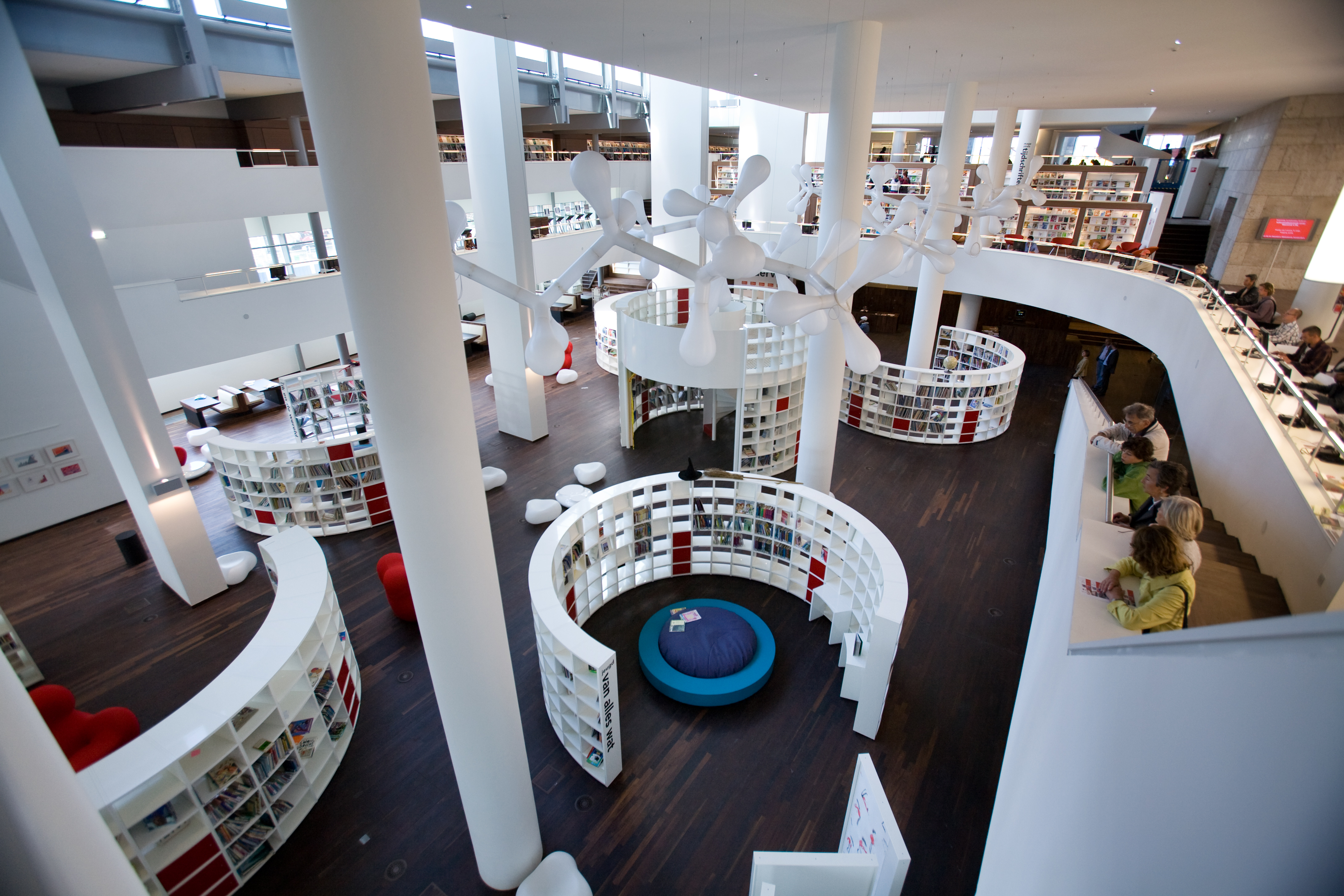
La bibliothèque centrale d'Amsterdam, en centre-ville.

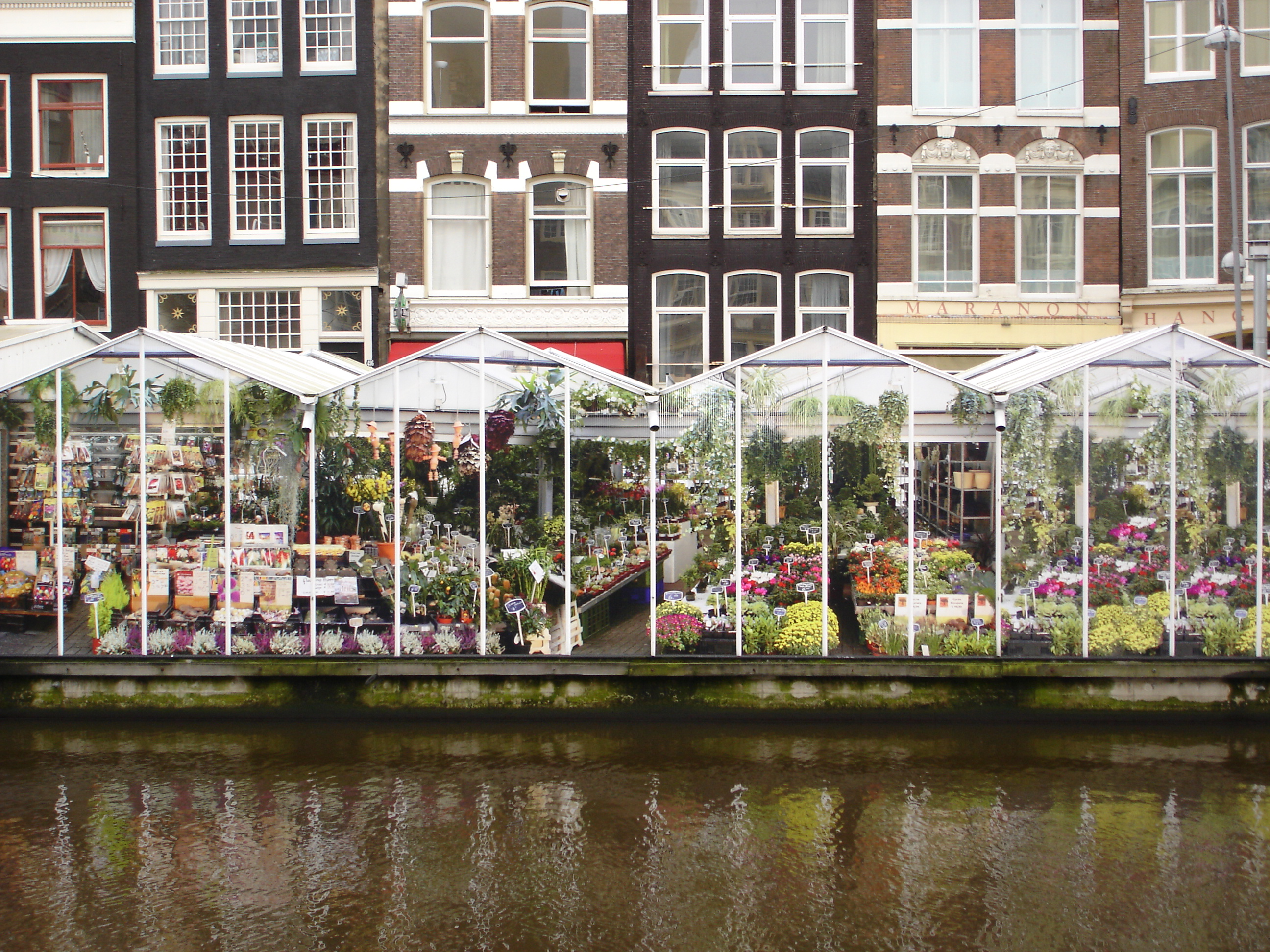
Le marché aux fleurs amstellodamois, mondialement connu.

Au cours de la dernière partie du XVIe siècle, les Rederijkerskamers (« chambres de rhétorique ») d'Amsterdam, à l'image de De Egelantier, organisent des concours entre les différentes chambres de lecture de poésie et de théâtre. La création de l'Académie en 1617 permet à Amsterdam de compter les cercles littéraires les plus réputés des Provinces-Unies au XVIe siècle. En 1637, Amsterdam bâtit son premier théâtre, conçu par Jacob van Campen, où des spectacles de ballet sont donnés dès 1642. Au XVIIIe siècle, le théâtre français devient populaire. Il y a peu de productions nationales d'opéra au cours du XIXe siècle alors qu'Amsterdam est sous l'influence de la musique allemande. Le Hollandse Opera est construit en 1888 pour y remédier et promouvoir l'opéra néerlandais. À cette époque, la culture populaire est centrée autour du vaudeville et du music-hall autour de la zone Nes à Amsterdam. Le métronome, l'une des avancées les plus importantes de la musique classique européenne, est inventé en 1812 à Amsterdam par Dietrich Nikolaus Winkel. À la fin de ce siècle, le Rijksmuseum, Stedelijk et le Concertgebouw sont construits. Avec le XXe siècle arrivent le cinéma, la radio et la télévision. Bien que la plupart des studios soient situés à Hilversum et Aalsmeer, la programmation est largement influencée par Amsterdam où vivent beaucoup de gens qui travaillent dans l'industrie de la télévision.

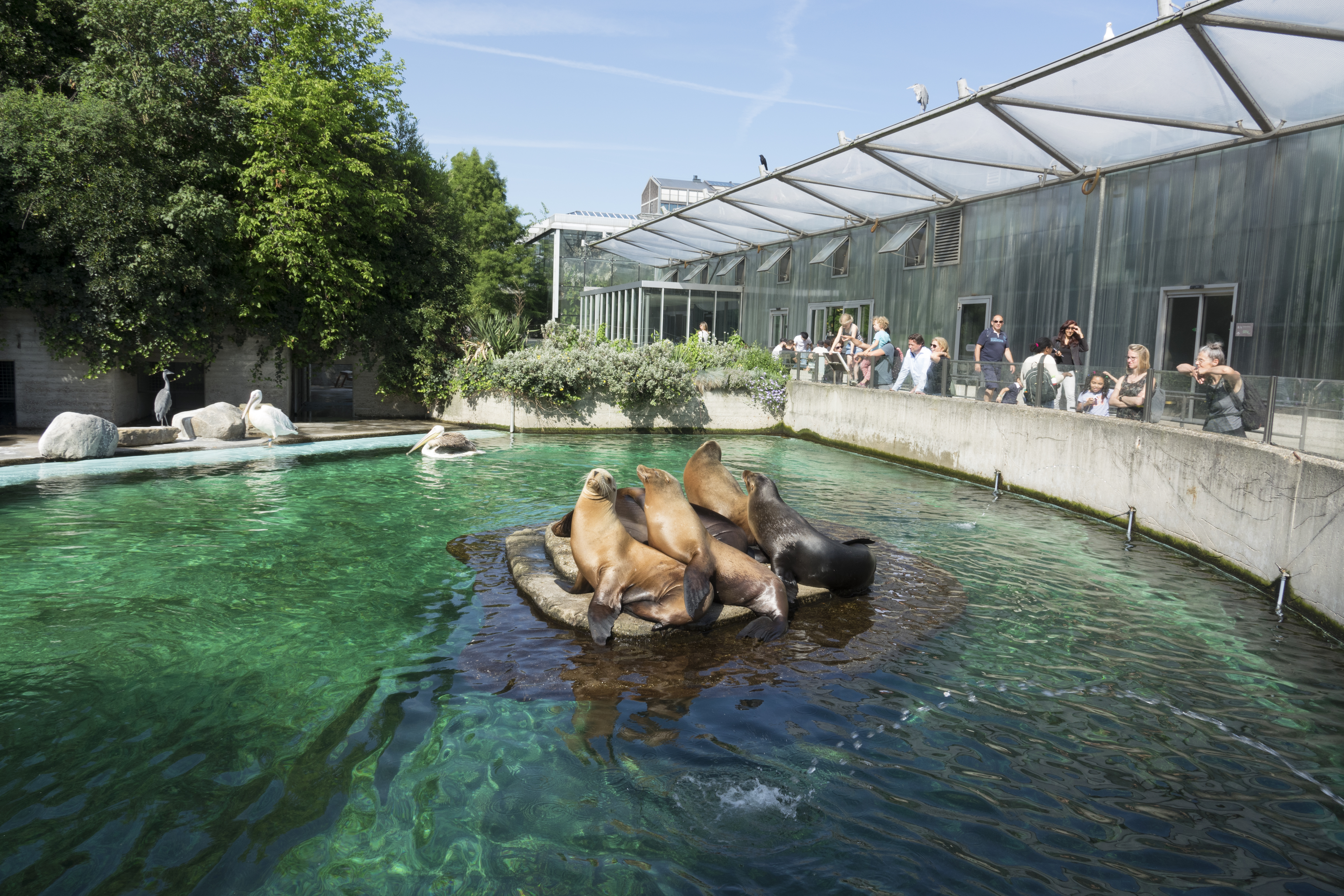
Animaux du zoo Artis.

Le zoo d'Amsterdam, Artis, tient son nom de la Société royale de zoologie Natura Artis Magistra (« La Nature est maîtresse de l'Art »). Il est l'un des plus anciens du monde (le bâtiment principal date de 1838), avec celui de Londres (1828). Situé en plein centre-ville, son ambiance contraste fortement avec l'agitation urbaine environnante. Il comporte un aquarium (bâti en 1882), des musées zoologique et géologique, un planétarium ainsi qu'une bibliothèque universitaire.
La bibliothèque centrale d'Amsterdam possède des locaux centraux récents : ils sont gagnés sur l'eau, près de la gare, dans le quartier du Oostelijk Havengebied. Elle est ouverte au public et gratuite. Le marché aux fleurs de la ville, présente différentes fleurs venant des champs néerlandais. Visité en masse par les touristes étrangers, qui achètent le plus souvent des bulbes à emporter, le marché possède également ses habitués, qui viennent y acheter des fleurs à bas coût.

### Musées

#### Museumkwartier

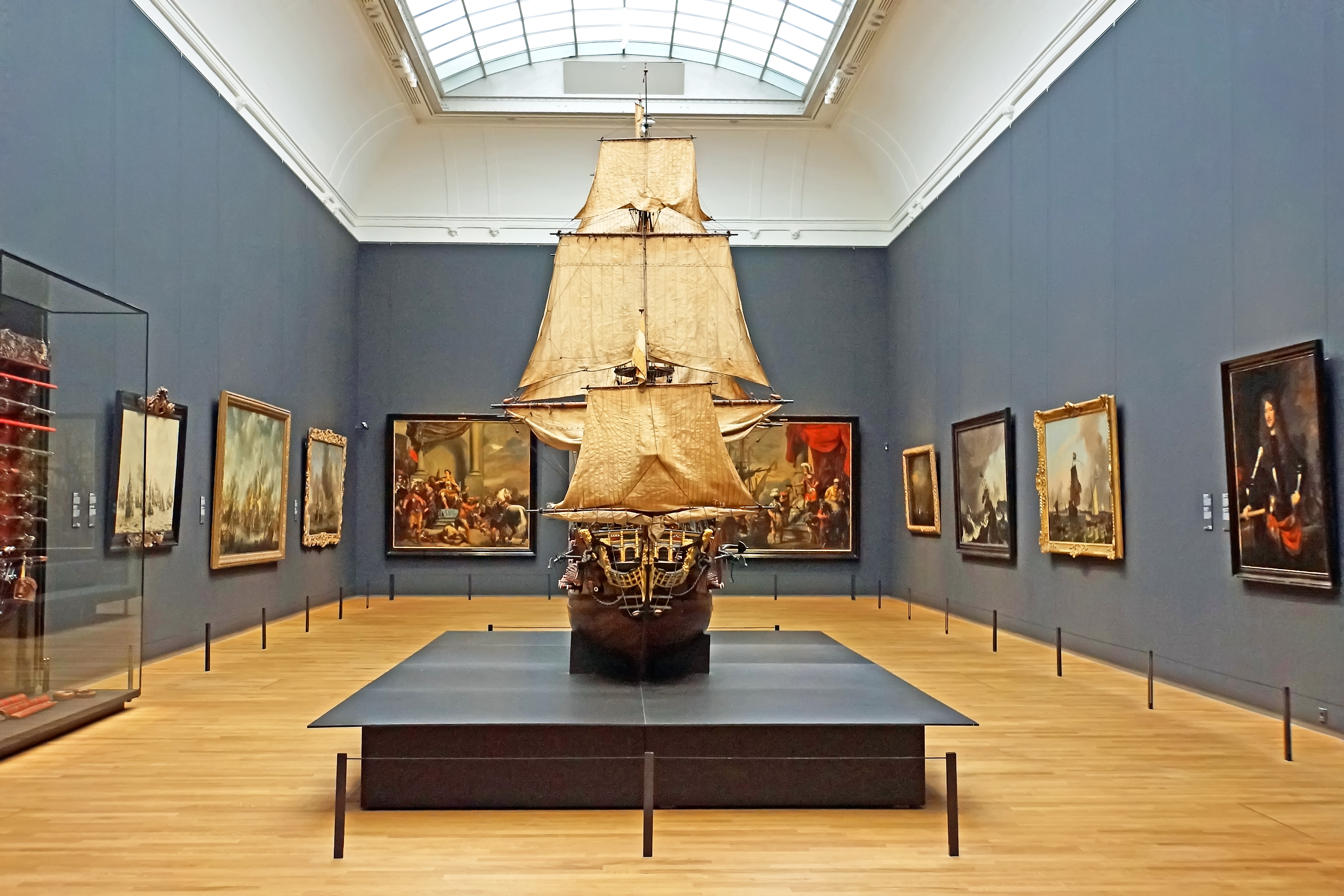
Salle d'exposition du Rijksmuseum, parfois surnommé le « Louvre néerlandais ».

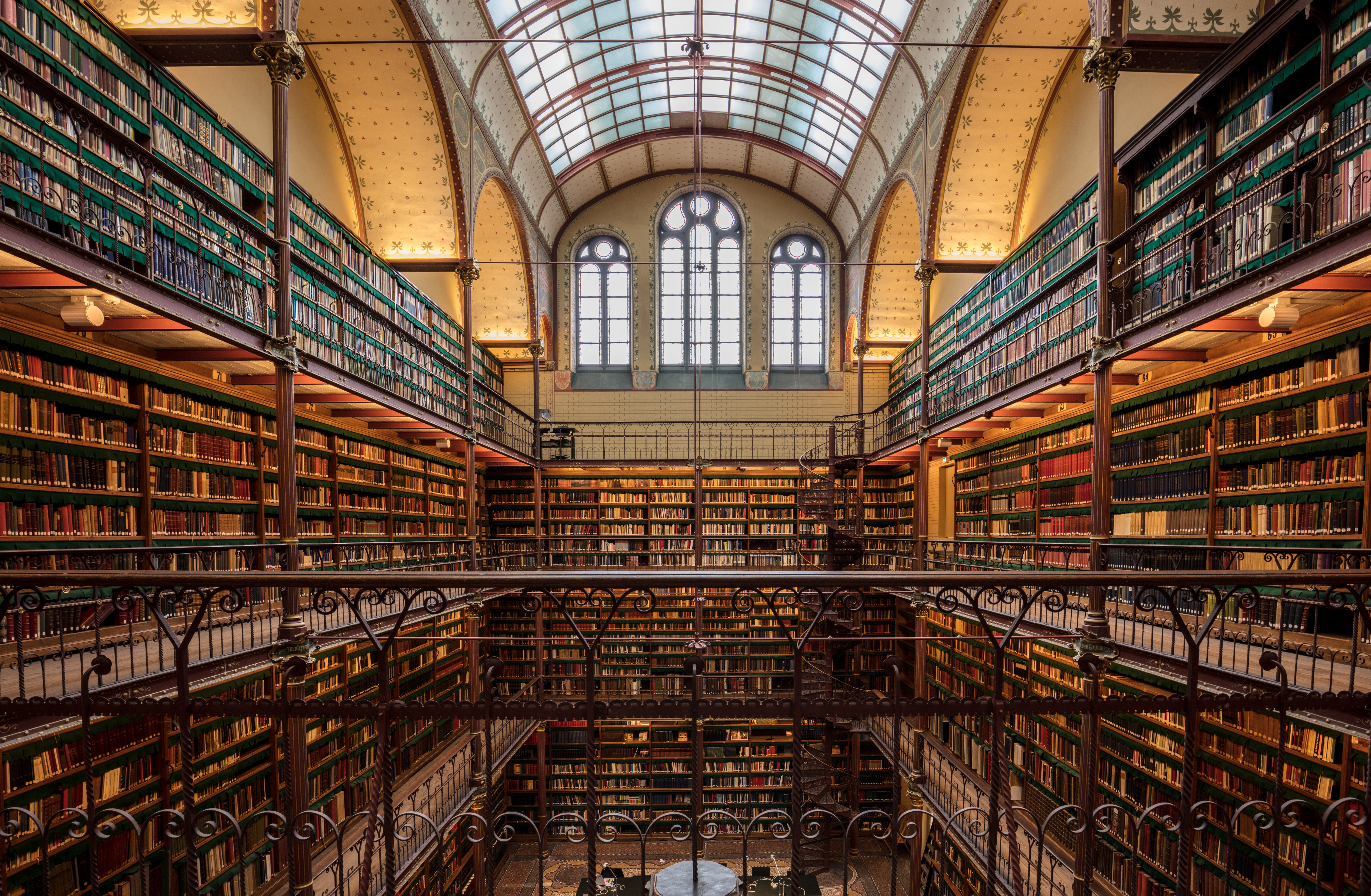
Bibliothèque du Rijksmuseum.

Les musées les plus importants d'Amsterdam sont situés sur la place du Musée (Museumplein), dans le Museumkwartier. L'espace est créé à la fin du XIXe siècle sur le terrain de la précédente Exposition internationale et coloniale de 1883. La place est presque entièrement recouverte de pelouse, à l'exception de la partie nord, couverte de gravier et au centre de laquelle se trouve un long bassin rectangulaire qui se transforme en patinoire en hiver. L'organisation actuelle de la place remonte à 1999, date à laquelle elle est entièrement remodelée à l'occasion de la construction d'un grand parking souterrain.
Le nord de la place est bordé par le Rijksmuseum à l'architecture néogothique créée par Pierre Cuypers. Le musée ouvre en 1885 et subit une importante rénovation entre 2003 et 2013, pour un montant de 375 millions d'euros. Le Rijksmuseum possède la plus grande et la plus importante collection d'art classique néerlandais. Sa collection se compose en effet de près d'un million d'œuvres de peintres et de sculpteurs néerlandais, principalement du XVIIe siècle. Le musée est fréquemment associé au nom de Rembrandt, dont le travail et celui de ses élèves, est largement représenté dans les différentes galeries. La pièce maîtresse du musée reste probablement le chef-d'œuvre de Rembrandt, La Ronde de nuit. Il abrite également les peintures d'artistes tels que Johannes Vermeer (La Laitière, La Ruelle), Bartholomeus van der Helst, Frans Hals, Ferdinand Bol, Albert Cuyp, Jacob van Ruisdael et Paulus Potter. En dehors des peintures, la collection se compose également d'une grande variété d'œuvres d'arts décoratifs : de la faïence de Delft aux maisons de poupées géantes du XVIIe siècle.
Le nord-ouest du Museumplein accueille le musée Van Gogh, qui commémore le court séjour de Van Gogh à Amsterdam. Le musée est hébergé dans l'un des rares bâtiments modernes de ce quartier, conçu par Gerrit Rietveld, et accueille une collection permanente importante. Un nouveau bâtiment est adjoint au musée en 1999, « l'aile de la performance », pour accueillir les expositions temporaires. Cette aile du musée a été dessinée par l'architecte japonais Kishō Kurokawa. Le musée Van Gogh expose quelques-unes des plus célèbres toiles du maître néerlandais, telles que La Chambre de Van Gogh à Arles, Les Mangeurs de pommes de terre ou Les Tournesols, faisant de ce musée le plus visité d'Amsterdam,.
À côté du musée Van Gogh se trouve le plus important musée d'art moderne de la ville, le Stedelijk Museum. Construit à la même époque que la place, le bâtiment est inauguré en 1895. La collection permanente du musée se compose d’œuvres de Piet Mondrian, Karel Appel ou encore Kasimir Malevitch. Le musée rouvre ses portes en septembre 2012, après d'importants travaux de rénovation, avec une nouvelle extension composite surnommée « la baignoire » en raison de sa forme.

#### Une offre annexe riche et variée

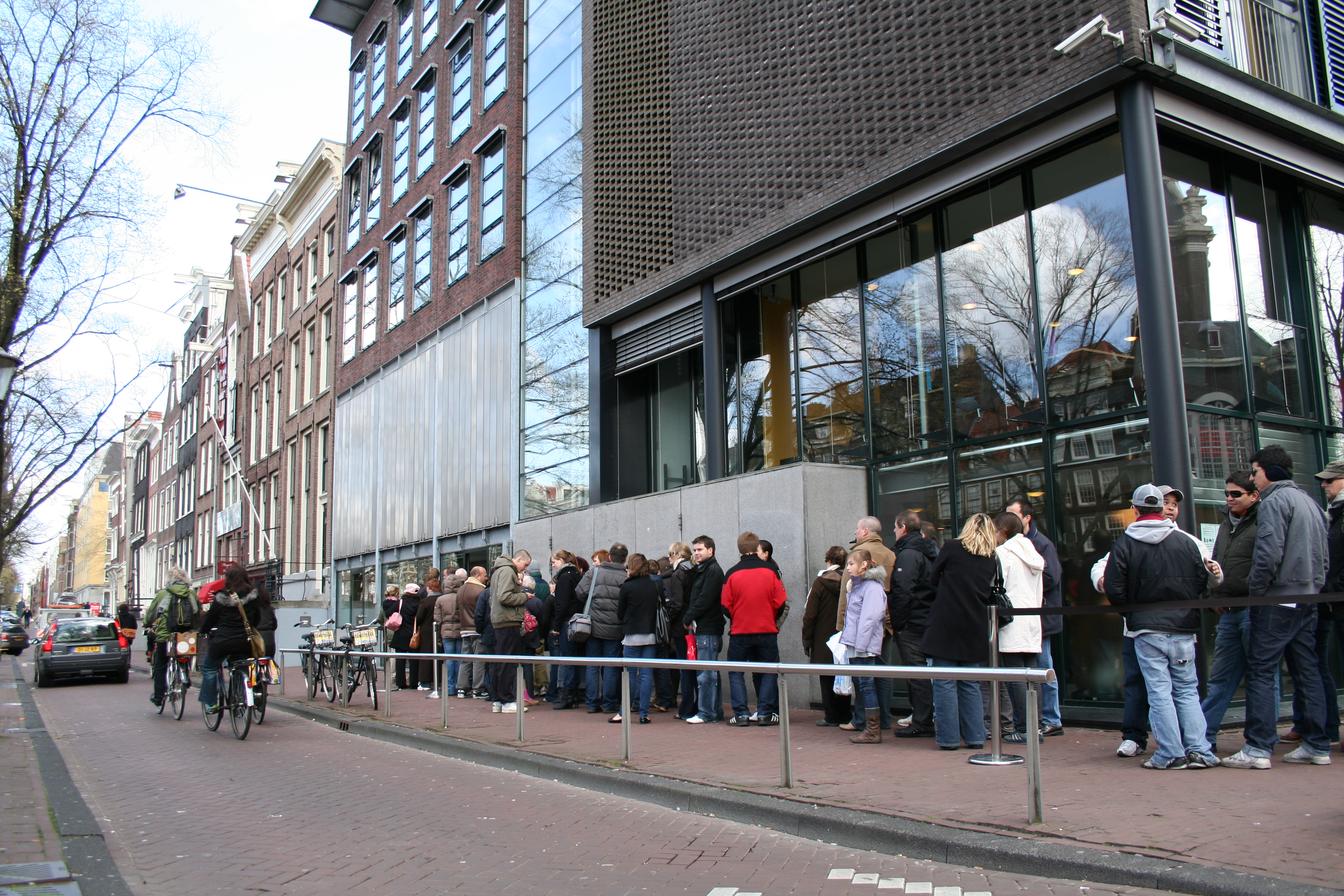
File d'attente devant le musée de la Maison Anne Frank.

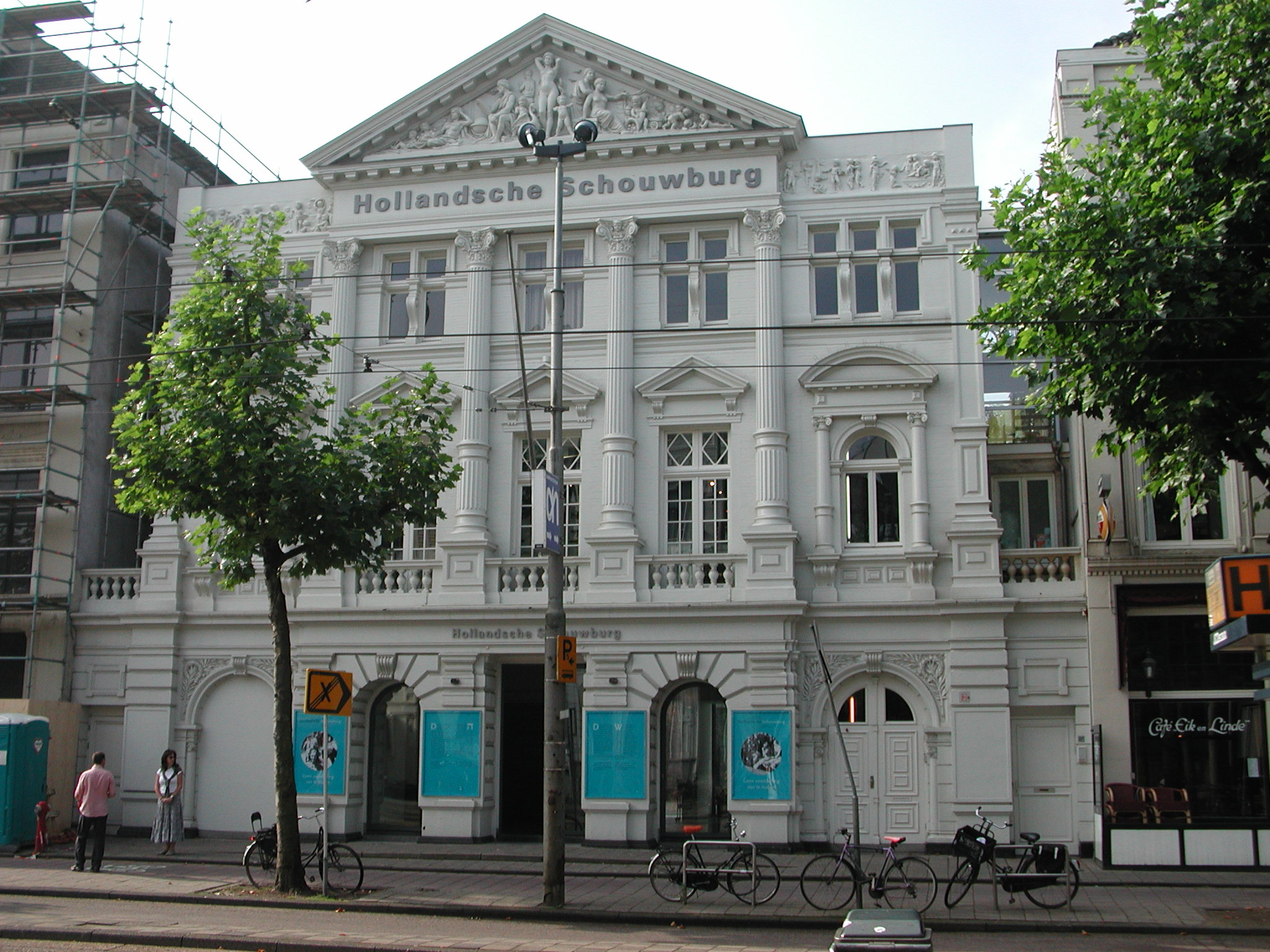
Vue du Hollandsche Schouwburg, ancien théâtre devenu un monument aux morts au lendemain de la Seconde Guerre mondiale, sur le Plantage Middenlaan.

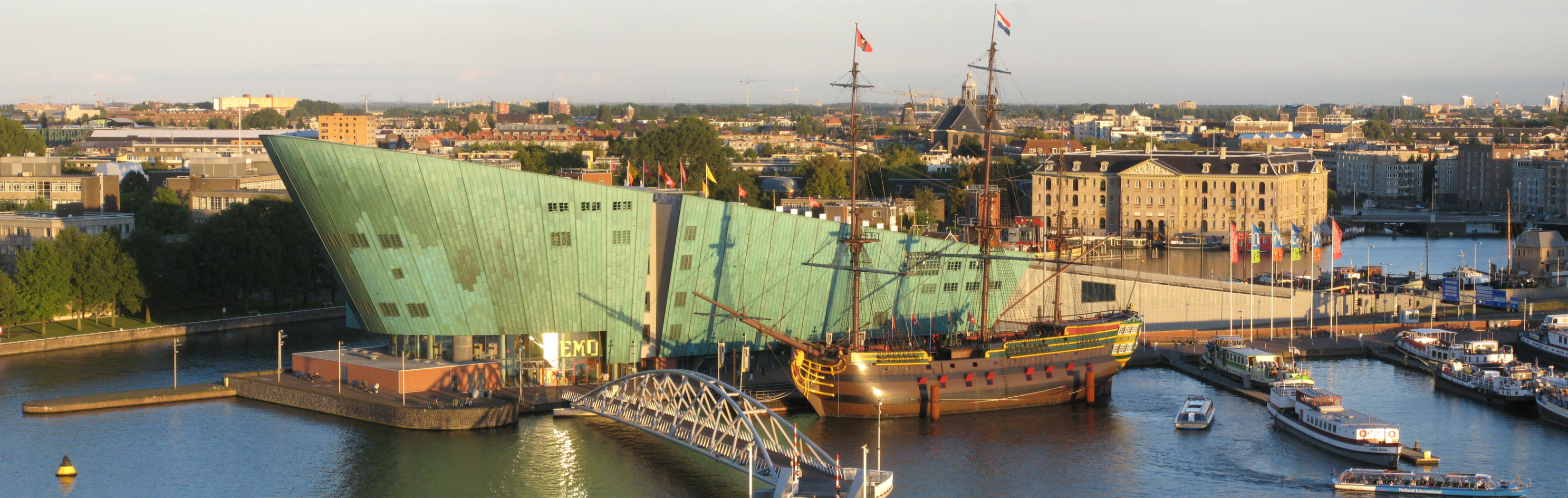
Le NEMO (bâtiment vert) avec la réplique du VOC Amsterdam accostée au premier plan. Le musée maritime néerlandais au second plan à droite.

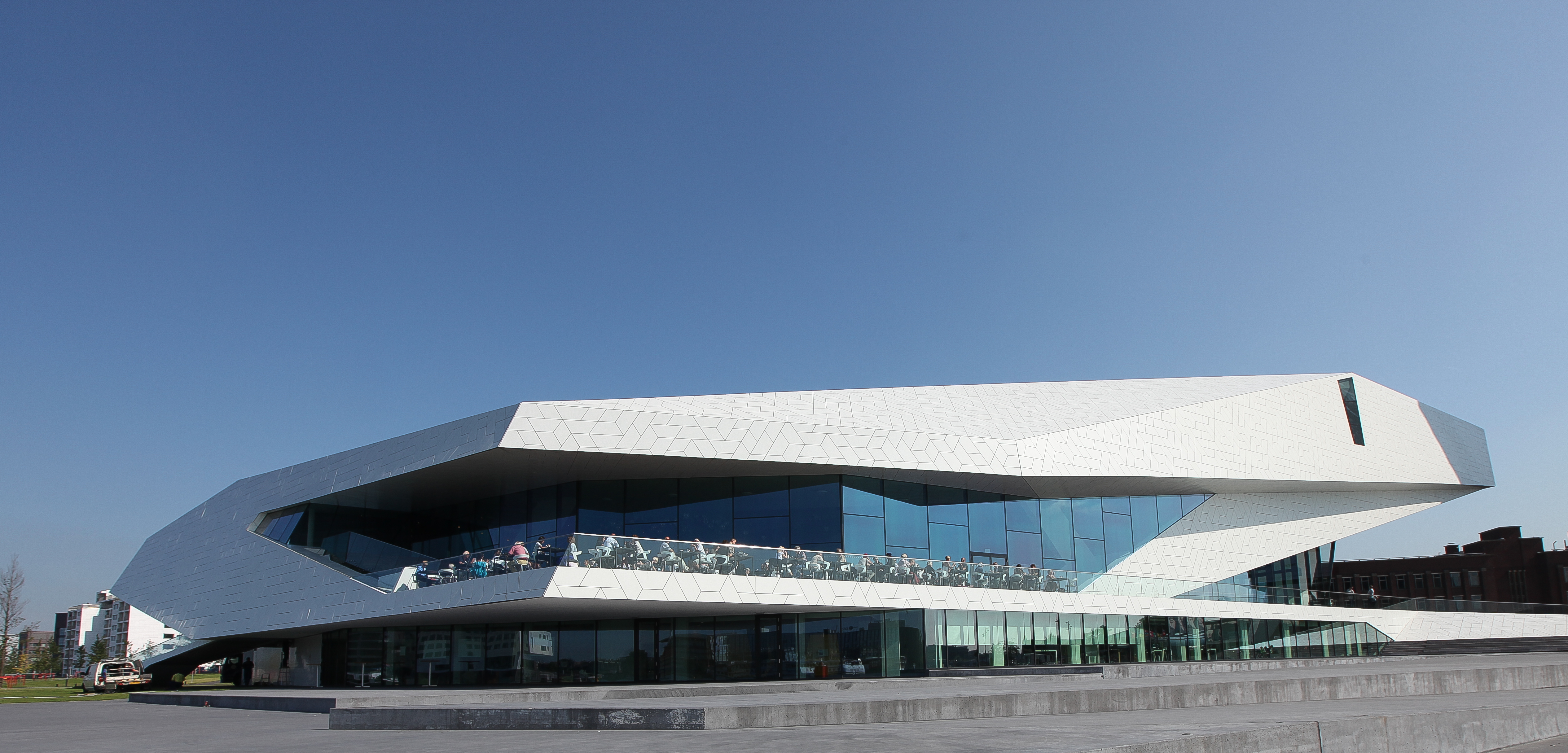
EYE Film Instituut Nederland à Noord.

La ville d'Amsterdam accueille de nombreux autres musées, de toutes tailles et de tous types. Dans le registre des musées historiques, le Nederlands Scheepvaartmuseum (« musée maritime néerlandais ») abrite la plus riche collection consacrée à la marine au monde. On y trouve des peintures, des maquettes, des armes ou encore des cartes de géographie maritime. L'Amsterdam Museum (anciennement, Amsterdams Historisch Museum) est quant à lui entièrement consacré à l'histoire de la capitale néerlandaise à travers des œuvres d'art et des documents divers. La Maison Anne Frank, où Anne Frank et sa famille se cachèrent des nazis avant sa déportation en août 1944, attire également des dizaines de milliers de touristes, à côté de la Westerkerk. Le musée historique juif, inauguré en 1987, occupe quant à lui quatre synagogues ashkénazes, tandis que le Bijbels Museum (musée biblique), situé sur le Herengracht, contient lui la première Bible imprimée en Hollande (1477). Le musée possède également des maquettes du temple de Salomon, d'Hérode et du tabernacle, et un grand nombre d'objets ainsi que des arbres mentionnés dans la Bible. Un autre musée, le Verzetsmuseum (« musée de la Résistance ») retrace la vie de la population néerlandaise sous l'occupation nazie. La synagogue portugaise d'Amsterdam, principal lieu de culte juif depuis plusieurs centenaires dans la ville, est désormais ouvert à la visite.
Parmi les autres musées de peinture remarquables, il est possible de citer la maison de Rembrandt, qui reconstitue la vie de l'artiste à travers ses œuvres, ainsi que l'Hermitage qui est la plus grosse dépendance étrangère du musée de l'Ermitage de Saint-Pétersbourg. Le Tropenmuseum (« musée des tropiques »), qui fait partie d'une entité plus large, l'Institut royal des Tropiques est consacré à l'ethnographie et à l'étude des cultures tropicales à travers le monde. Le Cabinet des Chats présente des dessins, peintures, gravures et autres œuvres dédiées à cet animal.
Dans le domaine des arts visuels et du spectacle, le FOAM, musée de la photographie fonctionne principalement sur la base d'expositions temporaires. Le Nederlands Filmmuseum est quant à lui consacré au septième art. Le EYE Film Instituut Nederland déménage en 2012 du Vondelpark à Amsterdam-Noord après une inauguration par la reine Beatrix.
Plusieurs musées à vocation plus touristique sont également très populaires. On peut ainsi citer le musée de Madame Tussauds où sont présentées les statues de cire de nombreuses personnalités comme Lénine, Michael Jackson, Pelé ou James Bond, le musée des sacs Hendrikje, le plus grand musée du monde consacré au sac ou encore le Heineken Experience, consacré à la marque de bière éponyme et situé dans l'ancienne brasserie. Le NEMO, musée scientifique pour enfants et adultes semblable à la Cité des Sciences française, est conçu par l'architecte Renzo Piano et inauguré en 1997.
Enfin, bien que n'étant pas un musée, l'Institut néerlandais d'études militaires ouvre l'accès à ses collections sur la Seconde Guerre mondiale au public. L'Académie royale néerlandaise des arts et des sciences, dont elle dépend, a également son siège à Amsterdam, dans la Trippenhuis.

### Musique

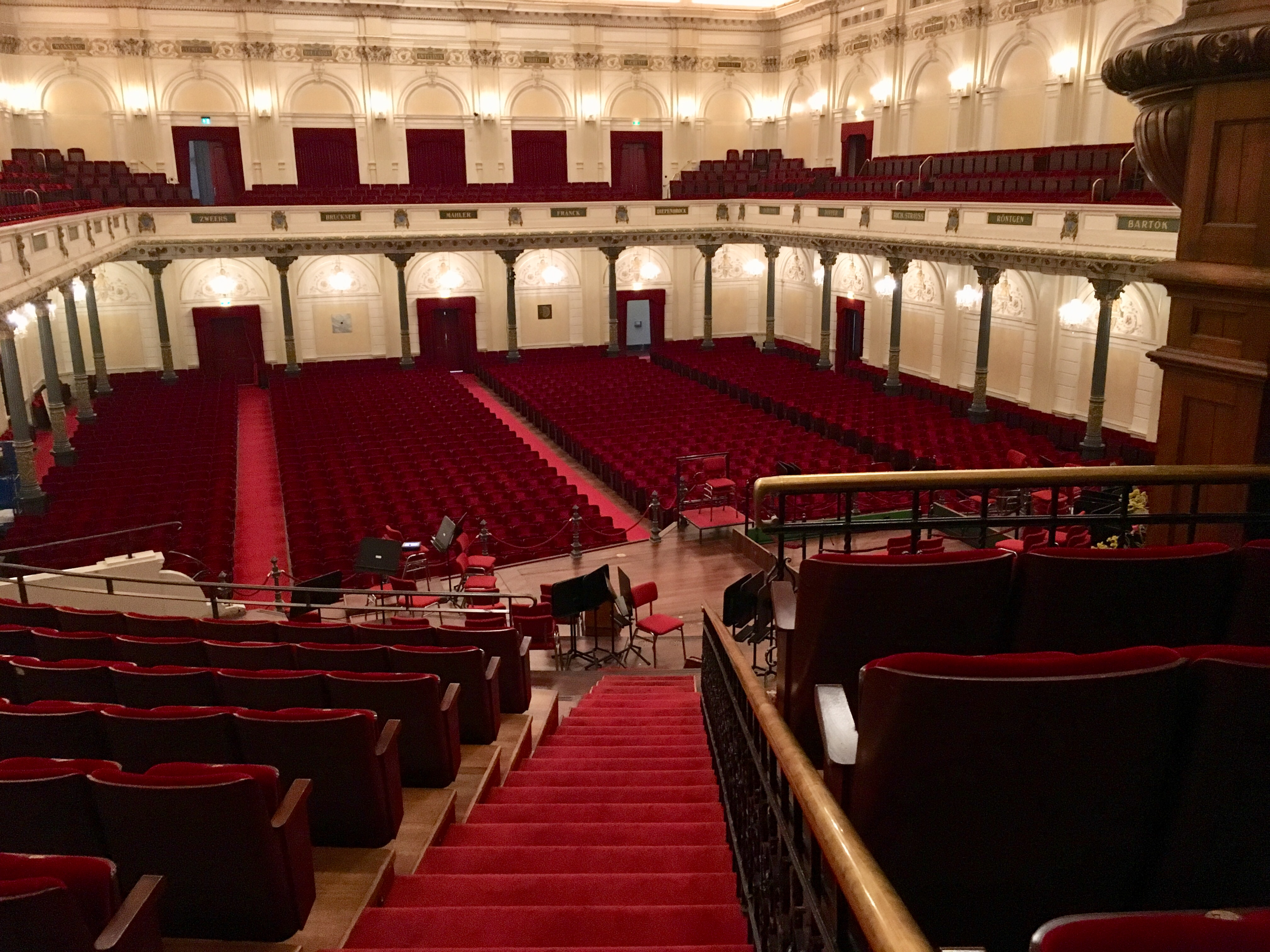
La grande salle du Concertgebouw.

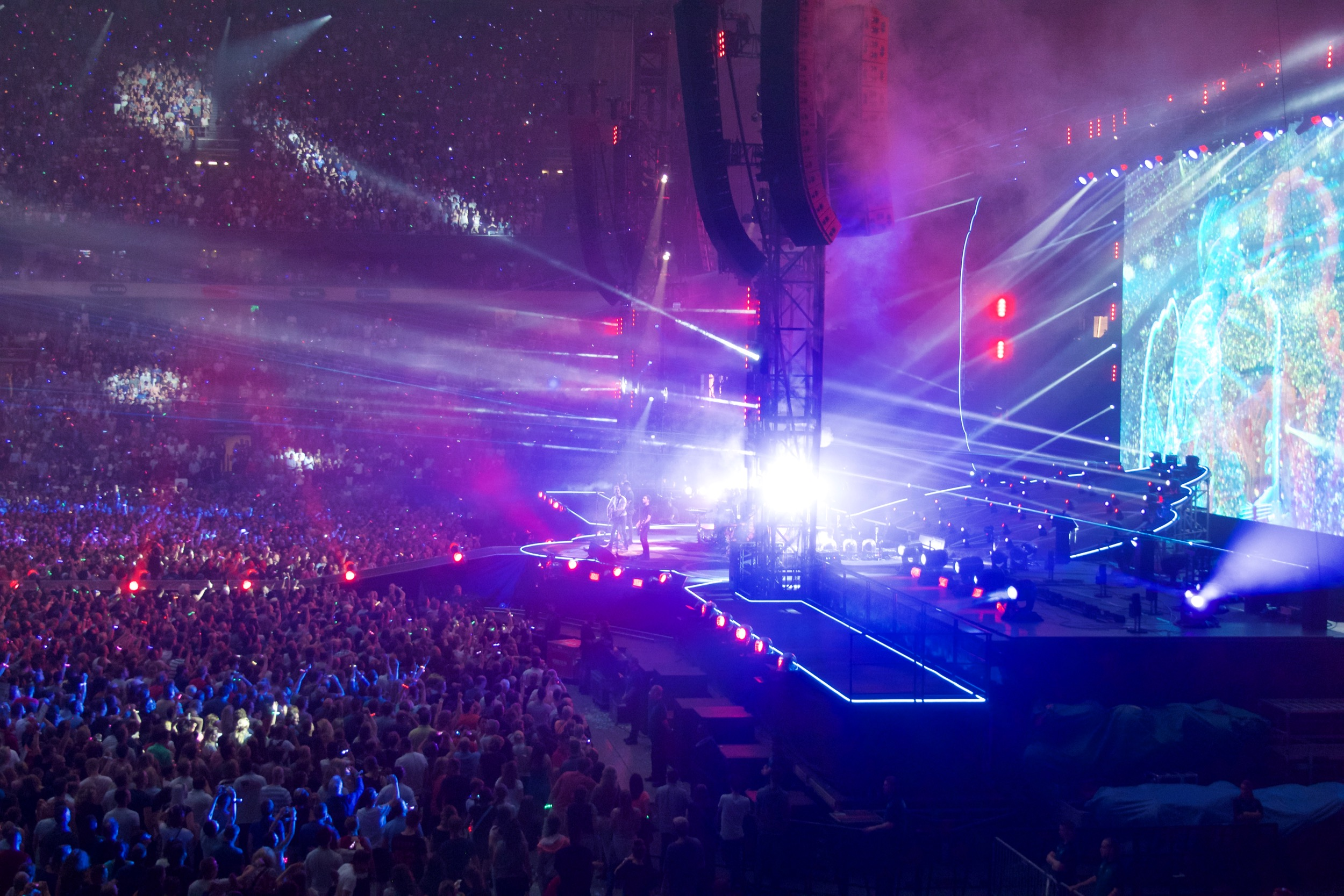
Coldplay à la Johan Cruyff ArenA (2016).

Amsterdam possède un orchestre symphonique de renommée mondiale, l'Orchestre royal du Concertgebouw, qui évolue au sein du Concertgebouw situé sur la Museumplein. L'acoustique de cette salle de concert est considérée par la critique comme l'une des meilleures du monde. Le bâtiment contient trois salles : la grande salle, la petite salle et la galerie des glaces. Près de huit cents concerts y sont produits chaque année, avec une fréquentation d'environ 850 000 spectateurs. L'opéra d'Amsterdam, le Muziektheater, est quant à lui situé à côté de l'hôtel de ville au sein du même ensemble architectural surnommé « Stopera » (mot-valise issu de Stadhuis, « hôtel de ville », et d'opéra). Cet immense complexe moderne, ouvert en 1986, se situe dans l'ancien quartier juif de Waterlooplein près de la rivière Amstel. Il héberge les troupes du Nederlandse Opera, du Nationale Ballet et du Holland Symfonia. Ouvert en 2005, le Muziekgebouw aan 't IJ est une salle de concert située sur l'IJ, au nord de la gare centrale qui accueille principalement des représentations de musique contemporaine. Situé à proximité immédiate, le Bimhuis est plutôt consacré au jazz et à l'improvisation.
Le Heineken Music Hall est une salle de concert située près de la Johan Cruyff Arena et qui accueille les grands concerts d'artistes de renommée internationale. Il accueille également de nombreux festivals de musique électronique tel que l'Amsterdam Music Festival, notamment avec les disc-jockeys néerlandais Armin van Buuren, Hardwell, Martin Garrix et Tiësto. Toujours à proximité de l'Amsterdam ArenA, le Ziggo Dome ouvre ses portes en 2012, et accueille des artistes internationaux comme Pearl Jam, Madonna, Beyoncé ou encore Lady Gaga. Le Paradiso est une salle de spectacle et un centre culturel situés dans une ancienne église d'Amsterdam, bâtie entre 1879 et 1880 près de la Leidseplein, l'un des centres touristiques et culturels de la ville. Également situé près du Leidseplein, la Melkweg est un autre lieu alternatif multi-disciplinaire, né d'une organisation indépendante en 1970. Tous deux offrent une programmation éclectique allant du rock indépendant au hip-hop, en passant par le R'n'B ou et d'autres genres populaires. Parmi les autres lieux de musique plus axés sur les sous-cultures, on peut notamment citer les salles OCCII, OT301, De Nieuwe Anita, Winston-Uni et Zaal 100. Chaque printemps, se déroule le festival 5 Days Off qui est hébergé pendant cinq soirs au Paradiso et au Melkweg. Pendant l'été, plusieurs grands concerts se produisent en plein air tels que A Day at the Park.

### Théâtre, cabaret et cinéma

Le théâtre Stadsschouwburg sur la Leidseplein.

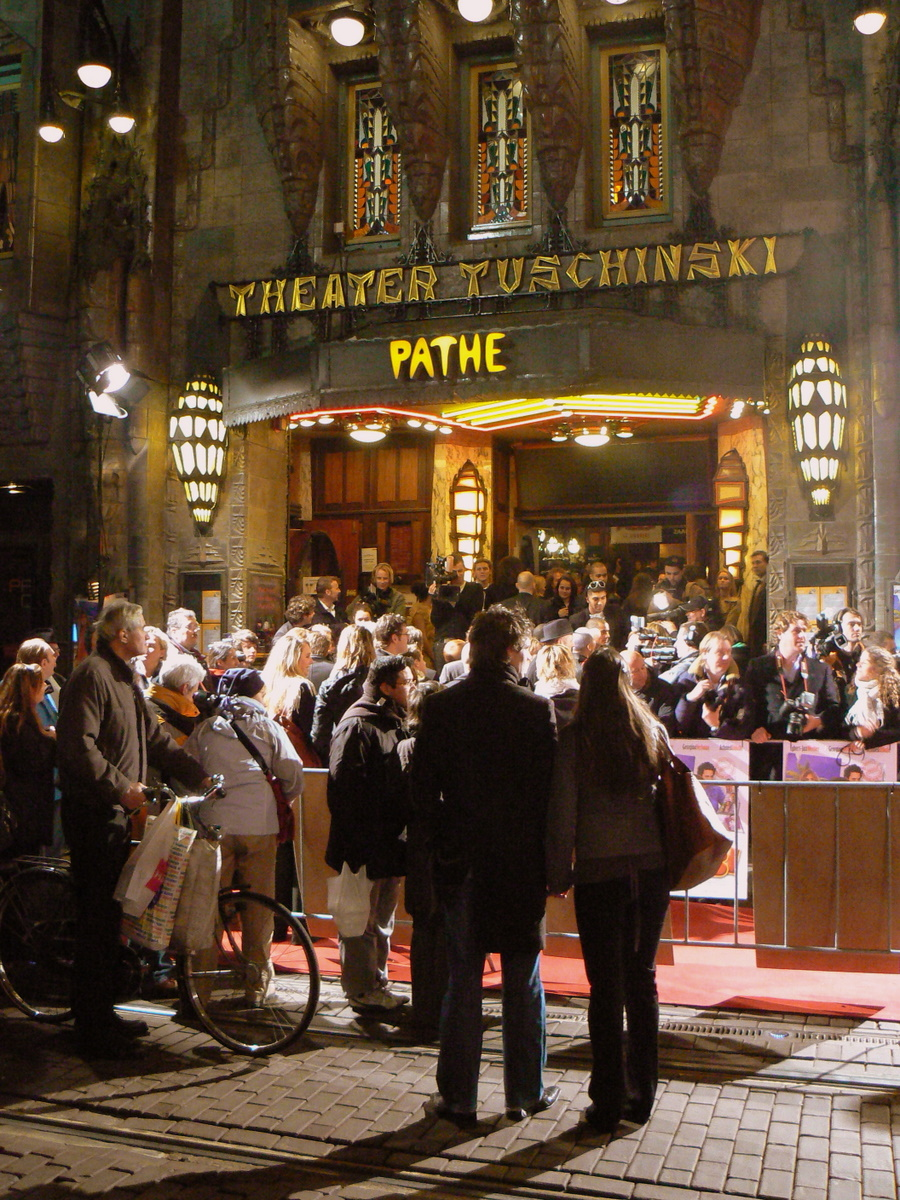
Avant-première cinématographique au théâtre Tuschinski sur la Reguliersbreestraat, en 2008.

La ville d'Amsterdam accueille plusieurs lieux d'expression théâtrale. Bâtiment construit en 1894 dans un style néo-Renaissance sur la Leidseplein, le Stadsschouwburg héberge la compagnie du Toneelgroep Amsterdam. Alors que la plupart des pièces sont jusqu'alors jouées dans la grande salle, le bâtiment voit la fin d'une importante phase de rénovation et d'expansion en 2009, afin de créer une salle de représentation supplémentaire qui est opérée conjointement avec le Melkweg voisin. Le théâtre royal Carré, construit sur la rive droite de l'Amstel en 1887 dans le même style néo-Renaissance en vogue à l'époque, avait vocation initiale d'héberger un cirque permanent. Il est désormais l'hôte de spectacles de cabaret, de comédies musicales et de quelques concerts. Le thêâtre royal Tuschinski sur la Reguliersbreestraat, ouvert en 1921, ainsi que la réouverture récente, en 2010, par la reine Beatrix, de la salle DeLaMar sur la Marnixstraat, refaite à neuf, permet de compléter l'offre en ce qui concerne les pièces de théâtre et les comédies musicales, mais aussi avec des représentations cinématographiques.
Les Pays-Bas possèdent une forte tradition de cabaret, qui combine à la fois la musique, les contes, les commentaires, le théâtre et la comédie. Le genre du cabaret remonte aux années 1930 où des artistes comme Wim Kan, Wim Sonneveld et Toon Hermans sont les pionniers de cette forme d'art aux Pays-Bas. On trouve ainsi, à Amsterdam, une académie des arts de la scène spécialement consacrée au cabaret, la Kleinkunstacademie. Parmi les artistes populaires contemporains se trouvent, notamment, Freek de Jonge, Herman Finkers, Hans Teeuwen, Herman van Veen, Youp van 't Hek, Theo Maassen, Najib Amhali, Raoul Heertje, Jörgen Raymann, Brigitte Kaandorp et Comedytrain.

### Médias

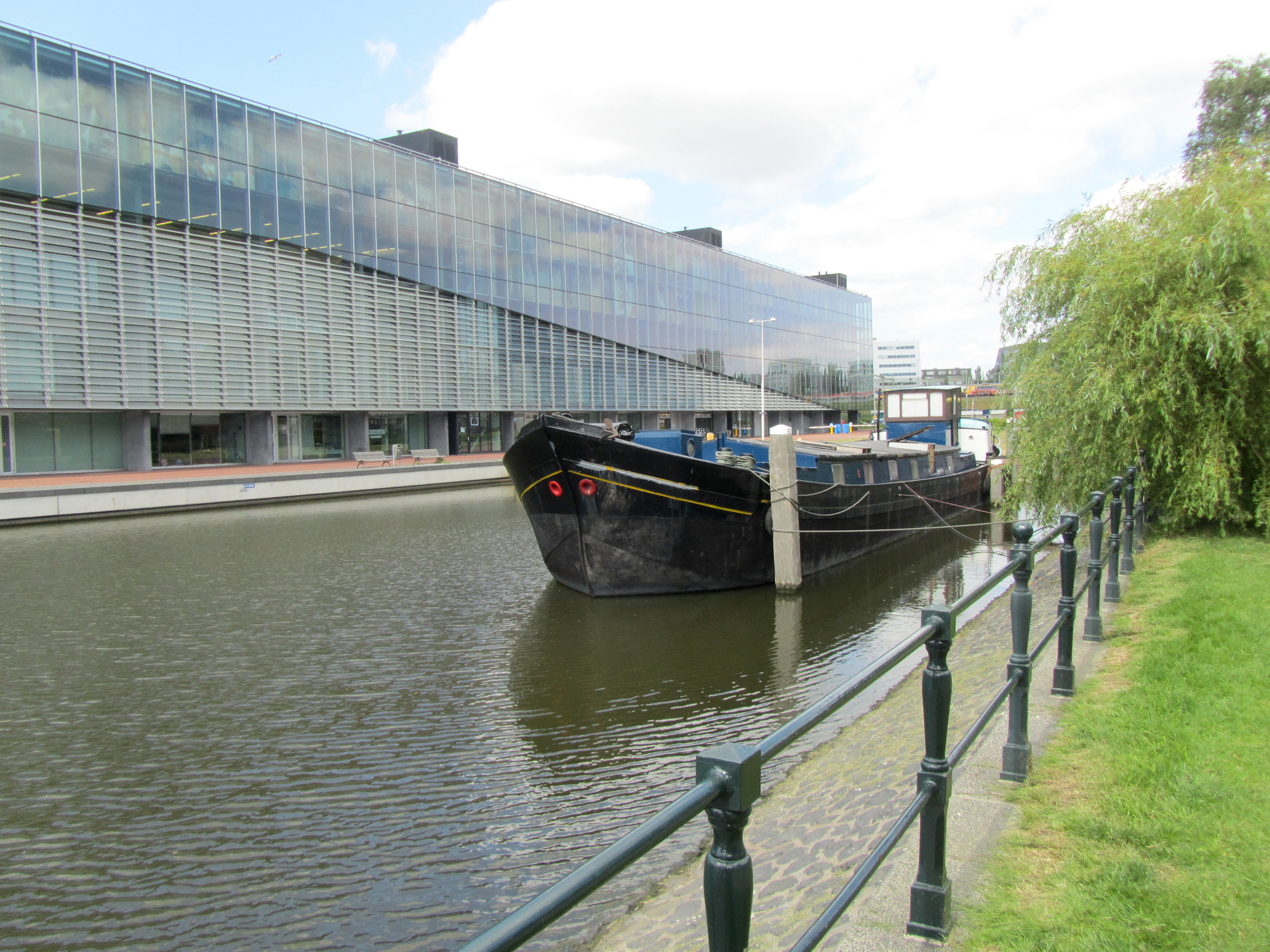
Siège du journal de Volkskrant, grand titre de centre gauche, à Amsterdam.

Het Parool, créé comme journal de Résistance pendant la Seconde Guerre mondiale, devient au cours du temps un journal à tirage national, mais reste très centré sur Amsterdam. Le tirage quotidien est aujourd'hui de l'ordre de 85 000 unités. Le journal hebdomadaire De Groene Amsterdammer (« L'amstellodamois vert »), marqué à gauche, est également très populaire dans la capitale. L'ancien journal Algemeen Handelsblad, dont est issu le NRC Handelsblad (fondé à Rotterdam en 1970), déménage à Amsterdam en 2012, sur le Rokin. De très nombreux journaux nationaux ont également leur siège dans la ville, comme De Telegraaf, de Volkskrant, Trouw, ainsi que Het Financieele Dagblad. Les journaux gratuits Metro en Sp!ts tout comme la maison d'édition Elsevier, qui publie entre autres l'hebdomadaire éponyme, y sont également implantés.
AT5 (Amstel Televisie 5) est la chaîne de télévision locale. Elle est fondée en 1992 et révèle de nombreuses personnalités télévisées au niveau national, comme Sacha de Boer, Matthijs van Nieuwkerk et Fons van Westerloo. RTV Noord-Holland, SBS6, Endemol, MTV et plusieurs autres maisons de production ont également choisi Amsterdam pour implanter leurs quartiers généraux. De nombreux programmes télévisés et radio nationaux sont enregistrés dans les studios Desmet Studio's (ainsi qu'au Studio Plantage jusqu'en 2012), tous deux situés dans le Plantage. La Westergasfabriek abrite également les enregistrements de nombreux programmes télévisés, liés à la musique notamment.
L'Amsterdam Internet Exchange (AMS-IX) est l'un des plus gros relais d'interconnexion internet des Pays-Bas, et même l'un des plus grands au niveau mondial,.

### Sport

L'Ajax Amsterdam est le club sportif le plus emblématique de la ville. Avec quatre victoires en Ligue des champions, il est également le plus titré des Pays-Bas.

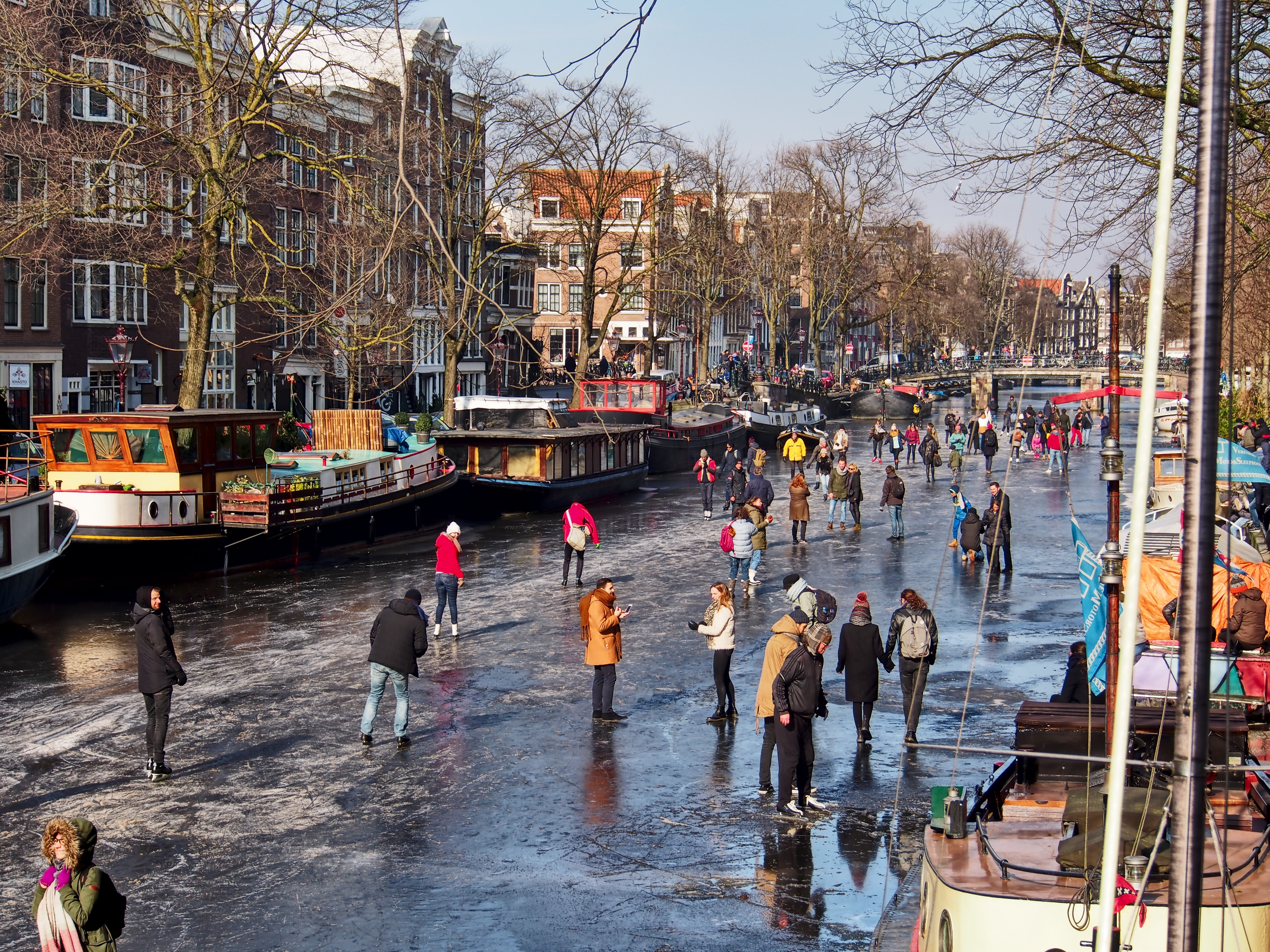
Le Prinsengracht est particulièrement populaire auprès des patineurs en hiver.

L'Ajax Amsterdam est le principal club de football de la ville. Elle est une équipe de la ligue première néerlandaise de football, plusieurs fois vainqueur de la Ligue des champions de football (1971, 1972, 1973 et 1995), et deux fois vainqueur de la Coupe intercontinentale (1972 et 1995). Le club possède le meilleur palmarès néerlandais avec, en plus de ses titres européens, trente championnats nationaux remportés à son actif. En 1996, ils abandonnent le vieux Stadion De Meer pour emménager dans la nouvelle Johan Cruyff ArenA, au sud-est de la ville, à proximité de la gare Amsterdam Bijlmer Arena. Le stade olympique, construit pour accueillir les Jeux olympiques d'été de 1928, subit une importante rénovation à la fin des années 1990 pour désormais accueillir des événements culturels ou sportif, à l'image du marathon d'Amsterdam ou les Championnats d'Europe d'athlétisme 2016. En 1920, Amsterdam est l'hôte des épreuves de voile sur l'IJ, lors des Jeux olympiques d'été de 1920 qui se déroulent à Anvers.
La principale franchise de football américain de la ville est les Amsterdam Crusaders. Du temps où la NFL Europa existait encore (ligue majeure dissoute en 2007), la capitale néerlandaise était représentée sur la scène européenne par les Amsterdam Admirals. L'équipe de basket-ball des MyGuide Amsterdam, basée au Sporthallen Zuid, évolue au sein du Championnat néerlandais. Le baseball est quant à lui représenté par l'équipe des Amsterdam Pirates au sein de la Ligue Majeure néerlandaise. En ce qui concerne le hockey sur glace, on peut signaler l'équipe des Amstel Tijgers Amsterdam qui joue sur la patinoire Jaap Eden, alors que le très populaire hockey sur gazon est représenté par trois équipes : Amsterdam, Pinoké et Hurley, qui s'affrontent au Wagener Stadium d'Amstelveen.
En plus du marathon d'Amsterdam se déroule chaque année la course Dam to Dam, d'une longueur de dix miles (environ 16,1 km), entre Amsterdam et Zaandam. Depuis 1999, la ville d'Amsterdam honore ses meilleurs sportifs par l'Amsterdam Sports Awards. La première mouture de le prix est attribuée au boxeur Raymond Joval et à la milieu de terrain de hockey sur gazon, Carole Thate.
Le rugby à XIII se développe également dans la ville, avec la création d'un club, les cobras d'Amsterdam, qui dispute le championnat des Pays-Bas de rugby à XIII et le remporte en 2018.

### Vie nocturne

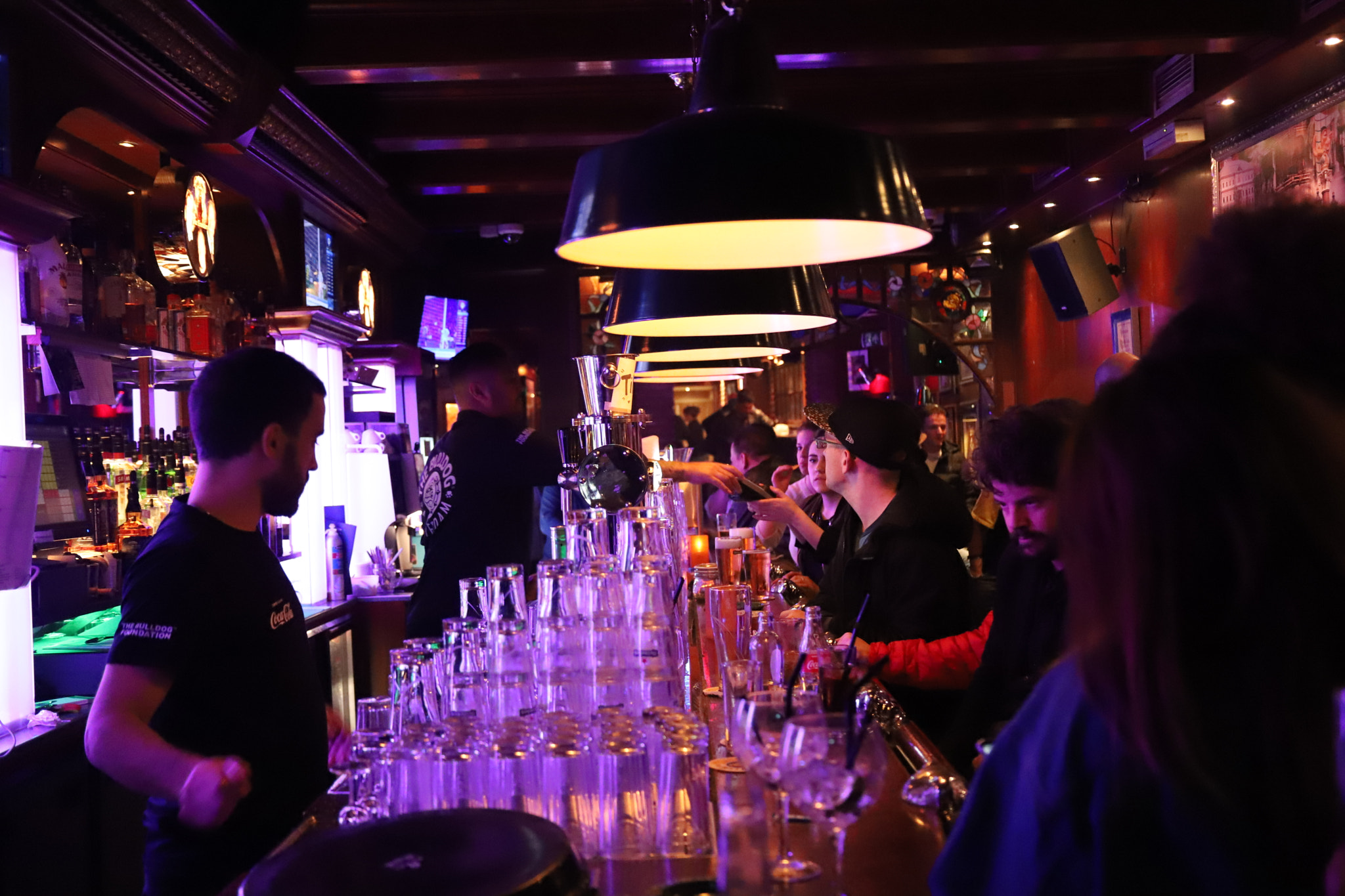
Vie nocturne amstellodamoise.

La vie nocturne d'Amsterdam est l'une des plus animées d'Europe. Les dizaines de boîtes de nuits (clubs) branchées attirent nombre de jeunes de tous les Pays-Bas, ainsi que des touristes étrangers. La Melkweg et le Paradiso, mais aussi le Radion, le Club More, la Marktkantine, le Shelter et l'Escape sont parmi les plus fameuses. Ces clubs se trouvent dans tous les arrondissements de la ville, mais les deux principaux points de concentration sont la Rembrandtplein et la Leidseplein, ainsi que leurs alentours. Le terrain de festivals de Thuishaven, offrant une programmation variée notamment en fin de semaine, est également réputé.
Amsterdam est aussi surtout connue pour son principal quartier rouge, De Wallen, bardé de nombreux lieux de plaisirs tarifés (Oudezijds Achterburgwal) et les haschich hars ou coffee shops répartis en ville, attirant de nombreux étrangers en quête de cannabis dans un cadre dépénalisé.

### Festivals

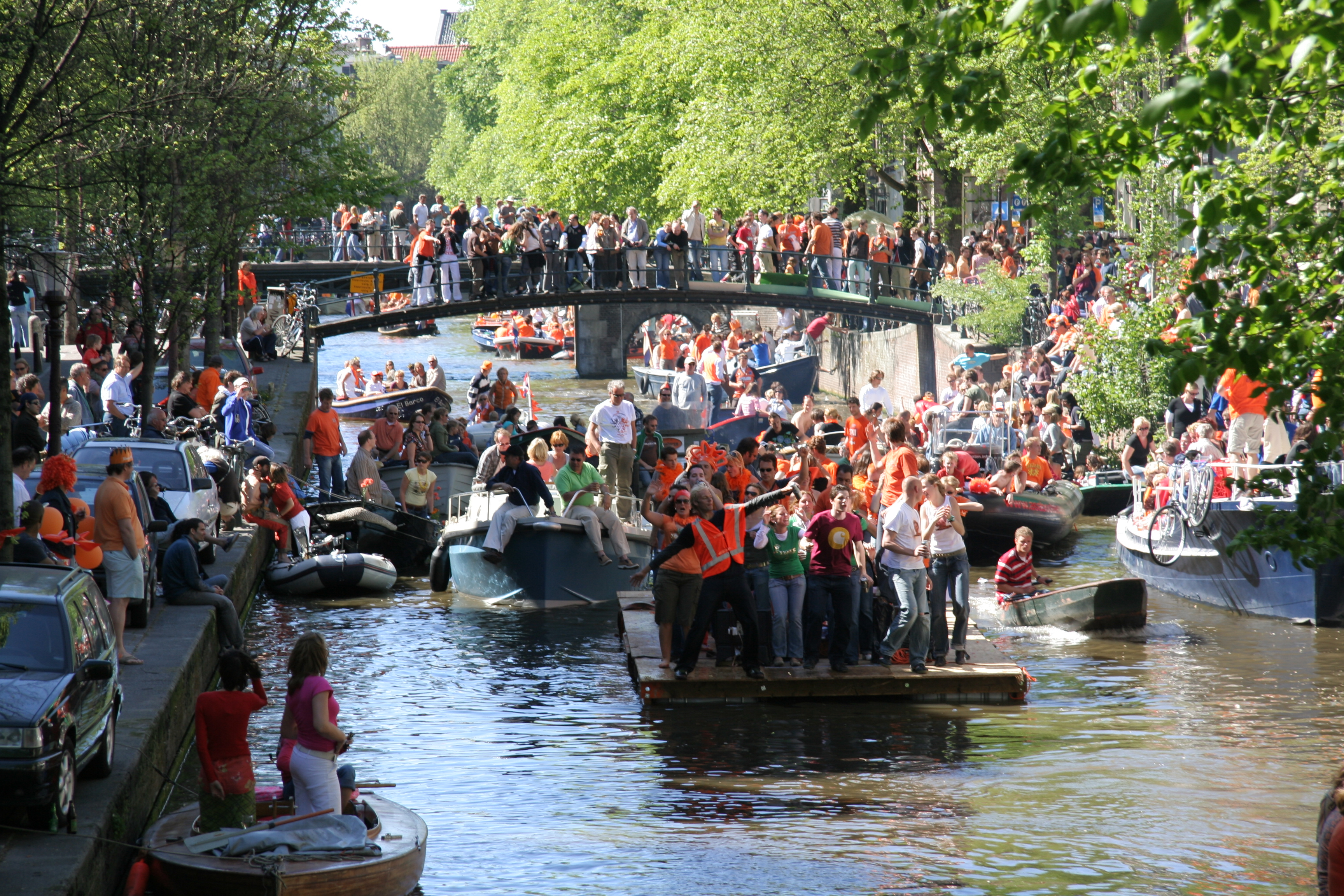
Festivités lors de la fête de la Reine en 2009 à Amsterdam.

La ville d'Amsterdam est très dynamique dans le domaine des festivals, avec près de cent-quarante festivals et événements qui s'y sont déroulés en 2008. Au premier rang des événements d'Amsterdam sont la fête nationale néerlandaise dénommée dorénavant Koningsdag (« fête du Roi »), précédemment Koninginedag (le « jour de la Reine »), en raison du couronnement de Guillaume-Alexandre le 30 avril 2013. La fête nationale correspond traditionnellement au jour de l'anniversaire du souverain sauf si celui-ci tombe un dimanche, auquel cas, le Koningsdag a lieu la veille. Ainsi, le premier Koningsdag du règne de Guillaume-Alexandre a lieu le 26 avril 2014 et non le 27 avril, jour de son anniversaire. Sous le précédent règne de Beatrix, la fête nationale ne coïncide pas avec l'anniversaire de la reine. Lors de son accession au trône, le 30 avril 1980, la reine Beatrix décide en effet de conserver la date anniversaire de sa mère, la reine Juliana, le 30 avril au lieu de son propre anniversaire le 31 janvier, à la fois pour rendre hommage à sa mère mais également pour des raisons pratiques. Des festivités au plein cœur de l'hiver et donc dans le froid voire sous la neige aurait en effet probablement été moins propices aux festivités et à la liesse populaire. Chaque année, plusieurs centaines de milliers de personnes voyagent vers Amsterdam pour rendre hommage au roi (ou à la reine) avec les habitants de la ville. Des dizaines de milliers de personnes affluent alors vers la ville, que ce soit pour faire la fête en musique le long des canaux ou sur les concerts de rue, ou pour chiner dans les grandes braderies (les freemarkets) aux quatre coins de la ville et notamment au Vondelpark.

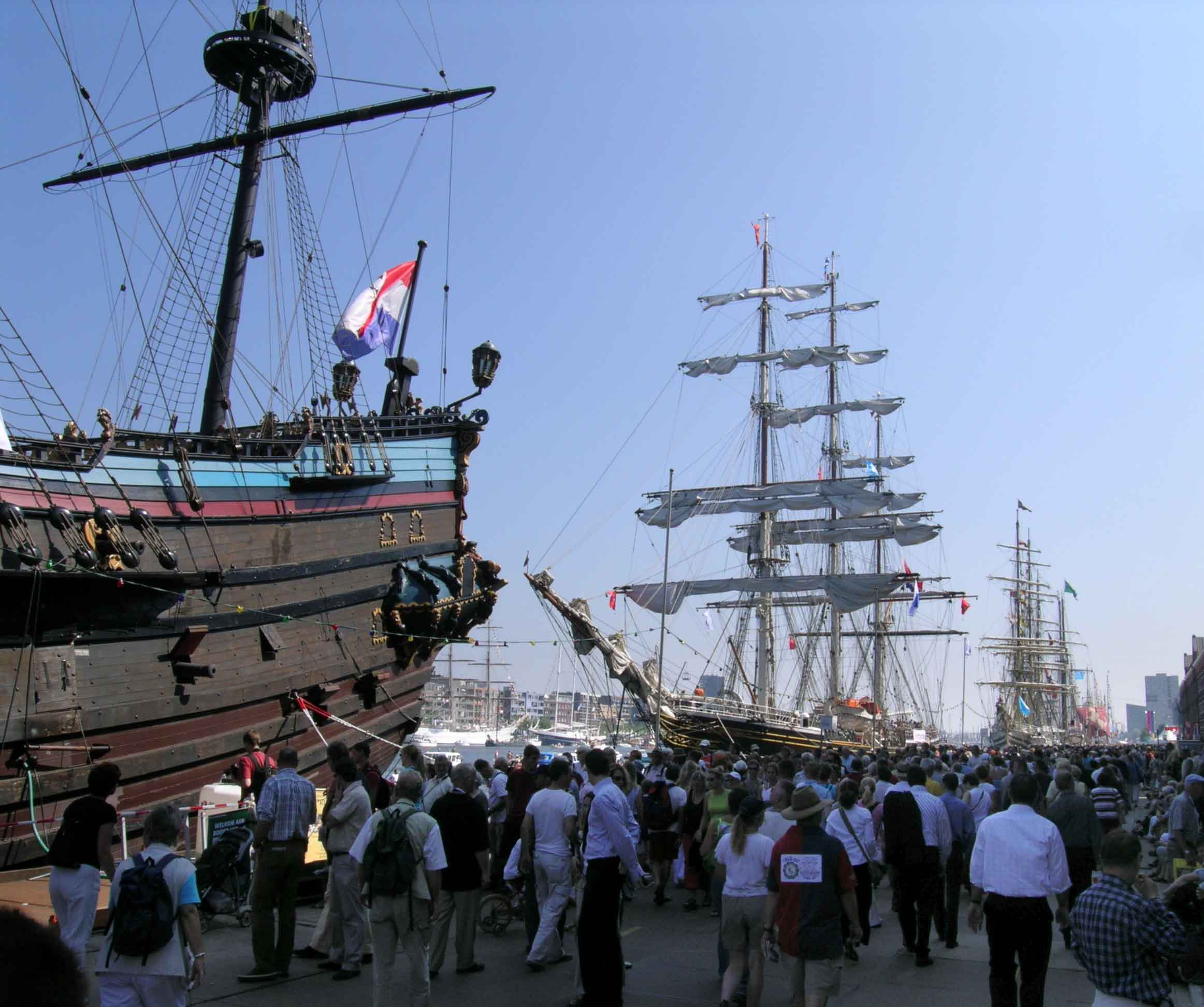
Édition 2005 de Sail Amsterdam.

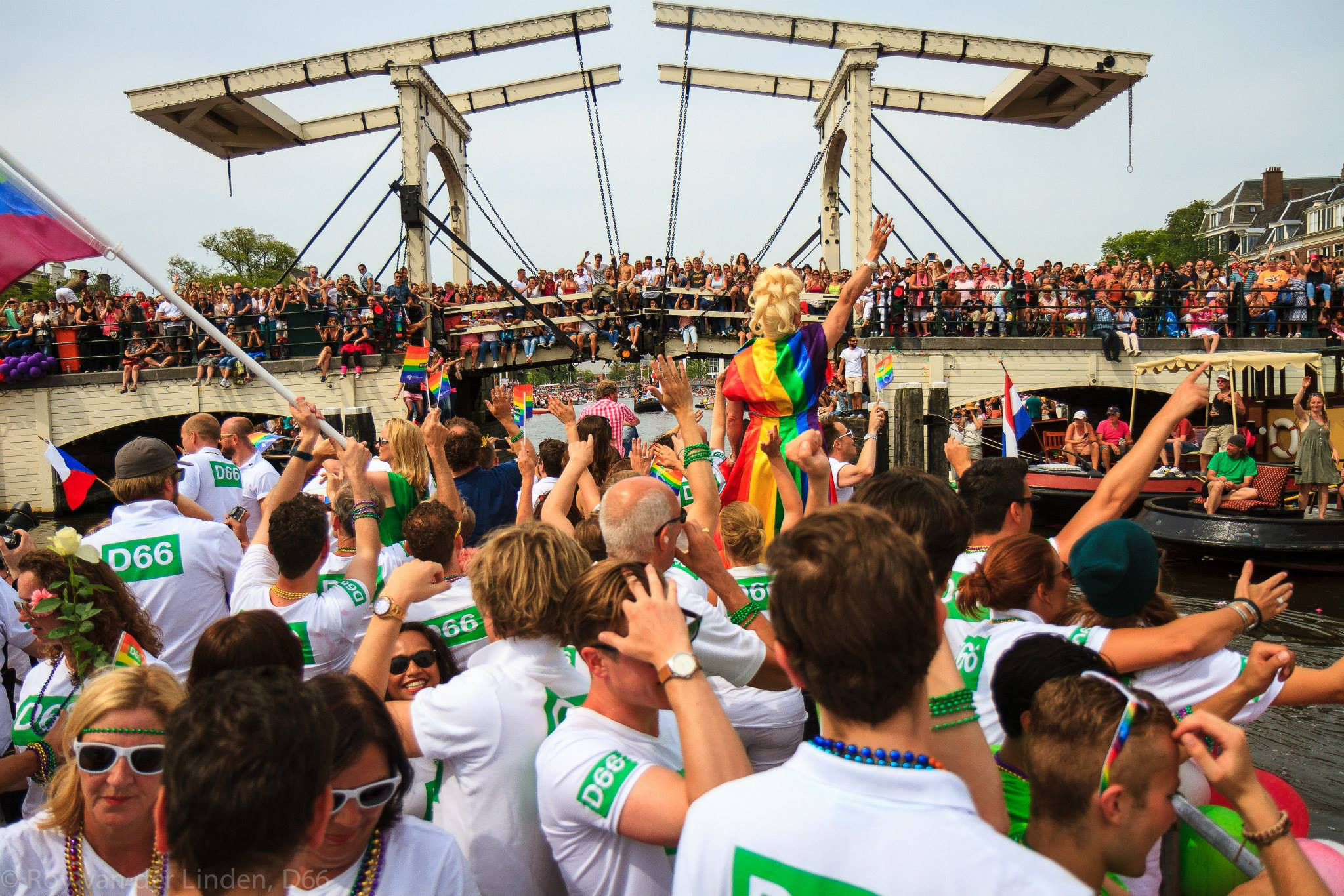
Gay Pride d'Amsterdam de 2015.

Parmi les autres événements majeurs, la Stille Omgang, une procession catholique silencieuse se déroulant à la nuit tombée, un soir de mars. Le Holland Festival, consacré aux arts de la scène attire quant à lui chaque année des artistes du monde entier au mois de juin, tandis que la marche des fiertés (Gay Pride) et son fameux défilé de bateaux sur les canaux de la capitale ont lieu au mois d'août. Le Prinsengrachtconcert, consacré à la musique classique se tient également pendant le mois d'août sur Prinsengracht, de même que le Uitmarkt, qui ouvre chaque année la nouvelle saison culturelle avec des concerts, des récitals, des pièces de théâtre. Dans un autre registre, la Cannabis cup récompense au mois de novembre les meilleures variétés de cannabis. Sail Amsterdam est un événement qui se déroule tous les cinq ans et rassemble les plus beaux voiliers du monde ; la dernière édition a lieu en 2015.
Amsterdam est également une ville très dynamique sur la scène de la musique électronique. Chaque année, l'Amsterdam Dance Event (ADE), organisé au mois d'octobre attire plus de 200 000 visiteurs, dont 40 000 touristes. Il s'agit de l'un des plus grands festivals en clubs au monde, et tous les genres de musique électronique y sont représentés. La ville accueille également la majorité des festivals techno Awakenings qui attirent chaque année des dizaines de milliers de visiteurs, à la fois dans des événements en plein air (à Spaarnwoude) ou en salle (au Gashouder du Westerpark). Parmi les autres principaux festivals organisés dans la ville, se trouvent Dance Valley (le Premier ministre Mark Rutte y va danser en 2011), Mystery Land, Lowlands (généralistes), Latin Village (house) et Dekmantel et Welcome To The Future (deep house et techno). La ville est également l'une des premières villes néerlandaises à accueillir la musique gabber, dérivée de la scène house, au début des années 1990 ; le premier festival du genre internationalement reconnu, le Thunderdome, s'y déroule en 1992.

## Éducation

### Enseignement universitaire

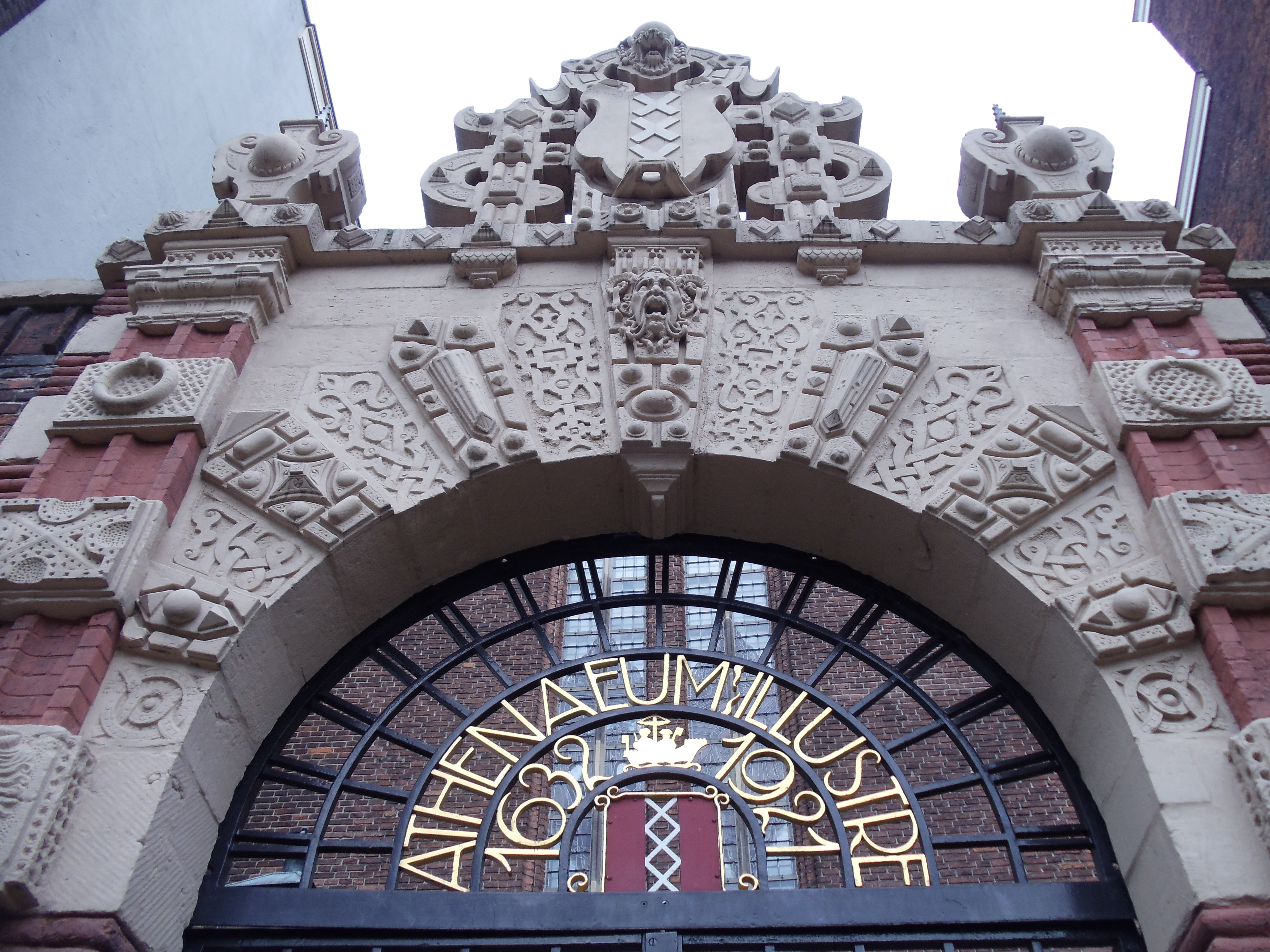
La porte Anietenkapel de l'université d'Amsterdam, fondée en 1632 en tant qu'Athenaeum Illustre.

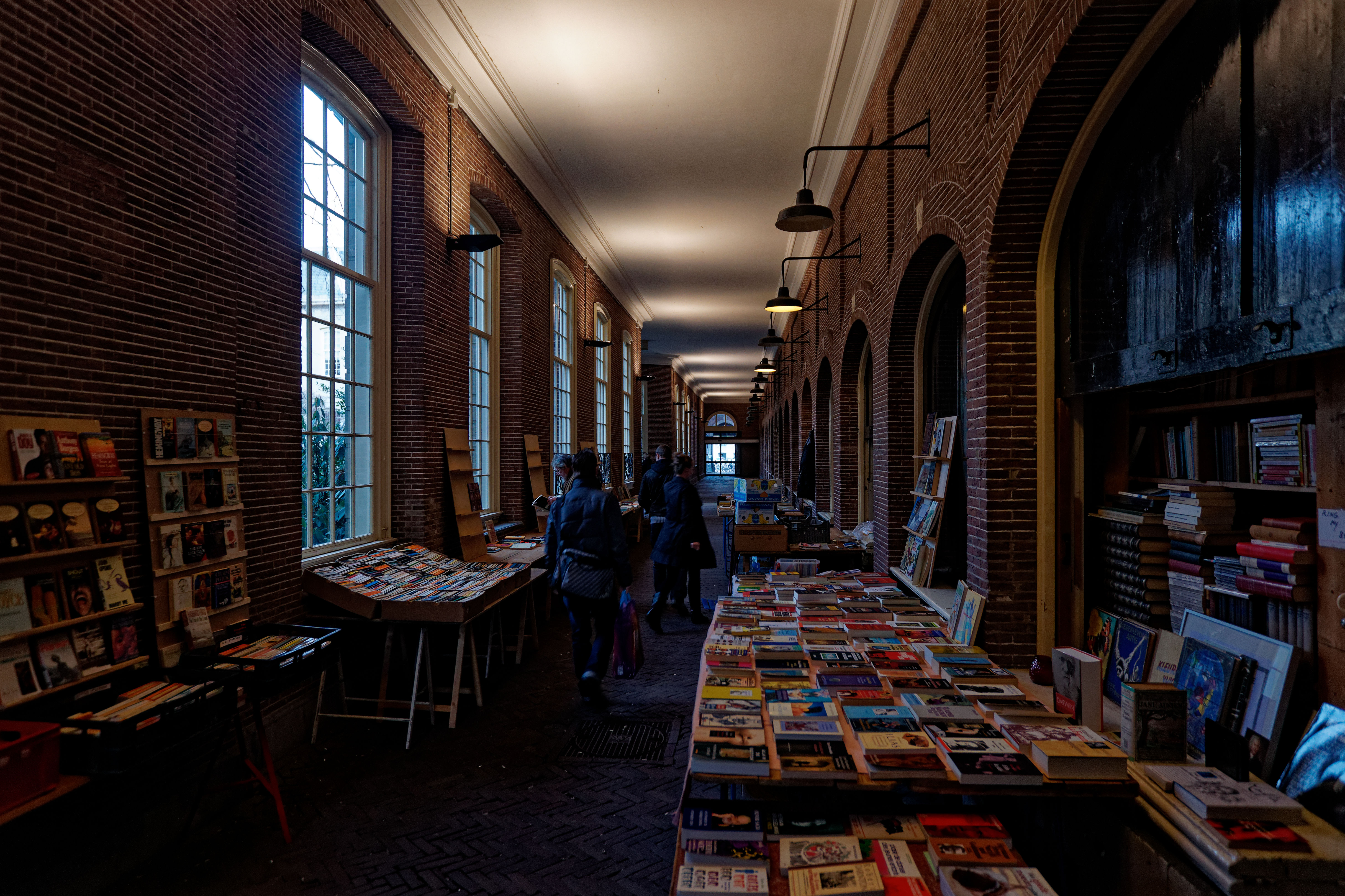
Libraires de l'université d'Amsterdam, sur le campus des sciences sociales.

Amsterdam compte deux universités généralistes : l'université d'Amsterdam (Universiteit van Amsterdam, institution laïque fondée en 1632) et l'université libre d'Amsterdam (Vrije Universiteit, institution d'origine protestante fondée en 1880). L'université d'Amsterdam est celle qui bénéficie du plus grand rayonnement international, ce qui lui vaut d'être classée au 71e rang du classement mondial des universités publié par le quotidien britannique The Times en 2012 et au 81e en 2013,. La ville comprend également d'autres établissements d'enseignement supérieur consacrés à l'art, comme le conservatoire d'Amsterdam et la Gerrit Rietveld Academie. L'université des sciences appliquées d'Amsterdam (Hogeschool van Amsterdam) est une institution universitaire dite technique, tandis que l'Institut international d'histoire sociale est l'un des plus grands centres de documentation et de recherche en histoire sociale, en particulier sur l'histoire du mouvement ouvrier. Fondé au début du XVIIe siècle, le Hortus Botanicus est l'un des plus anciens jardins botaniques au monde avec de nombreux spécimens rares et anciens, dont le plant de café à l'origine de l'ensemble de la culture du café en Europe centrale et en Amérique du Sud. Enfin, la ville héberge également plusieurs facultés de politique et d'économie qui sont principalement à direction des étudiants étrangers.

### Enseignement secondaire
Amsterdam dispose de cinq écoles secondaires privées (appelées gymnasium), le Vossiusgymnasium, le Barlaeusgymnasium, le St. Ignatius Gymnasium, Het 4e Gymnasium et le Cygnus Gymnasium, où un programme classique inclut des cours de latin et de grec ancien. Bien que considéré par beaucoup comme un concept anachronique et élitiste jusqu'à très récemment encore, les gymnases ont récemment connu un regain d'intérêt conduisant à la création d'un quatrième, puis d'un cinquième lycée. La plupart des écoles secondaires d'Amsterdam proposent différents niveaux de scolarité au sein de la même école.
Quelques écoles primaires d'Amsterdam basent leur enseignement sur des méthodes pédagogiques particulières telles que la méthode Montessori. Le lycée le plus important basé sur cette pédagogie est le Montessori Lyceum. Les autres lycées sont majoritairement basés sur des confessions religieuses, principalement catholiques ou protestantes, mais également des écoles islamiques et hébraïques, notamment dans le sud et l'ouest d'Amsterdam.

## Transports

Réseau de transports en commun (tramway et métro) amstellodamois.

La circulation en voiture dans le centre-ville est très fortement découragée via des initiatives de la municipalité, telles que des frais de stationnement élevés ou de nombreuses rues fermées à la circulation ou à sens unique,. Afin d'encourager les automobilistes à laisser leur véhicule à l'entrée de la ville, la municipalité met en place un système de stationnement incitatif composé de sept parcs relais regroupés sous l'appellation Parkeren + Reizen (P+R). Ces derniers permettent aux automobilistes de bénéficier de frais de stationnement très accommodants à condition d'emprunter les transports en commun (tram, métro) pour se rendre au centre-ville. La municipalité favorise également les initiatives d'autopartage et de covoiturage. Les moyens de transport en commun et de transport alternatif sont ainsi largement favorisés à Amsterdam.

### Réseau routier et autoroutier
La ville d'Amsterdam possède deux boulevards périphériques qui permettent de contourner la ville ou de traverser rapidement l'agglomération. Le périphérique extérieur de la ville est l'autoroute A10. D'une longueur de trente-deux kilomètres, il permet de relier les dix-huit voies urbaines principales — numérotées de S101 à S118 — aux grands axes autoroutiers du pays, et en particulier à l'A1 (qui dessert l'est des Pays-Bas), l'A2 (qui rejoint Utrecht, Bois-le-Duc, Eindhoven et Maastricht) et l'A4 qui dessert l'axe tracé entre Amsterdam, La Haye, Rotterdam et la Belgique. Le second périphérique de la ville est connu sous le nom de « Périphérique intérieur » (Amsterdamse binnenring) ou S100, et est constitué d'un ensemble de trois quais qui délimitent l'arrondissement de Centrum le long du Singelgracht, le Nassaukade, le Stadhouderskade et le Mauritskade.
Initialement, lorsque les autoroutes sont imaginées en 1932, l'objectif est de faire d'Amsterdam le nœud central du réseau routier néerlandais, duquel partiraient les autoroutes A1 à A8. Cependant, le déclenchement de la Seconde Guerre mondiale et le changement de priorités ont fait que seules les autoroutes A1, A2 et A4 débutent dans la ville. La construction de l'autoroute A3 vers Rotterdam est annulée en 1970 afin de conserver le Groene Hart au cœur du Randstad. L'autoroute A8, en direction du nord vers Zaandam, et le périphérique d'Amsterdam (A10), sont inaugurés respectivement en 1968 et 1974. Outre l'A1, l'A2, l'A4 et l'A8, deux autoroutes permettent de désengorger le trafic en direction de la Frise, au nord-est du pays, via la province du Flevoland (par l'A6) ou la Hollande-Septentrionale (par l'A7).

### Transports en commun

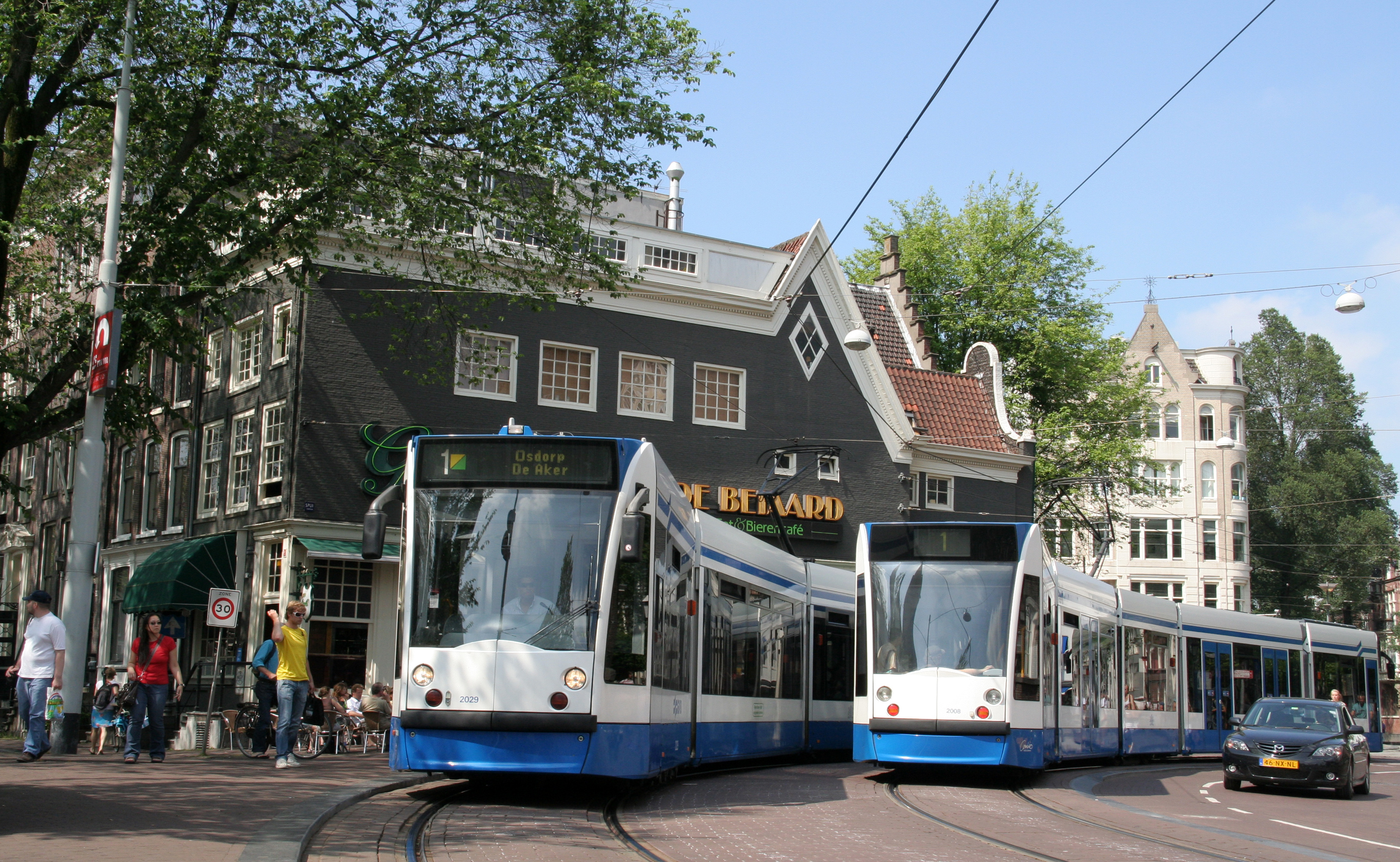
Les tramways constituent un moyen de transport privilégié dans le centre d'Amsterdam.

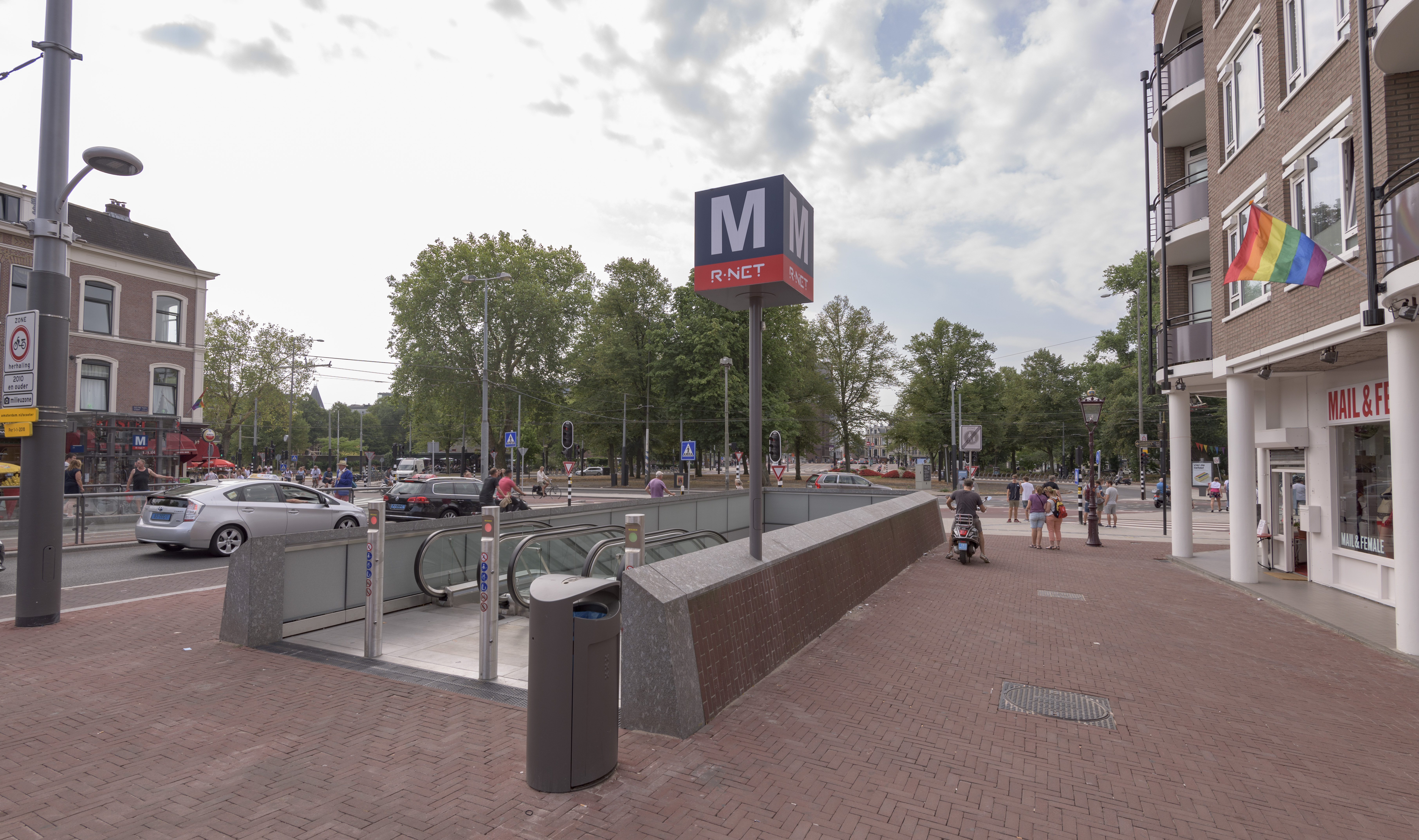
Entrée de la station Vijzelgracht du métro d'Amsterdam, sur la Vijzelstraat.

Le réseau de transports publics de la ville, géré par la GVB (Gemeentelijk Vervoerbedrijf), est très développé, combinant plusieurs modes de transport, à la fois ferroviaires (tramway et métro), routier (bus) ainsi que maritime et fluvial (ferries). Dans le centre, les tramways et les bus concentrent l'essentiel du trafic de passagers, tandis que les métros desservent les zones périphériques et les communes au sud (Amstelveen et Diemen). Les liaisons en ferry, gratuites, permettent de traverser l'IJ et de relier Noord et les communes alentour au reste de la ville. Des bus régionaux et certains bus de banlieue sont, quant à eux, exploités par Connexxion et Arriva ; ils desservent entre autres l'aéroport d'Amsterdam-Schiphol. En 2013, la GVB organise le transport d'environ 211 millions de passagers. Chaque jour, 740 000 empruntent ses cinquante-six lignes de bus, quatorze lignes de tram, cinq lignes de métro et cinq liaisons maritimes gratuites.
La construction du réseau de métro, dont la première ligne est mise en service en 1977, est émaillée de plusieurs incidents et contestations de la part des habitants. Dans les années 1970, de nombreux bâtiments construits sur et autour du Nieuwmarkt sont détruits pour laisser place au projet de construction du métro (ainsi que d'une voie express), qui doit traverser le quartier. Le projet provoque des désordres majeurs (connus sous le nom de Nieuwmarktrellen) en 1975, ce qui conduit à l'abandon du projet de voie rapide. Le métro est cependant construit et Nieuwmarkt en constitue aujourd'hui l'une des stations. Plus récemment, le projet de construction de la Noord/Zuidlijn (« Ligne Nord/Sud »), destinée à améliorer significativement les conditions de circulation dans le centre-ville et vers le nord, est marqué par des incidents majeurs (effondrement de bâtiments sur la Vijzelstraat, stations plus chères que prévu, inondations) qui repoussent de six ans sa date d'inauguration, de 2011 à 2017. De même, le coût total du projet pour la ville fait plus que tripler, passant de trois-cents millions d'euros dans le plan initial à plus de neuf-cents,. Le coût total de la ligne, inaugurée en 2018, initialement estimé à 1,46 milliard d'euros, dépasse finalement les 3,1 milliards.
La carte à puce OV-chipkaart, lancée en 2005 et valable à la fois sur le réseau ferroviaire des Nederlandse Spoorwegen et sur les réseaux de transport en commun de plusieurs villes des Pays-Bas, est utilisable dans l'ensemble des transports en commun de la ville. Le bureau de la GVB, situé en face de la gare centrale, distribue gratuitement une carte du réseau de transport public.

### Cycles et deux-roues

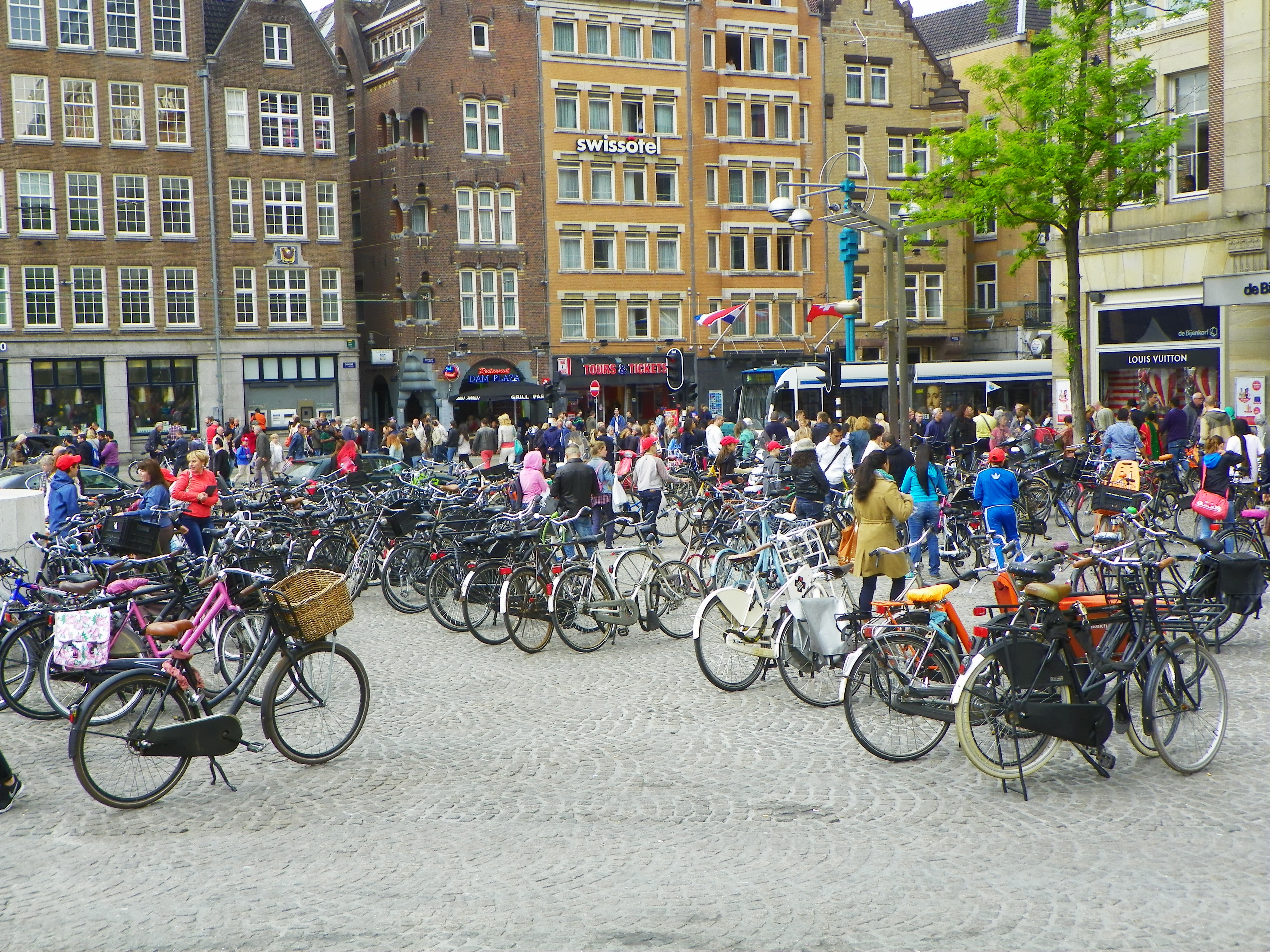
Vélos stationnés sur la place de la Bourse, près du Damrak.

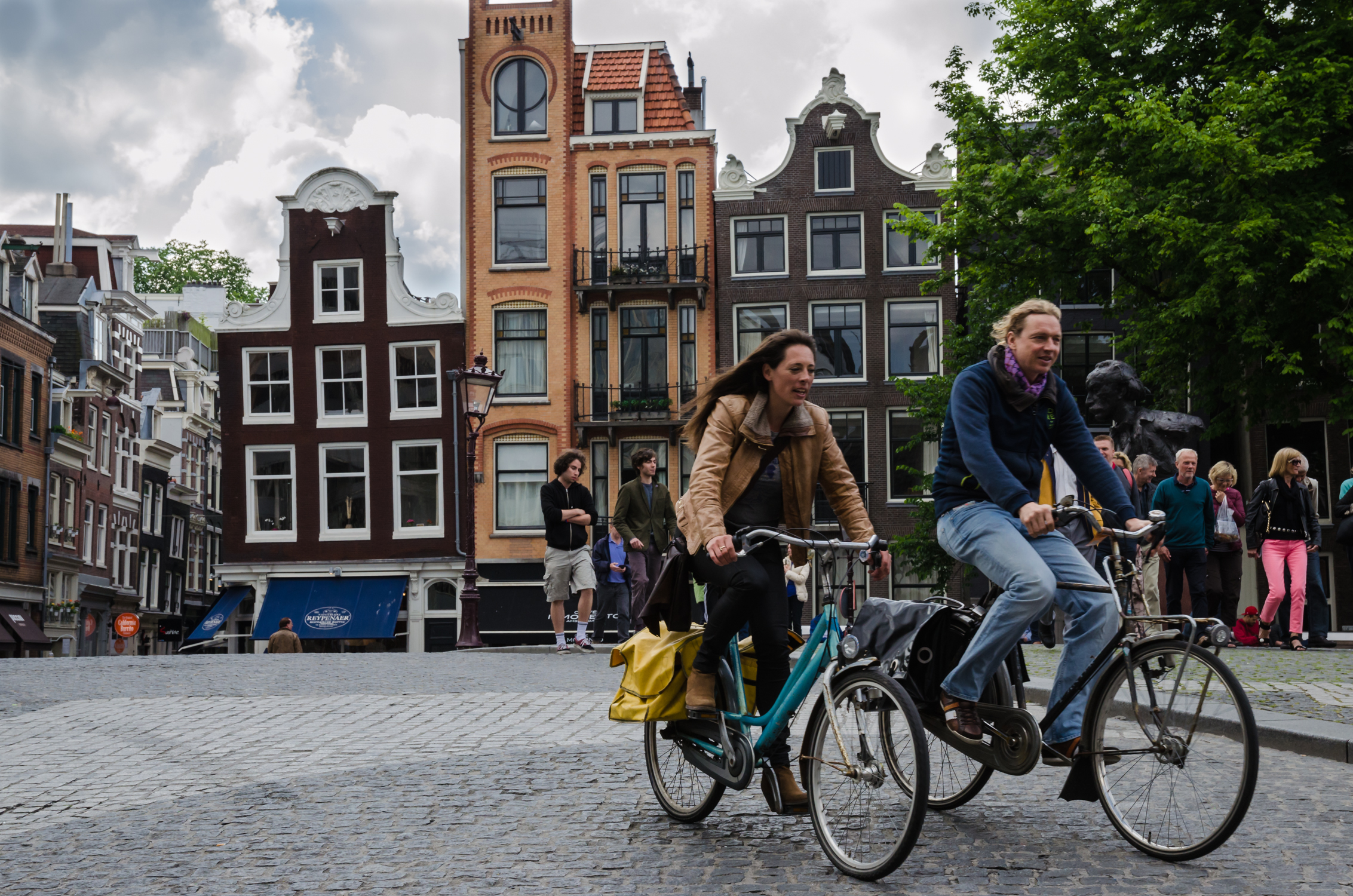
Cyclistes dans le centre-ville d'Amsterdam.

38% des déplacements se font en cycle.
Plus d'un million de cyclistes circulent quotidiennement sur le réseau cyclable de la ville.
Le vélo est le moyen de locomotion le plus populaire et le plus utilisé à Amsterdam. La ville offre ainsi de nombreuses infrastructures visant à faciliter les déplacements à bicyclette, telles que des couloirs spéciaux sur la majorité des rues, mais aussi une signalisation spécifique, permettant aux vélos (et plus généralement aux deux-roues) d'emprunter des voies à sens unique dans de nombreux endroits de la ville. La ville dispose en outre d'importantes infrastructures de garage, incluant d'immenses parkings surveillés dans certaines gares (fietsenstallingen), mais aussi des bateaux spécialement mis en place pour accueillir des vélos. D'après I Amsterdam, au total, Amsterdam possède plus de quatre-cents kilomètres de pistes cyclables. L'absence de relief favorise également l'usage de la bicyclette. Toutes les couches sociales utilisent ce moyen de transport, qui représente près de 38 % des voyages journaliers.
Selon une estimation de la municipalité datant de 2012, la ville compte 881 000 vélos,. Selon cette même étude, environ 70 % des résidents trouvent que le vélo est un moyen de locomotion agréable pour s'y déplacer. Parmi les 30 % restants, seuls 11 % n'y prennent aucun plaisir, tandis que 19 % sont neutres. Parmi les principales raisons invoquées par les personnes enthousiastes à l'idée d'utiliser leur vélo, on retrouve en tête la facilité d'utilisation et la rapidité (50 %), suivies du fait qu'il permet de profiter de l'environnement urbain (19 %) et qu'il constitue un moyen de transport sain et bon pour la santé (17 %). La qualité des infrastructures et la gratuité n'arrivent qu'au quatrième et au cinquième rang (9 % et 6 % respectivement). Parmi les principaux points négatifs, l'étude cite le comportement asocial de certains usagers, la sécurité, ainsi que la gêne occasionnée par les scooters, également autorisés à circuler sur les voies réservées au vélo. En outre, les résidents de la ville mentionnent également la difficulté qu'ils rencontrent parfois pour garer leur vélo, en particulier aux abords de la gare centrale d'Amsterdam. Au cours de l'année 2012, 65 000 deux-roues sont enlevés par la municipalité et conduits vers le dépôt du Westelijk Havengebied. À titre de comparaison, ce chiffre est de 54 000 en 2011 et 34 000 en 2010. Cette augmentation reflète le manque d'espaces de parking dans la ville, ce qui incite de plus en plus les gens à garer leur vélo dans des endroits non autorisés.
La surabondance de vélos dans la ville a également des répercussions négatives. Le vol et le trafic de vélos restent ainsi des problèmes endémiques, même si la tendance est à la baisse. En 2008, environ 50 000 vols de vélos sont enregistrés contre 80 000 en 2001. Selon les chiffres 2012, un peu plus de 10 000 plaintes pour vols de vélos, scooters ou mobylettes ont été déposées.

### Transport aquatique

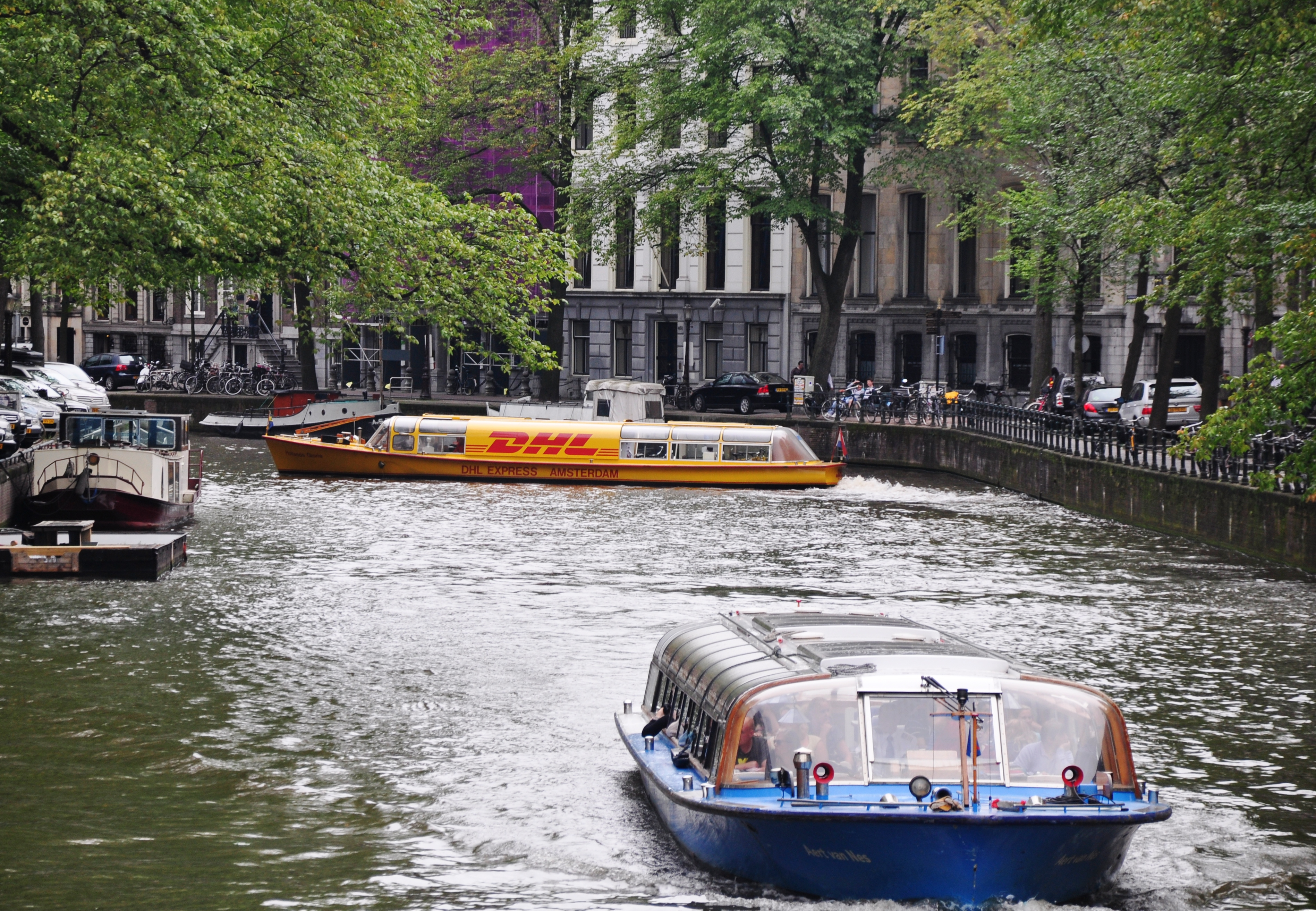
Bateau de livraison de DHL à Amsterdam.

Amsterdam et ses environs sont sillonnés par plus de cent-cinquante canaux, créant ainsi près de quatre-vingt-dix mini-îles reliées par un réseau d'un millier de ponts. Pendant de nombreux siècles, ces canaux et voies d'eau sont utilisés comme principales voies de transport à Amsterdam, notamment pour le transport d'eau, de charbon, de nourriture ou d'épices. Aujourd'hui, ces canaux ne sont adaptés qu'aux petites péniches, aux bateaux de plaisance et aux bateaux-mouches. Ils restent toutefois toujours utilisés par la société de messagerie DHL, dont le bateau livre des colis à travers la ville.
Trois ferries transportent gratuitement les piétons et les cyclistes sur l'IJ, entre la gare centrale d'Amsterdam et Amsterdam-Noord. Deux autres ferries payants permettent de parcourir l'IJ d'est en ouest, le long du port. Il est également possible d'utiliser des bateaux-taxis et des navettes fluviales, de louer des bateaux électriques ou encore d'effectuer une croisière fluviale sur les canaux de la ville. En sus de cela, le Floating Dutchman, un bus également capable de naviguer sur l'eau, fait un circuit touristique dans le centre-ville.

### Réseau ferré

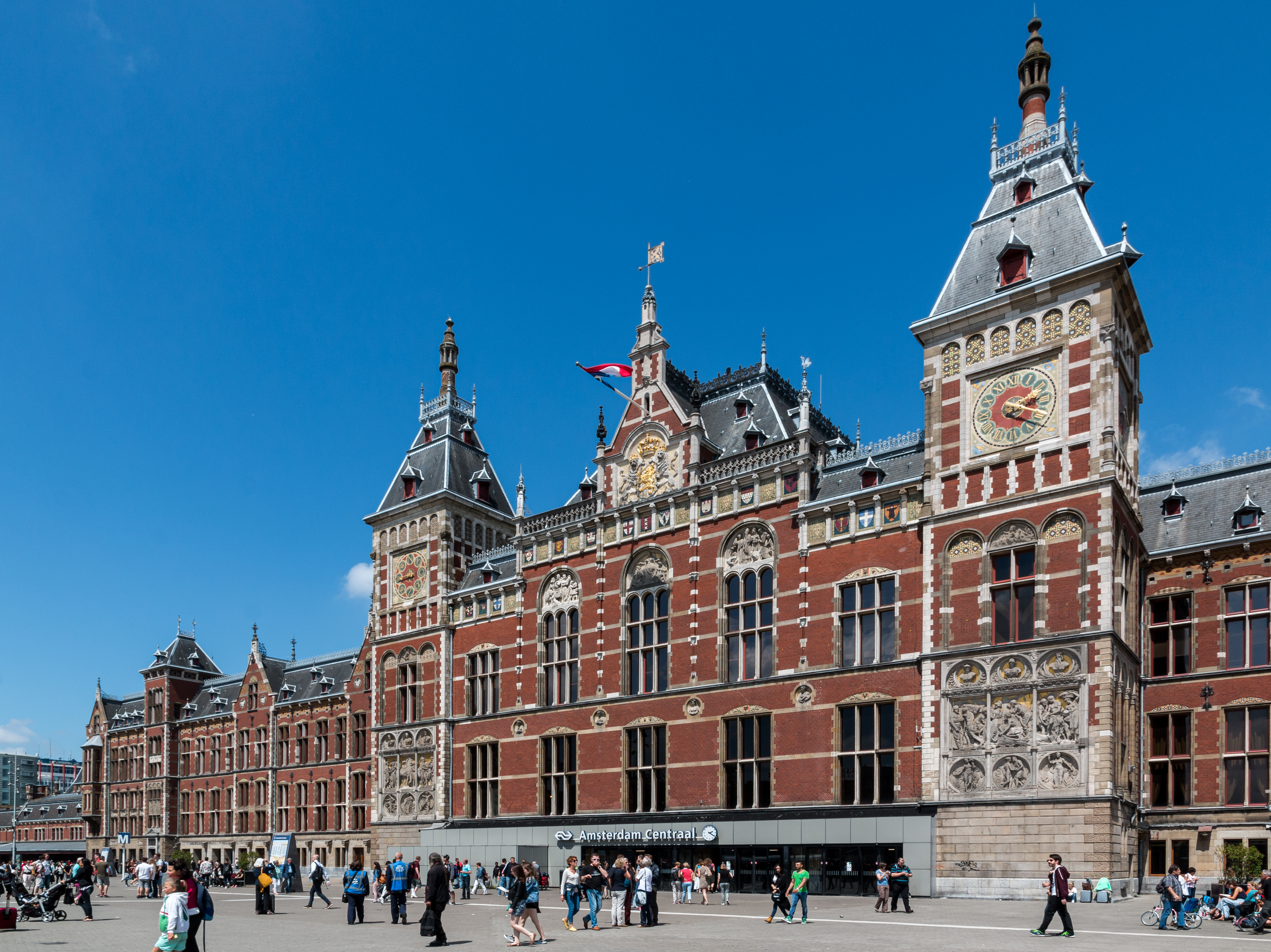
La gare centrale d'Amsterdam.

La principale gare de la ville, pour ce qui est de la fréquentation et de la quantité de trains, est la gare centrale d'Amsterdam, œuvre de Cuypers (1889), qui dessert à la fois le reste du pays (Intercity et Sprinter) et les liaisons internationales (Thalys, Eurostar, DB, SNCB, Nightjet). La gare centrale est la deuxième la plus fréquentée du pays après celle d'Utrecht, avec 165 000 passagers qui y transitent chaque jour. La gare de l'aéroport Schiphol constitue également un nœud ferroviaire important où se côtoient lignes locales et internationales (liaison d'Amsterdam-Central à Amsterdam-Zuid, Thalys, Eurostar, SNCB). La ligne d'Amsterdam-Central à Schiphol est ainsi la ligne de train la plus fréquentée du pays avec 5,6 millions de voyageurs par an. En outre, Amsterdam-Central est située sur les deux autres lignes les plus fréquentées du pays (Utrecht-Central à Amsterdam-Central et Haarlem à Amsterdam-Central).
Les gares d'Amsterdam-Sloterdijk (nord-ouest, 40 000 passagers par jour), Amsterdam-Sud, et Amsterdam-Amstel (est) desservent quant à elles principalement des liaisons intérieures, notamment vers La Haye, Leyde et Utrecht. Les gares de Lelylaan, Muiderpoort, Bijlmer ArenA et RAI complètent la desserte périphérique de la ville.

### Transport aérien

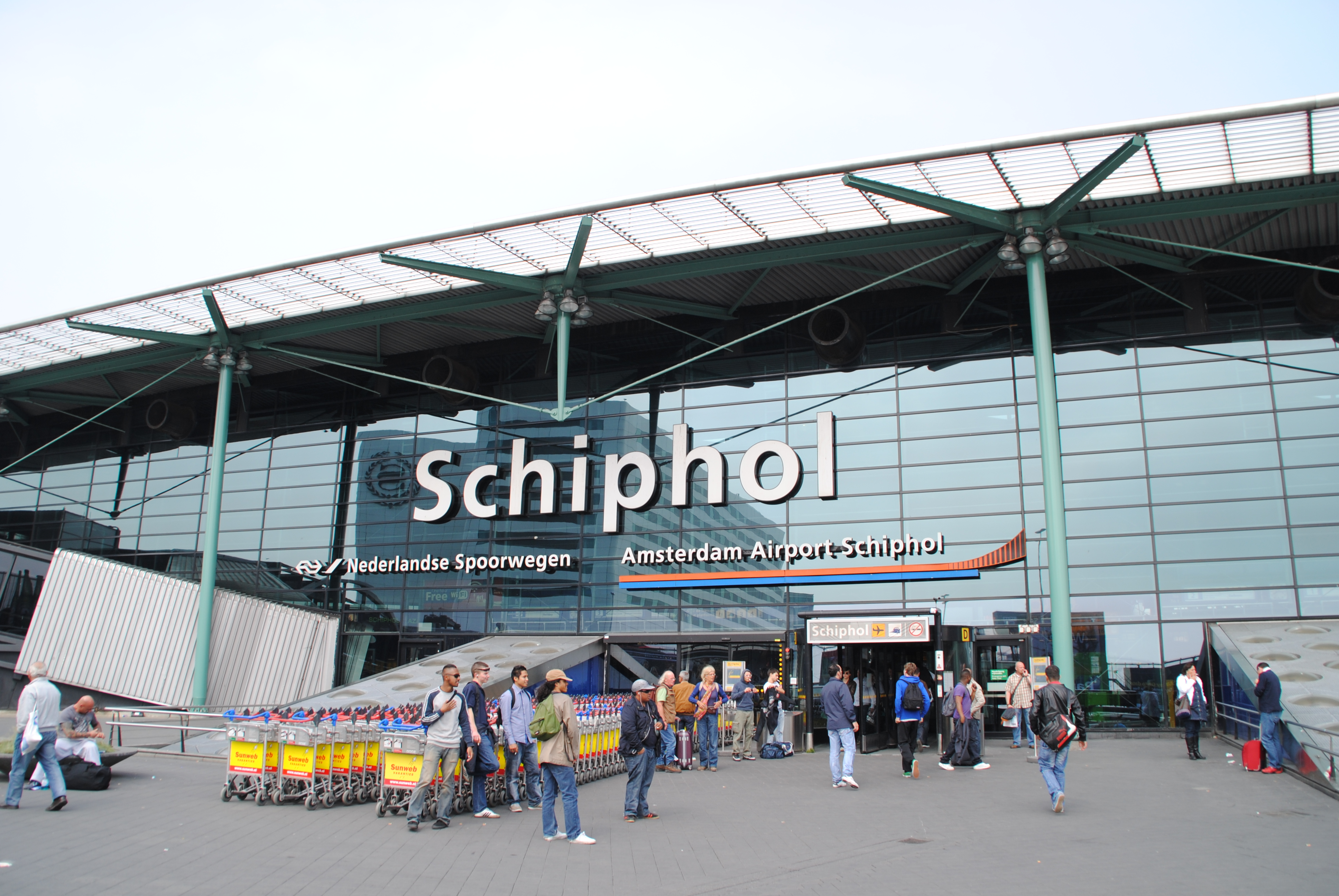
L'aéroport d'Amsterdam-Schiphol, classé troisième aéroport européen pour le transport de passagers en 2017.

L'aéroport de Schiphol, situé au sud-ouest de la ville dans la commune de Haarlemmermeer, est relié par voie ferroviaire au reste de la ville, joignable en quinze minutes à partir de la gare centrale. En 2019, plus de 71 millions de passagers y transitent (en augmentation de 0,9 % par rapport à 2018), ce qui le classe quatorzième aéroport du monde et à la troisième place en Europe, après Londres-Heathrow (80,8 millions de passagers) et Paris-Charles-de-Gaulle (76,1 millions de passagers). La flotte de la KLM, la compagnie aérienne porte-drapeau, dont les avions volent vers cent-trente-trois destinations dans soixante-neuf pays différents (2012), est basée à l'aéroport de Schiphol.
Pour ce qui est du volume de marchandises, Schiphol figure en 2012 au 18e rang mondial avec un volume de marchandises de 1 511 824 tonnes et au 4e rang européen, derrière Paris-Charles-de-Gaulle (2 150 950 tonnes), Francfort-sur-le-Main (2 066 432 tonnes) et Londres-Heathrow (1 556 203).

## Culture populaire

### Littérature
L'action de nombreuses œuvres littéraires renommées se déroule totalement ou partiellement à Amsterdam. L'une des plus universellement reconnues est Le Journal d'Anne Frank, livre composé du journal intime tenu par Anne Frank, une jeune juive allemande exilée aux Pays-Bas, lorsqu'elle se cache au-dessus d'un magasin situé près de Westerkerk, pendant vingt-cinq mois, avec sa famille et quatre amis, au cours de l'occupation des Pays-Bas par l'Allemagne nazie. Dans le roman La Chute d'Albert Camus (1956), l'histoire du principal protagoniste, Jean-Baptiste Clamence, se déroule à Amsterdam, où l'on apprend qu'il s'est exilé.
L'écrivain néerlandais Cees Nooteboom choisit également Amsterdam comme décor de son roman Rituels, paru en 1983 et qui raconte l'histoire de deux amis dont l'un a la fâcheuse tendance à violer la loi, tandis que l'autre s'y plie avec discipline. La ville est également le théâtre du roman De hoogste tijd de Harry Mulisch, paru en 1985, et qui brosse un portrait détaillé de la ville moderne en racontant l'histoire de l'acteur néerlandais classique Pierre de Vries. Dans Sur l'eau, paru en 1998, H. M. van den Brink raconte l'histoire de deux rameurs d'un club nautique de l'Amstel, Anton et David qui est juif ; ces derniers voient alors leur destin basculer au moment de l'invasion allemande.
Dans Le Ministère de la Douleur, sorti en 2005, Dubravka Ugrešić dépeint les conditions de vie difficiles des immigrés d'Europe de l'Est dans l'un des quartiers pauvres d'Amsterdam, la ville ayant toujours constitué un centre d'accueil pour les réfugiés.

### Cinéma

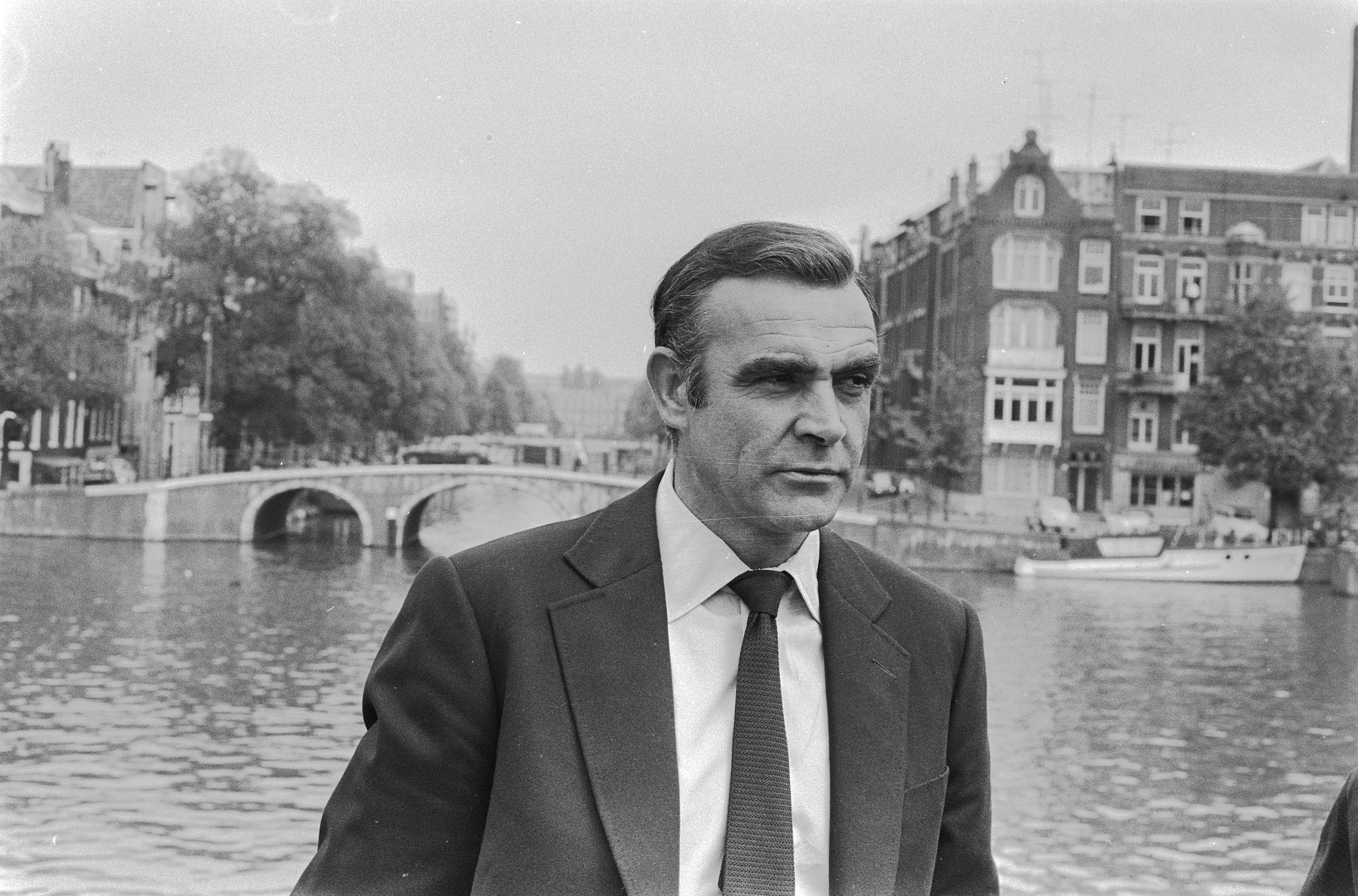
Sean Connery à Amsterdam lors du tournage du film Les diamants sont éternels (1971), dans lequel il apparaît en tant que James Bond.

Amsterdam sert de décor à de nombreux films et séries télévisées, à la fois néerlandais et internationaux. Parmi les films néerlandais qui mettent en scène la ville est notamment connu à l'étranger Le Choix du destin (Soldaat van Oranje en néerlandais), réalisé par Paul Verhoeven et sorti en 1977. Le film, dans lequel joue entre autres Rutger Hauer, raconte l'histoire de six étudiants de l'université de Leyde, à l'approche de la Seconde Guerre mondiale. Insouciants au début du film, la guerre va changer leur vie ; alors que certains vont choisir la rébellion et résister à l'occupant, d'autres vont opter pour la collaboration. Ciske le Filou, sorti en 1984 raconte l'histoire de Ciske, un enfant de onze ans vivant dans un quartier pauvre d'Amsterdam dans les années 1930. Le film est inspiré d'un roman pour enfants ; l'acteur Danny de Munk y interprète une chanson, « Je me sens tellement seul », devenue un morceau classique pour la ville d'Amsterdam. Toujours dans les années 1980, le film L'Assaut, adaptation cinématographique du roman De Aanslag de Harry Mulisch, raconte l'histoire d'Anton Steenwijk qui essaie de comprendre les circonstances de la mort de sa famille dans une attaque allemande au cours de la Seconde Guerre mondiale. Bien que l'action se déroule principalement à Haarlem, le film, oscarisé en 1987, constitue une référence du cinéma néerlandais. Dans Amsterdamned, réalisé par Dick Maas et sorti en 1988, un dangereux plongeur sévit dans la ville, tuant sauvagement ses victimes à coups de couteau cranté. Le tueur utilise ainsi les canaux de la ville pour commettre ses crimes.
Amsterdam est également apparue dans plusieurs grosses productions hollywoodiennes et internationales. Dans Les diamants sont éternels, sorti en 1971, James Bond, interprété par Sean Connery, se rend dans la capitale néerlandaise pour y rencontrer Tiffany Case ; le film met principalement en scène les canaux de la ville, en particulier le Magere Brug. Deux ans plus tard, dans Turkish Délices, la ville est le théâtre principal de la relation passionnée et tumultueuse d'Éric, sculpteur bohème, avec Olga, issue d'une famille conservatrice. Le film met ainsi en scène de nombreuses parties de la ville, comme la place du Dam et le Damrak, le Rokin, l'Oudezijds Voorburgwal et le Vondelpark. Dans le film Pulp Fiction de Quentin Tarantino, Vincent Vega (interprété par John Travolta) revient à Los Angeles après avoir passé trois ans à Amsterdam. La scène d'ouverture du film Ocean's Twelve, réalisé par Steven Soderbergh, montre l'équipe de Daniel Ocean en train d'organiser un casse à Amsterdam. Pour ce faire, les bandits vont jusqu'à faire descendre une maison de plusieurs centimètres en affaissant les pilotis sur lesquels elle est construite. La comédie américaine de 2005 Gigolo malgré lui se déroule à Amsterdam et montre les méfaits de la consommation de cannabis et la prostitution, mais aborde également la thématique du racisme.
Plus récemment, quelques scènes de Nos étoiles contraires (2014), film racontant l'histoire de deux adolescents atteints par le cancer, se déroulent à Amsterdam. Dans Hitman and Bodyguard (2017), une course-poursuite prend place à Amsterdam, notamment devant le Rijksmuseum ; d'autres scènes du film sont tournées à La Haye, mettant en vue la Cour pénale internationale (CPI).

### Musiques et chansons
Amsterdam, interprétée par Jacques Brel, est l'une des chansons francophones consacrées à la ville les plus illustres. Le titre a souvent été repris, comme par le groupe Oi! orléanais Komintern Sect, et notamment en anglais par Scott Walker, David Bowie et John Cale. Il a également été repris et modifié par le groupe Parabellum, qui en a fait une chanson contre l'usage des drogues. D'autres artistes francophones ont également chanté la « Venise du Nord » (surnom également donné à la ville de Bruges en Belgique), on peut ainsi citer Guy Béart (À Amsterdam), Maxime Le Forestier (Petit Nuage sur Amsterdam), Les Innocents (Entre Amos et Amsterdam), Graziella de Michele (Vision d'Amsterdam), Billy Ze Kick (Bons Baisers d'Amsterdam) ou encore Oxmo Puccino (Sur la Route d'Amsterdam). Plus récemment, le groupe de rap Octobre Rouge a également rendu hommage à la ville et plus particulièrement à son fameux quartier rouge dans le titre Week end a Meda.
Dans un registre international, plusieurs chansons baptisées Amsterdam ont été interprétées par des artistes comme la chanteuse néerlandaise Maggie MacNeal, ou les groupes Coldplay, Van Halen, Peter Bjorn and John ou encore Mando Diao. Les chansons « Aan de Amsterdamse grachten » (« Aux canaux d'Amsterdam ») de Pieter Goemans ou encore « Tulips from Amsterdam » du chanteur britannique Max Bygraves sont également devenues des classiques populaires.

## Personnalités liées à la ville
- Rembrandt (1606–1669), peintre
- Baruch Spinoza (1632–1677), philosophe
- Adam van Lintz (?-1705), poète et mathématicien
- Agneta Matthes (1847–1909), gérante de l'Agnetaparks, un ensemble d'habitations ouvrières pionnier pour son époque, permettant le logement décent des ouvriers de la fabrique de levure de Delft et de leurs familles.
- Max Euwe (1901-1981), joueur d'échecs
- Esmée van Eeghe (1918-1944), résistante.
- Anne Frank (1929-1945), victime de la Shoah
- Coby Timp (1930-), actrice néerlandaise.
- Nienke Sikkema (1933-), actrice néerlandaise.
- Joss Flühr (1940-), actrice néerlandaise.
- Wim Ruska (1940-2015), judoka, double champion olympique
- Els Ingeborg Smits (1944-2011), actrice néerlandaise.
- Johan Cruyff (1947-2016), footballeur
- Marjolein Sligte (1954-), actrice néerlandaise.
- Eddie Van Halen (1955-2020), guitariste
- Ruud Gullit (1962-), footballeur
- Michel Sorbach (1962-), acteur néerlandais.
- Dennis Bergkamp (1969-), footballeur
- Sofian El Adel (1983-), joueur néerlandais de futsal
- Mouad Ben-Chaib (1984-), acteur néerlandais d'origine marocaine.
- Ludwig Bindervoet (1986-), acteur
- Kevin Wekker (1987-), acteur néerlandais.
- Iliass Ayanou (1995-), joueur néerlandais de futsal
- Mo Hamicha (1996-), kick-boxeur néerlandais.
- Lale Gül (1997-), écrivaine.
- Pippa Allen (2000-), actrice néerlandaise.